# رسم غربي

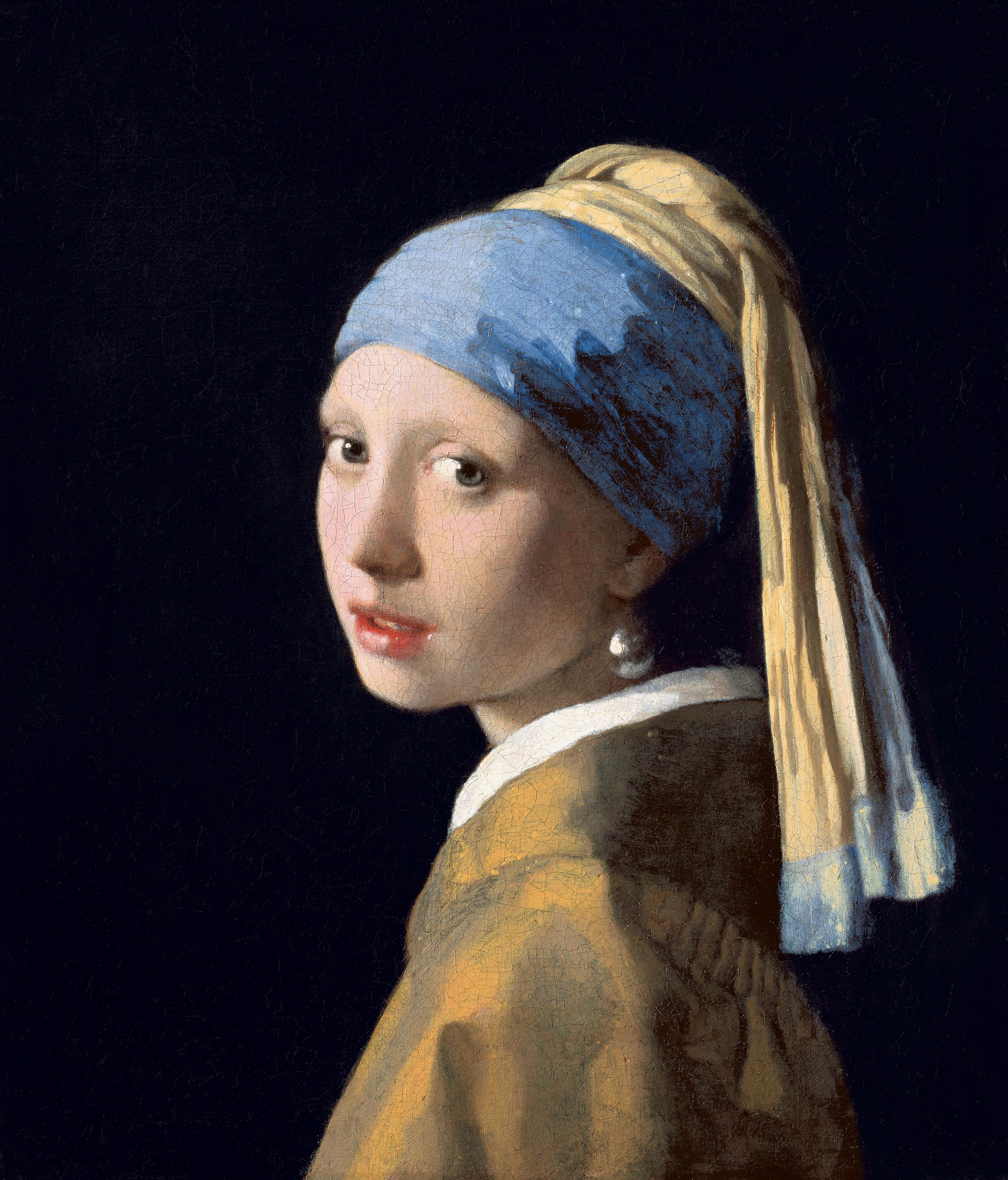
لوحة «الفتاة ذات القرط اللؤلؤي» بريشة الرسام الهولندي يوهانس فيرميير والمعروفة بـ موناليزا الشمال

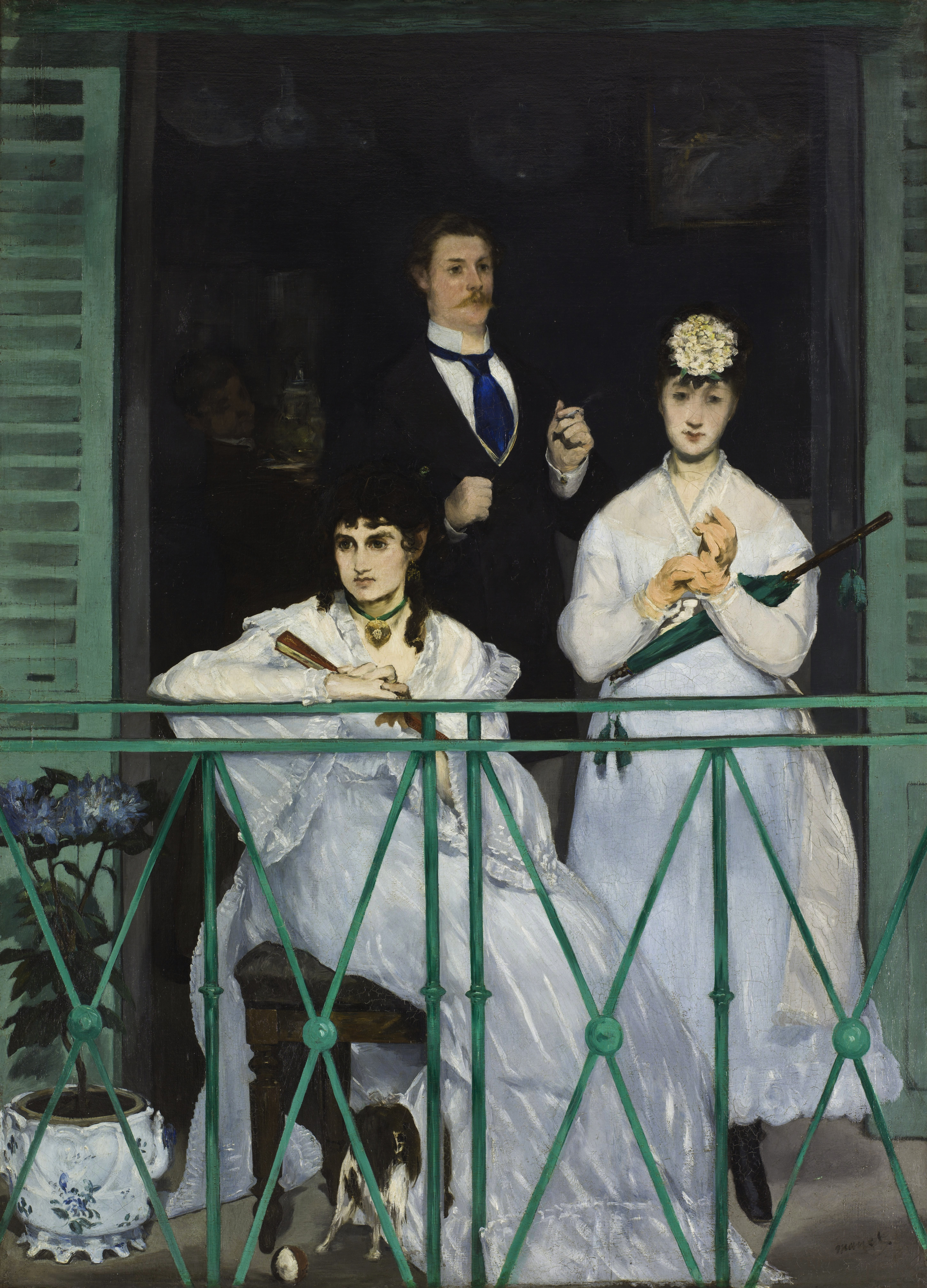
لوحة «الشرفة» بريشة الرسام الفرنسي إدوارد مانيه (1868)

يمثل تاريخ الرسم الغربي أو التصوير الغربي، رغم تعطله لفترات، تقليدًا مستمرًا من العصور الكلاسيكية القديمة وحتى الوقت الحاضر. وقد كان معنيًا حتى منتصف القرن التاسع عشر بأساليب الإنتاج التمثيلية والكلاسيكية في المقام الأول، بعد ذلك اكتسبت الأشكال الأكثر حداثة وتجريدًا وتصويرًا تفضيلًا.
بعد خدمته الرعاية الإمبراطورية والخاصة والوطنية والدينية في البداية، وجد التصوير الغربي لاحقًا جماهيرًا له في الطبقتين الأرستقراطية والوسطى. عمل المصورون لصالح الكنيسة والأرستقراطيين الأثرياء من العصور الوسطى حتى عصر النهضة. ابتداءً من الحقبة الباروكية، تلقى الفنانون تكليفات خاصة من الطبقة المتوسطة التي أصبحت أكثر تعلمًا وازدهارًا. بدأت فكرة «الفن من أجل الفن» في العثور على تعبيرٍ عنها في أعمال المصورين الرومانسيين مثل فرانثيسكو غويا، وجون كونستابل، وجوزيف مالورد ويليام تيرنر. خلال القرن التاسع عشر، أصبحت صالات العرض الفنية التجارية أكثر رسوخًا واستمرت في توفير الرعاية في القرن العشرين.
وصل الرسم الغربي إلى ذروته في أوروبا خلال عصر النهضة، جنبًا إلى جنب مع تحسُّن الرسم، واستخدام الرسم المنظوري، والهندسة المعمارية الطموحة، وقماش النجود، والزجاج المعشَّق، والنحت، وفترة ما قبل وبعد ظهور آلة الطباعة. متتبعًا عمق الاكتشاف وتعقيد الابتكارات في عصر النهضة، استمر التراث الغني للتصوير الغربي من عصر الباروك حتى الفن المعاصر.

## عصور ما قبل التاريخ

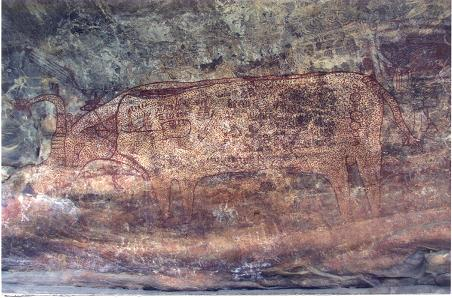
ملاجئ بيمبتكا الصخرية نقش على الصخور تعود للعصر الحجري
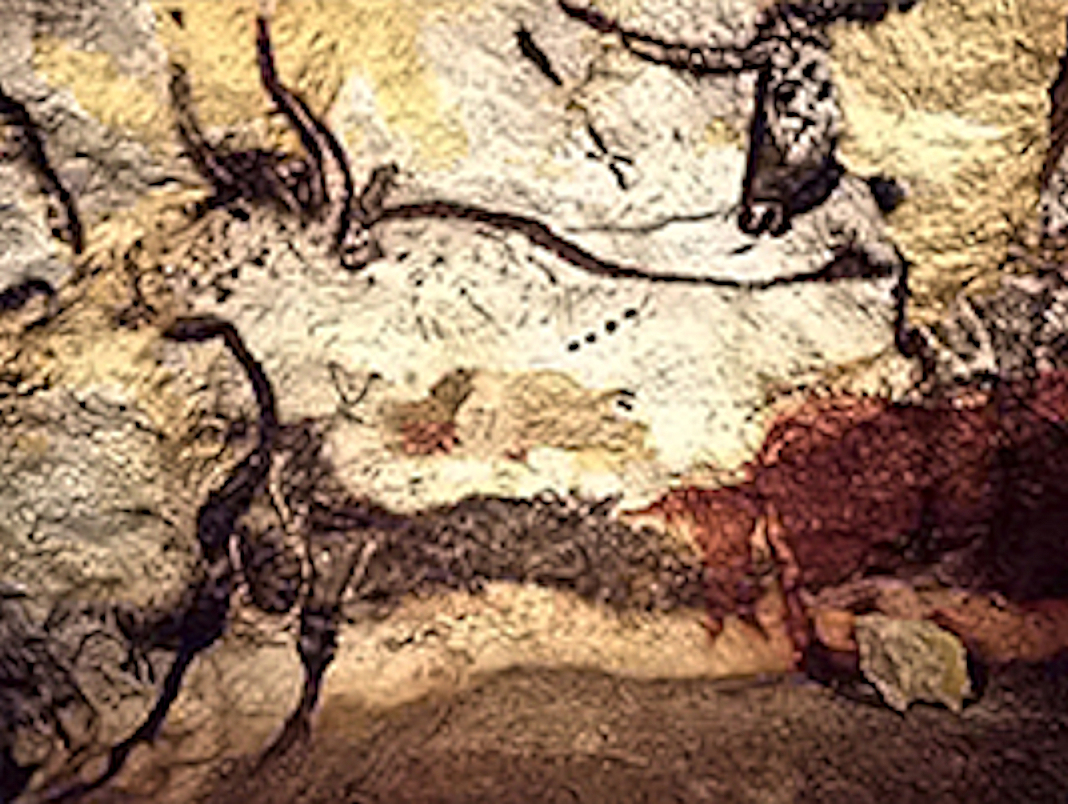
رسم كهفي الأرخص في كهف لاسكو بفرنسا
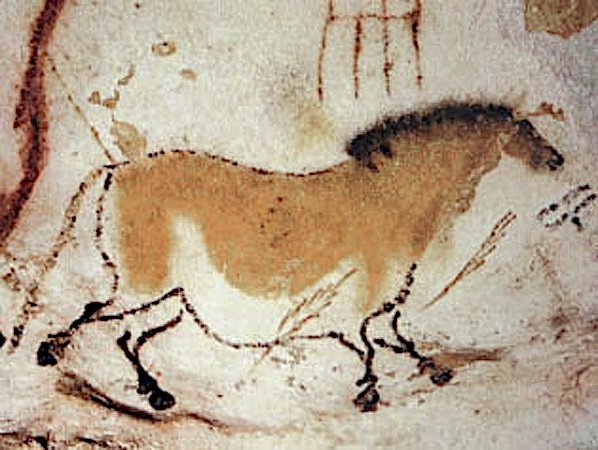
رسم لحصان في كهف لاسكو
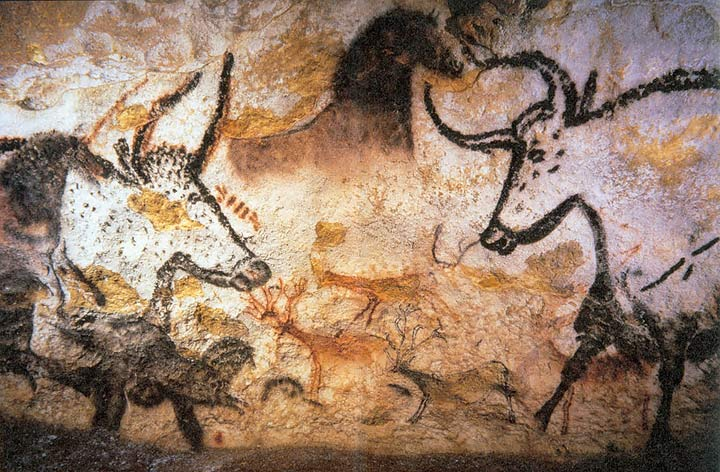
رسم لثيران وأحصنة في كهف لاسكو
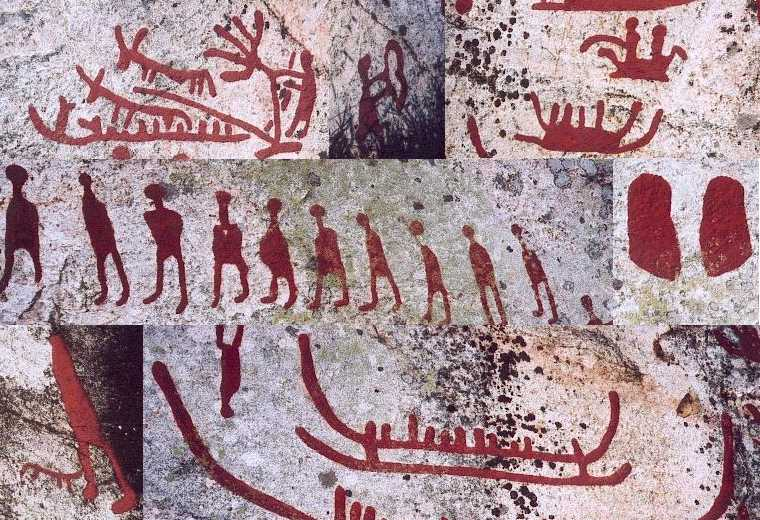
نقوش حجرية تعود للعصر البرونزي الشمالي في السويد (ملوّنة)
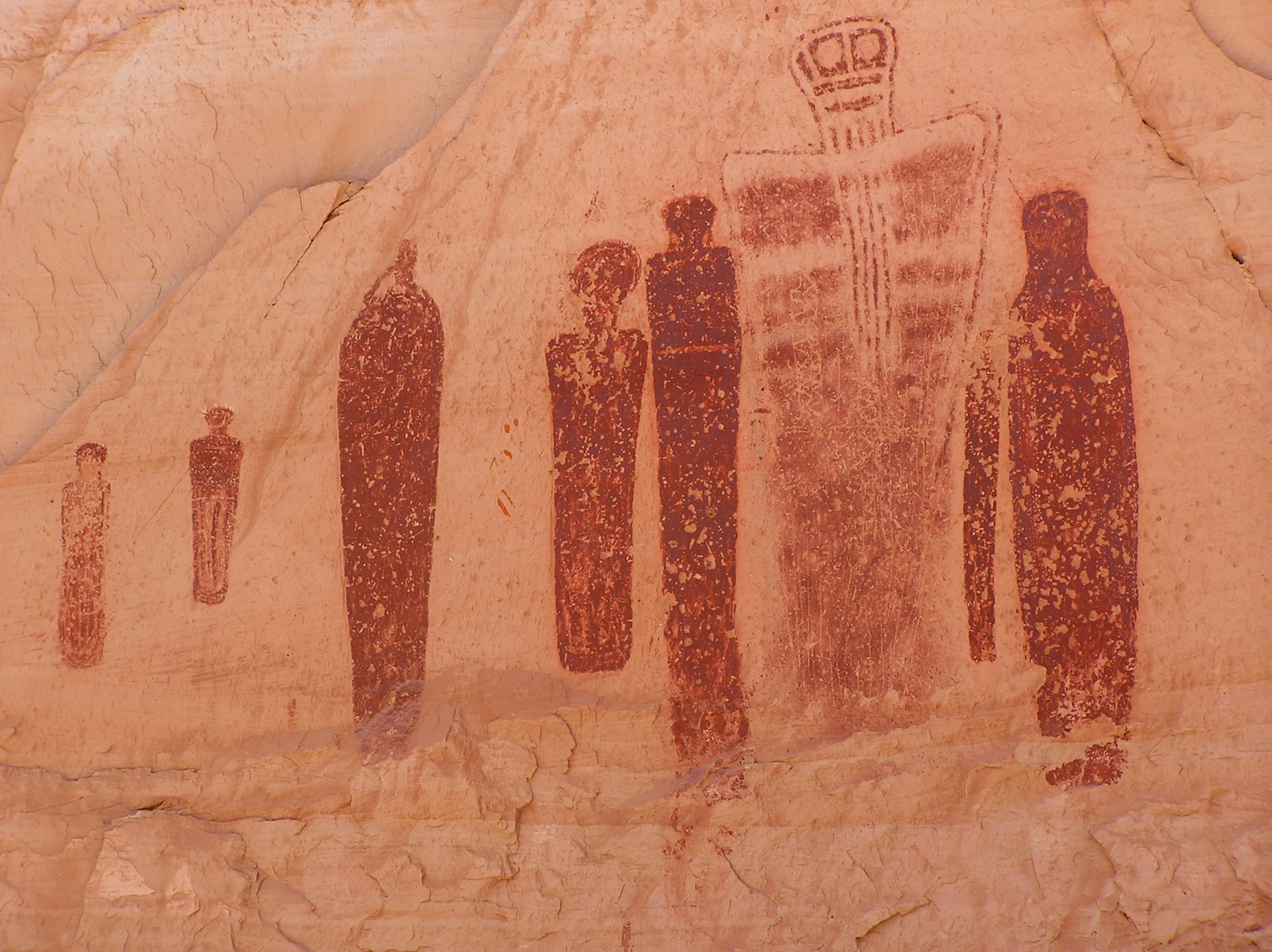
رسوم صورية من المعرض الكبير بحديقة كانيونلاند الوطنية في موقع هورسشو كانيون بولاية يوتا الأمريكية تعود لنحو 1500ق.م.
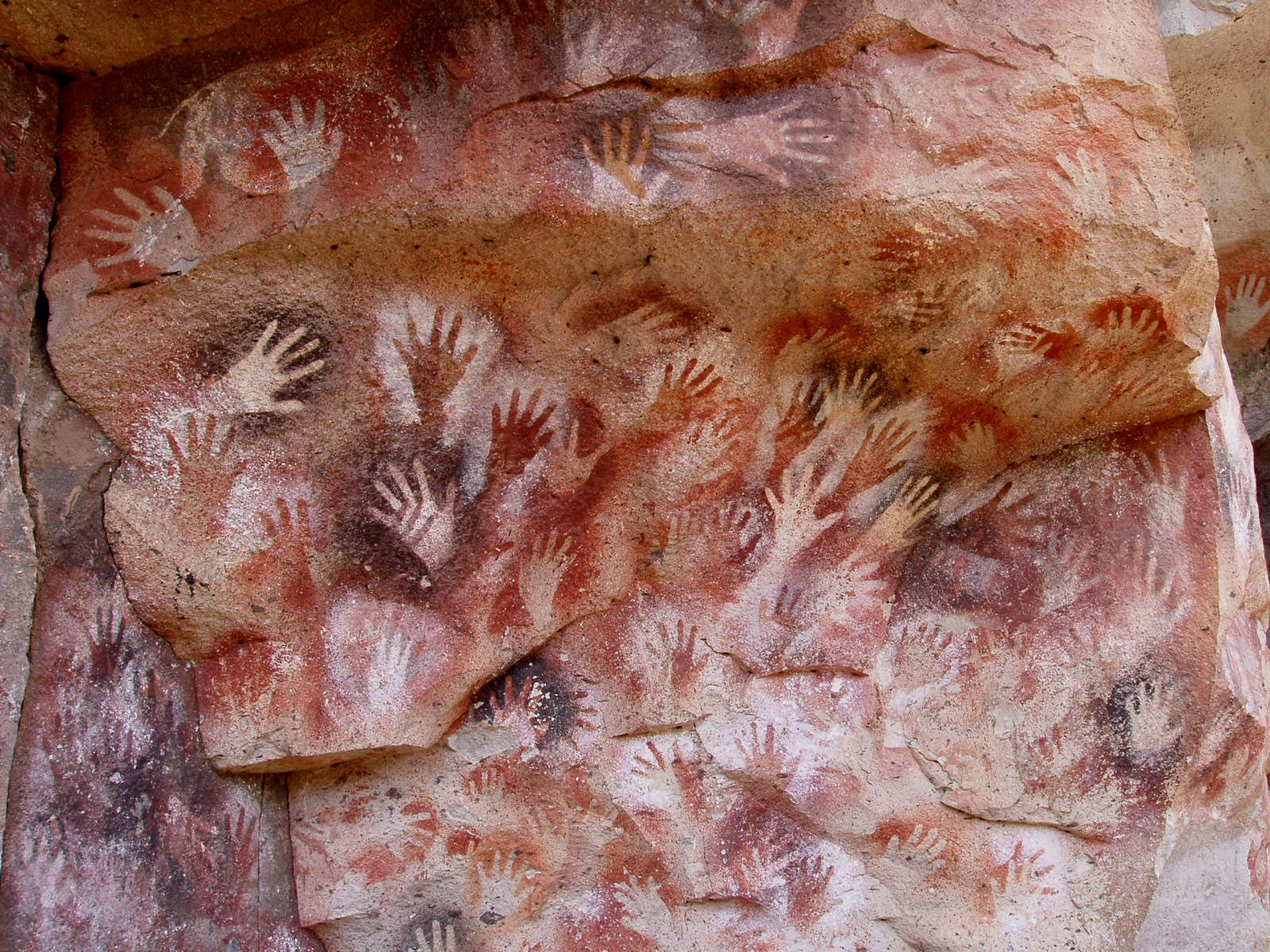
كهف دي لاس مانوس (بالإسبانية تعني كهف الكفوف) في محافظة سانتا كروز بالأرجنتين تعود لنحو 550ق.م.

يعود تاريخ الرسم في الزمن إلى الأعمال الفنية لفناني ما قبل التاريخ، ويمتد عبر جميع الثقافات. تُوجد أقدم النقوش المعروفة في كهف شوفيه بفرنسا، ويزعم بعض المؤرخين أن عمرها نحو 32000 عام. وقد نُقِشت وصُوِّرَت باستخدام مغرة حمراء وصبغة سوداء وتُظهر الخيول، أو حيوانات الكركدن، أو الأسود، أو الجاموس، أو الماموث، أو البشر غالبًا أثناء الصيد. هناك أمثلة لرسوم الكهوف في جميع أنحاء العالم — في فرنسا، والهند، وإسبانيا، والبرتغال، والصين، وأستراليا إلخ. كان هناك العديد من الموضوعات المشتركة بين تلك الأماكن المختلفة التي عُثر على النقوش فيها؛ ما يعني ضمنًا عالمية الهدف وتشابه الدوافع التي ربما قد ألهمت الفنانين لخلق تلك الصور. وضِعت مختلف التخمينات حول معنى هذه النقوش بالنسبة إلى الفنانين الذين صنعوها. إذ ربما يكون بشر ما قبل التاريخ قد صوروا الحيوانات «للقبض على» نفسها أو روحها من أجل اصطيادها بسهولة أكبر، أو قد تمثل النقوش رؤيةً أرواحية وتقديم التقدير اللائق للطبيعة المحيطة، أو قد تكون نتيجة للحاجة الأساسية للتعابير الشعورية والتي تعتبر جوهرية في البشر، أو قد تكون تسجيلات للتجارب الحياتية للفنانين والقصص ذات الصلة لأعضاء دائرتهم.

## الرسم الغربي

### مصر واليونان وروما

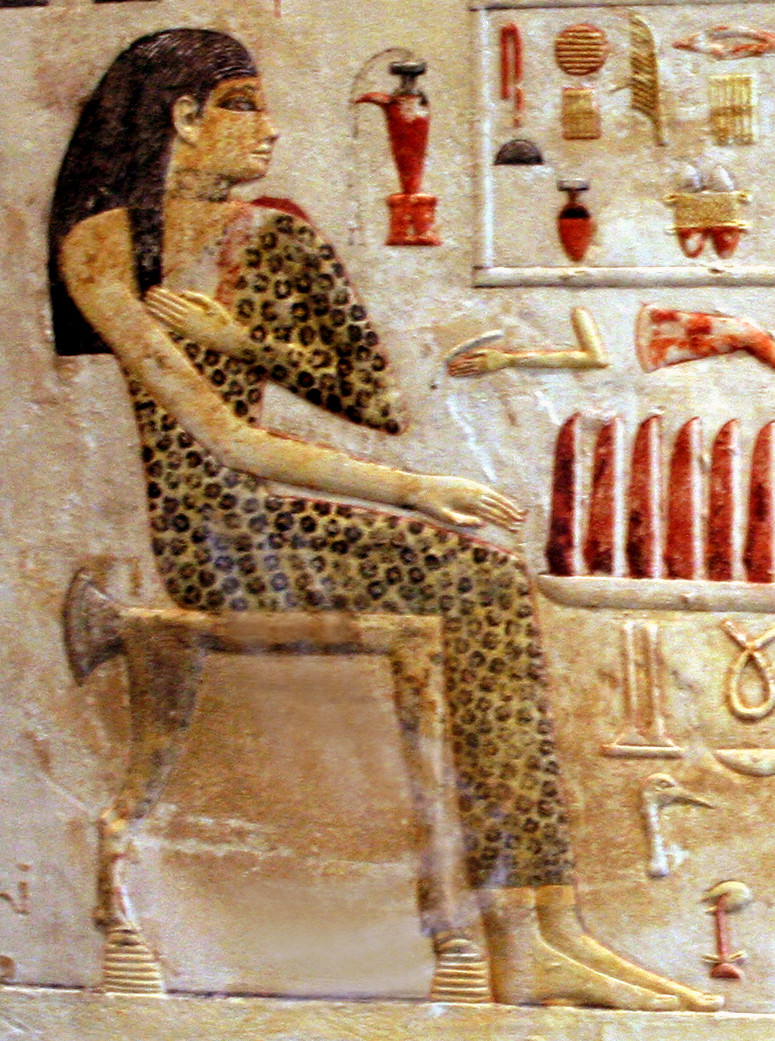
لوحة تذكارية تعود للقرن السادس والعشرون قبل الميلاد تظهر عليها الأميرة نفرتيابت (ابنة الملك خوفو)، الأسرة الرابعة، المملكة القديمة
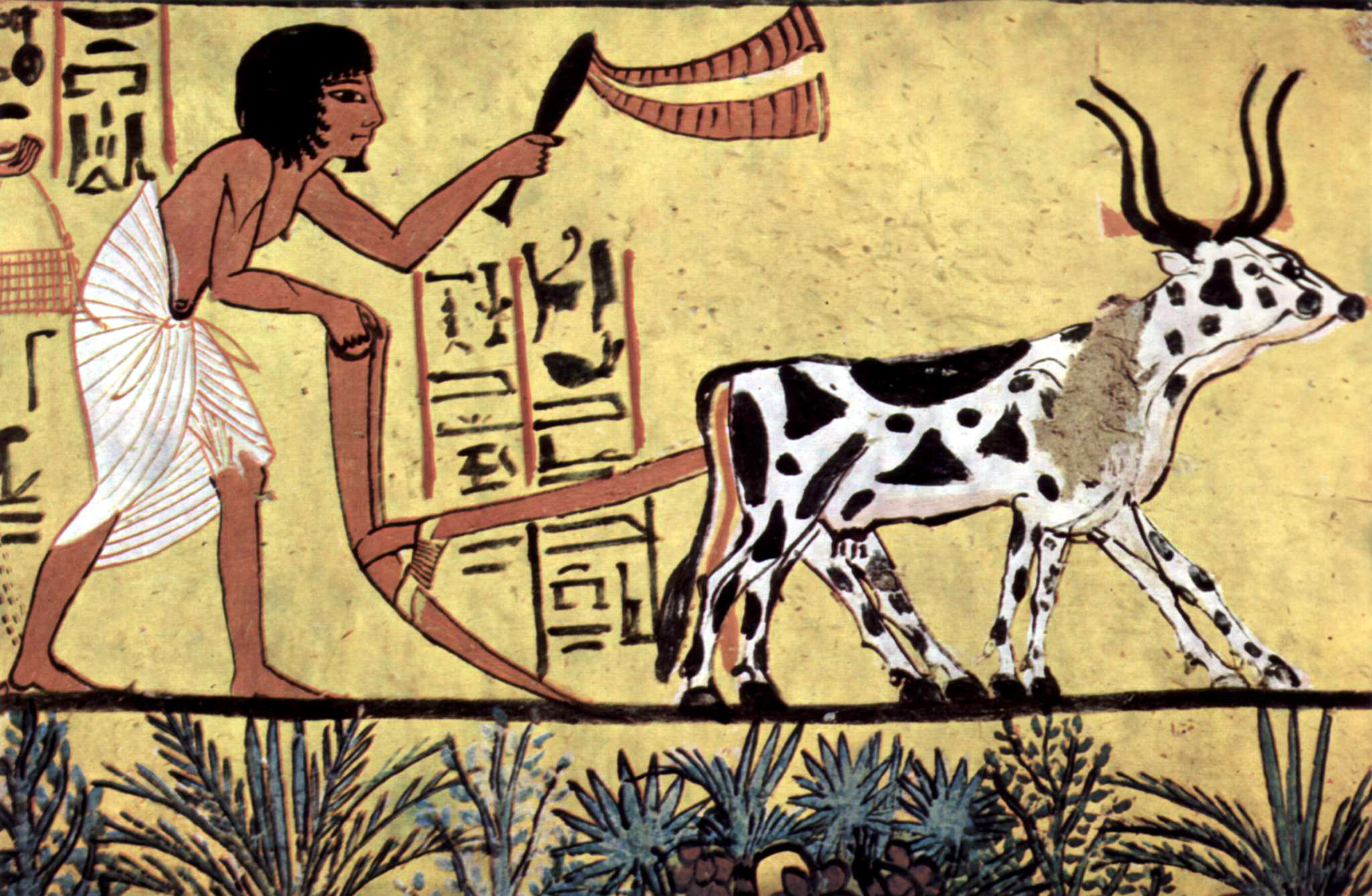
سننيجم يحرث حقوله مستخدمًا زوجًا من الثيران تعود نحو 1200 ق.م.
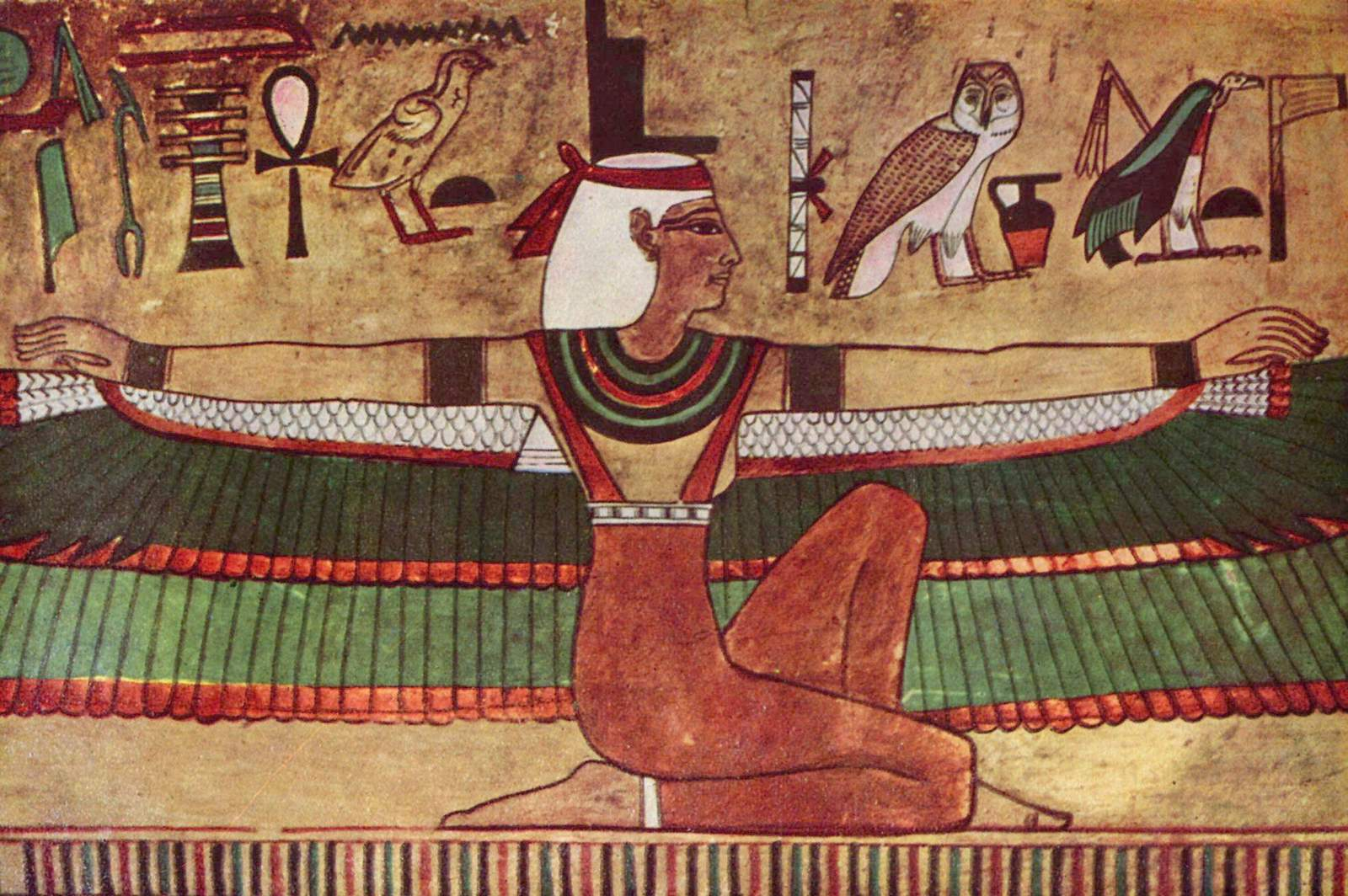
نقش جداري للإلهة إيزيس من مصر القديمة يعود لنحو عام 1360 ق.م.
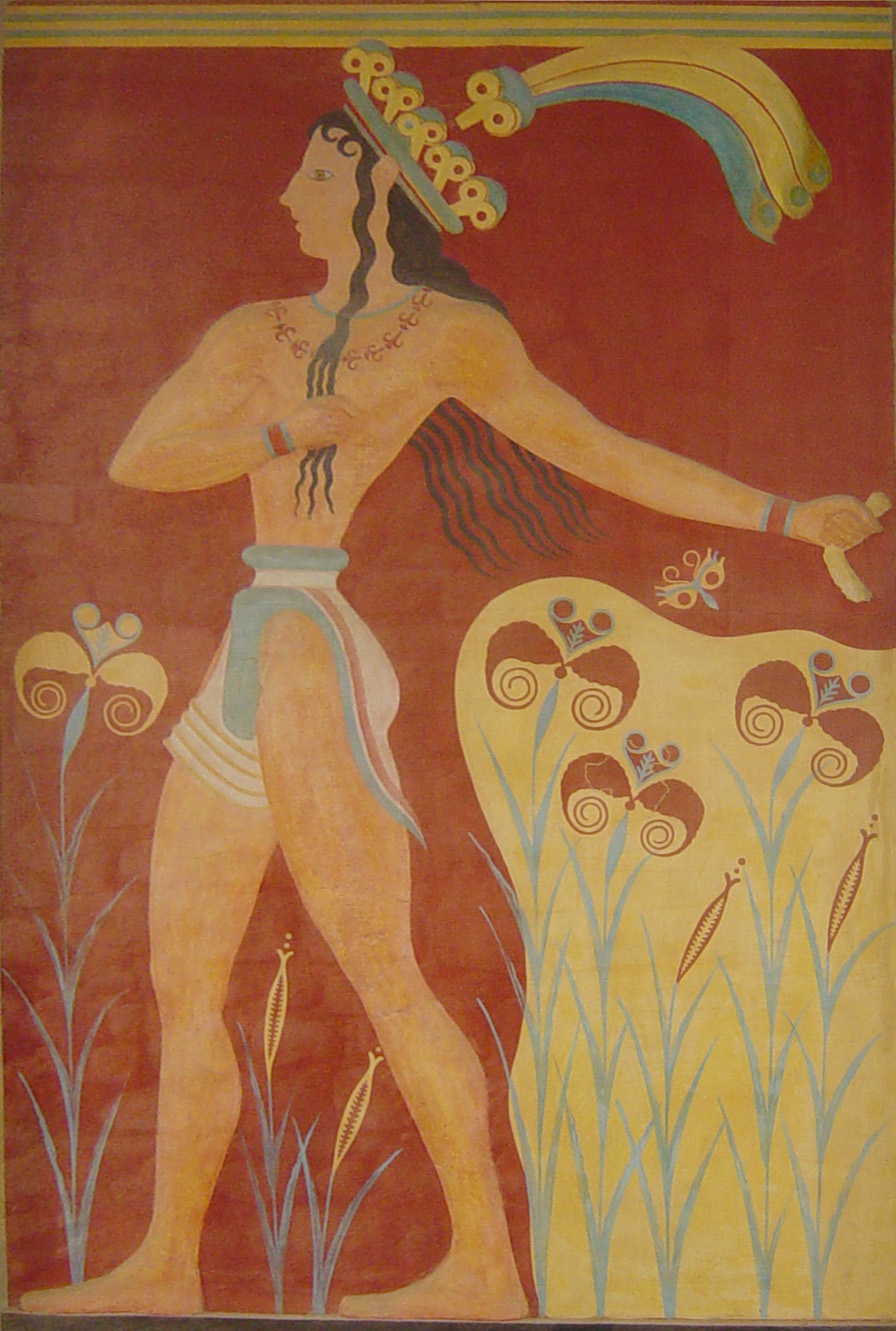
تصوير من كنوسوس في كريت يعود للحضارة المينوسية خلال العصر البرونزي
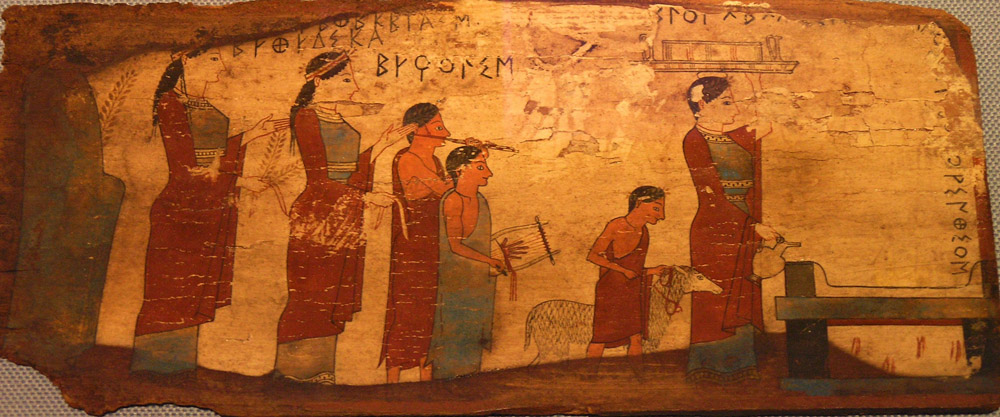
ألواح بيتسا وهي واحدة من الألواح القليلة الباقية من حقبة اليونان العتيقة نحو 540-530 ق.م.
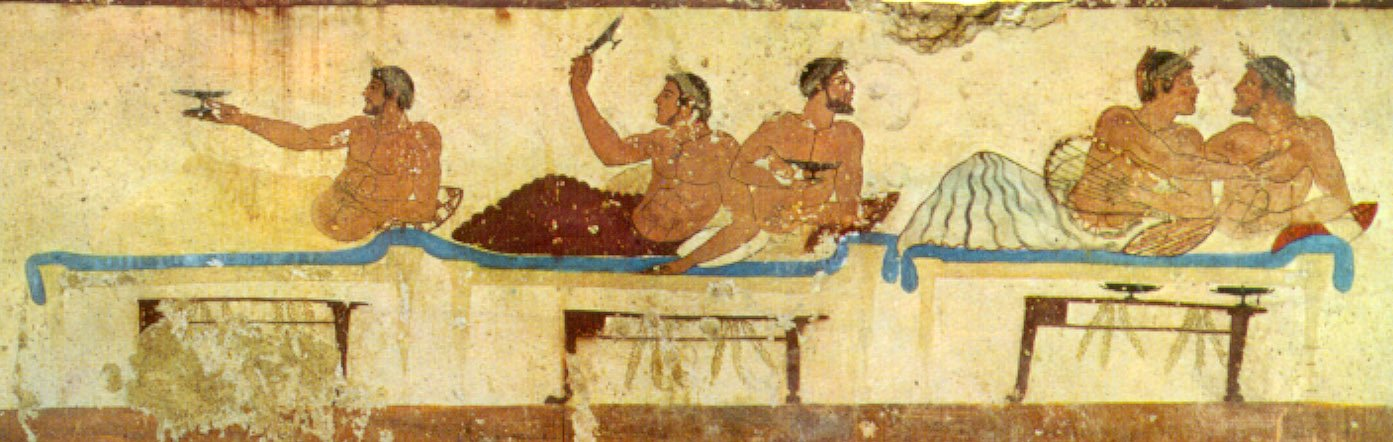
مشهد لندوة في قبر الغطاس من مدينة بستوم الإغريقية تعود لنحو 480 ق.م.
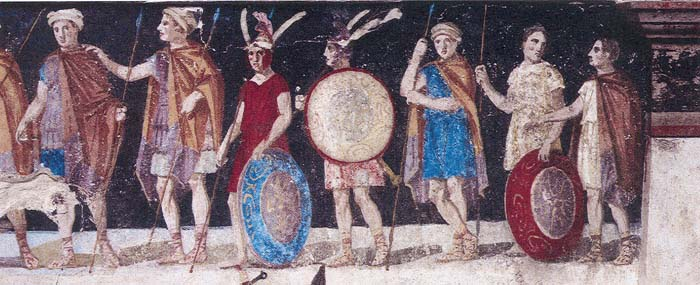
جدارية لجنود من أييوس أثاناسيوس في ثيسالونيكي تعود لمملكة مقدونيا القديمة نحو القرن الرابع ق.م.
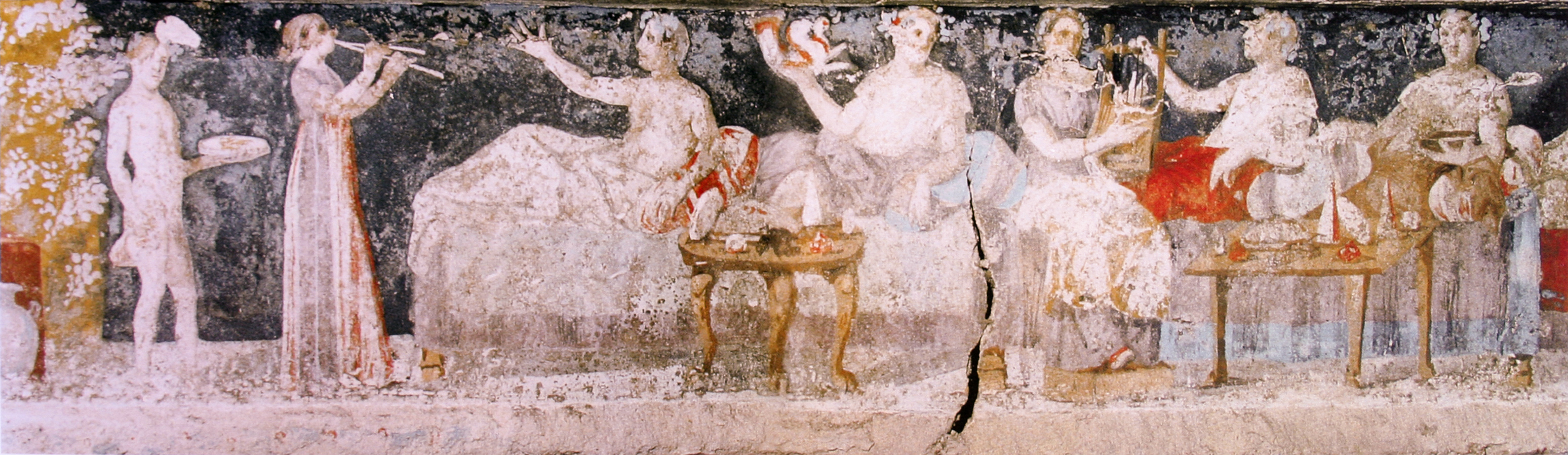
مشهد لمأدبة من على جدارية جصية (فريسكو) من قبر أييوس أثاناسيوس في ثيسالونيكي يعود للقرن الرابع ق.م.
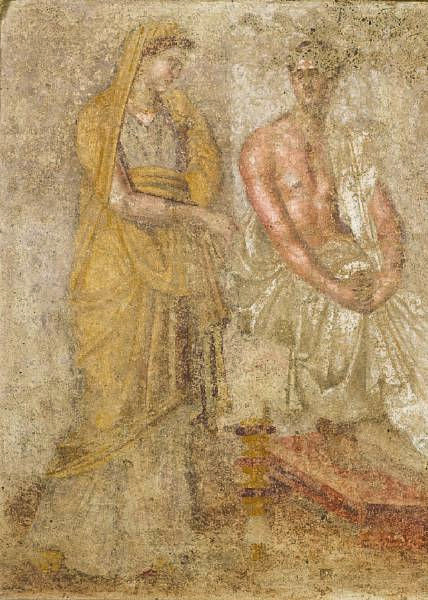
جدارية جنائزية من التراكوتا مثالًا على الفن الهلنستي تعود للقرن الثالث ق.م.
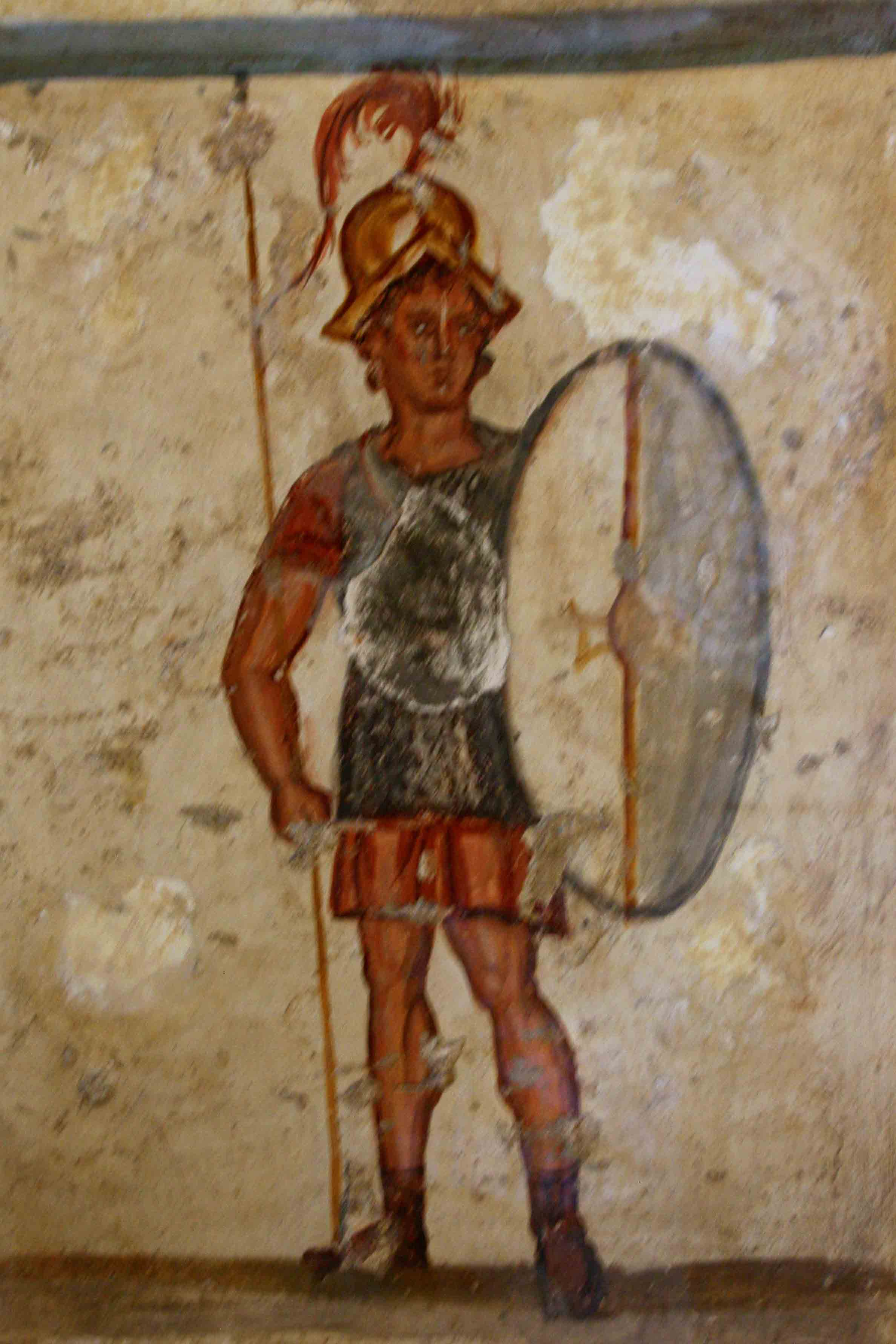
جدارية جصية (فريسكو) تصور أحد المقدونيين القدماء (جنديًا) مرتديًا زردًا وحاملاً سهمًا ودرعًا تعود للقرن الثالث ق.م.
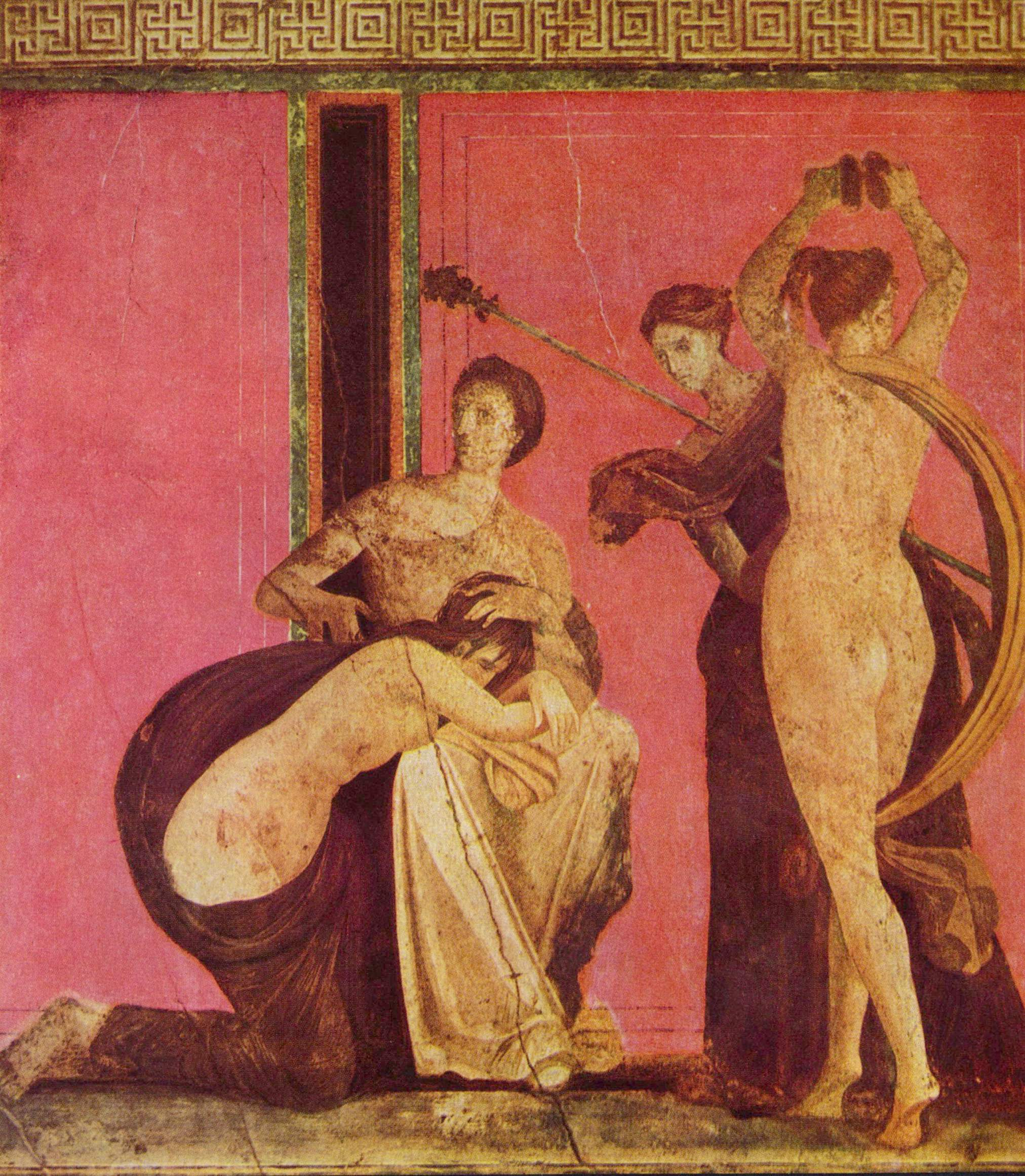
فن روماني من بومبي بفيلا الألغاز تعود لنحو 60-50 ق.م.
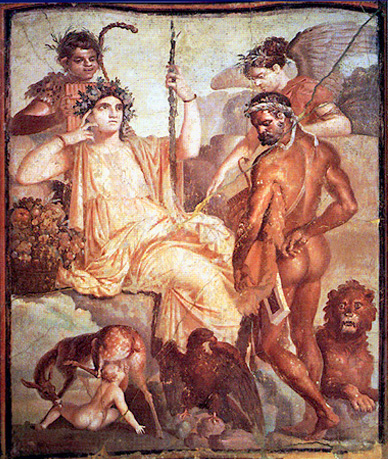
فن روماني يصور هرقل وتليفوس
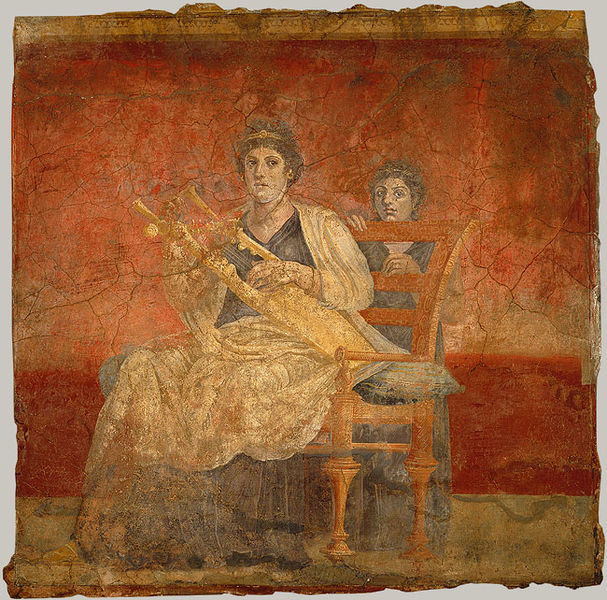
فن روماني من جدارية فيللا بوسكوريالي الجصية تعود لنحو 40 ق.م.
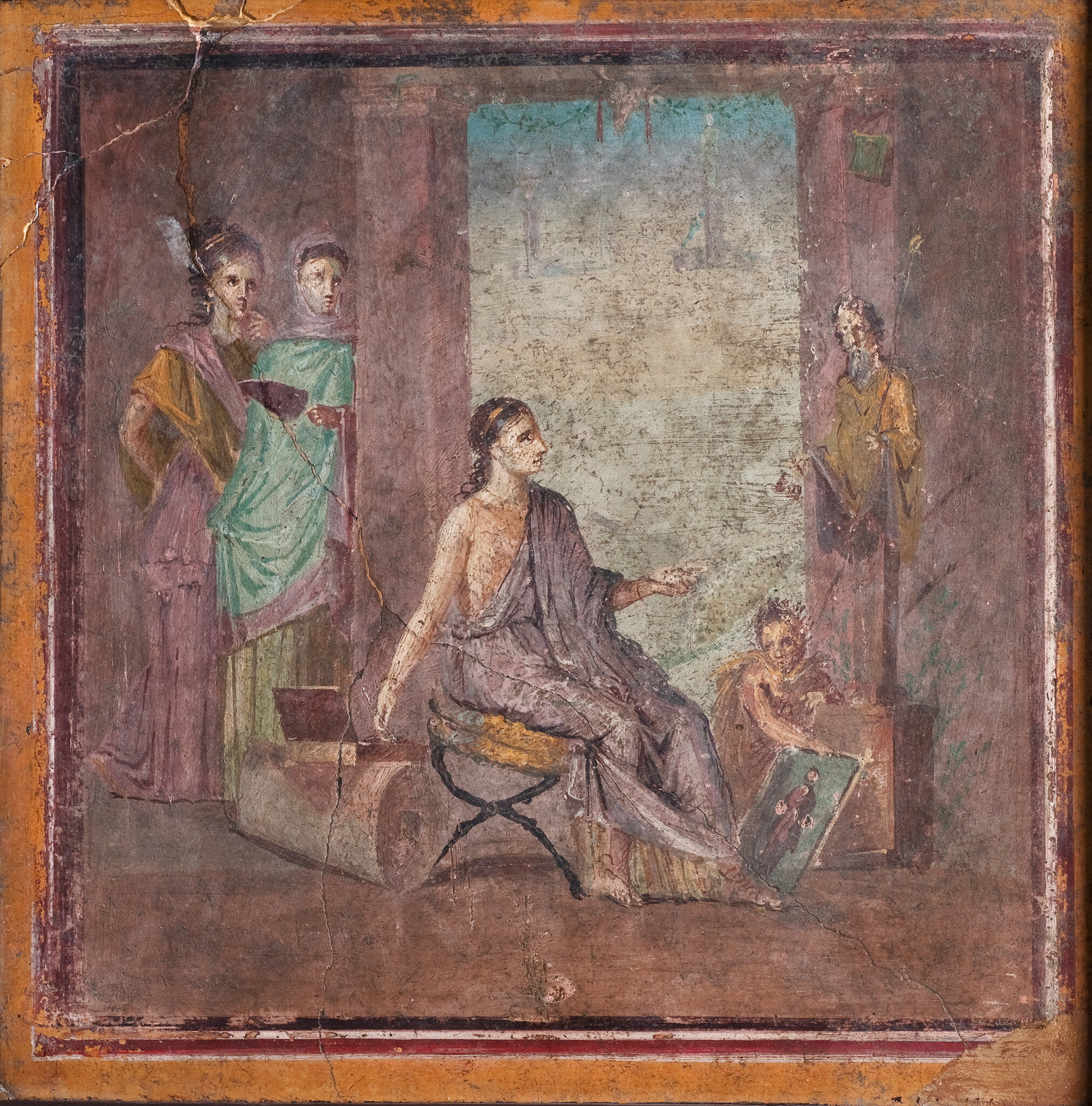
فن روماني من بومبي
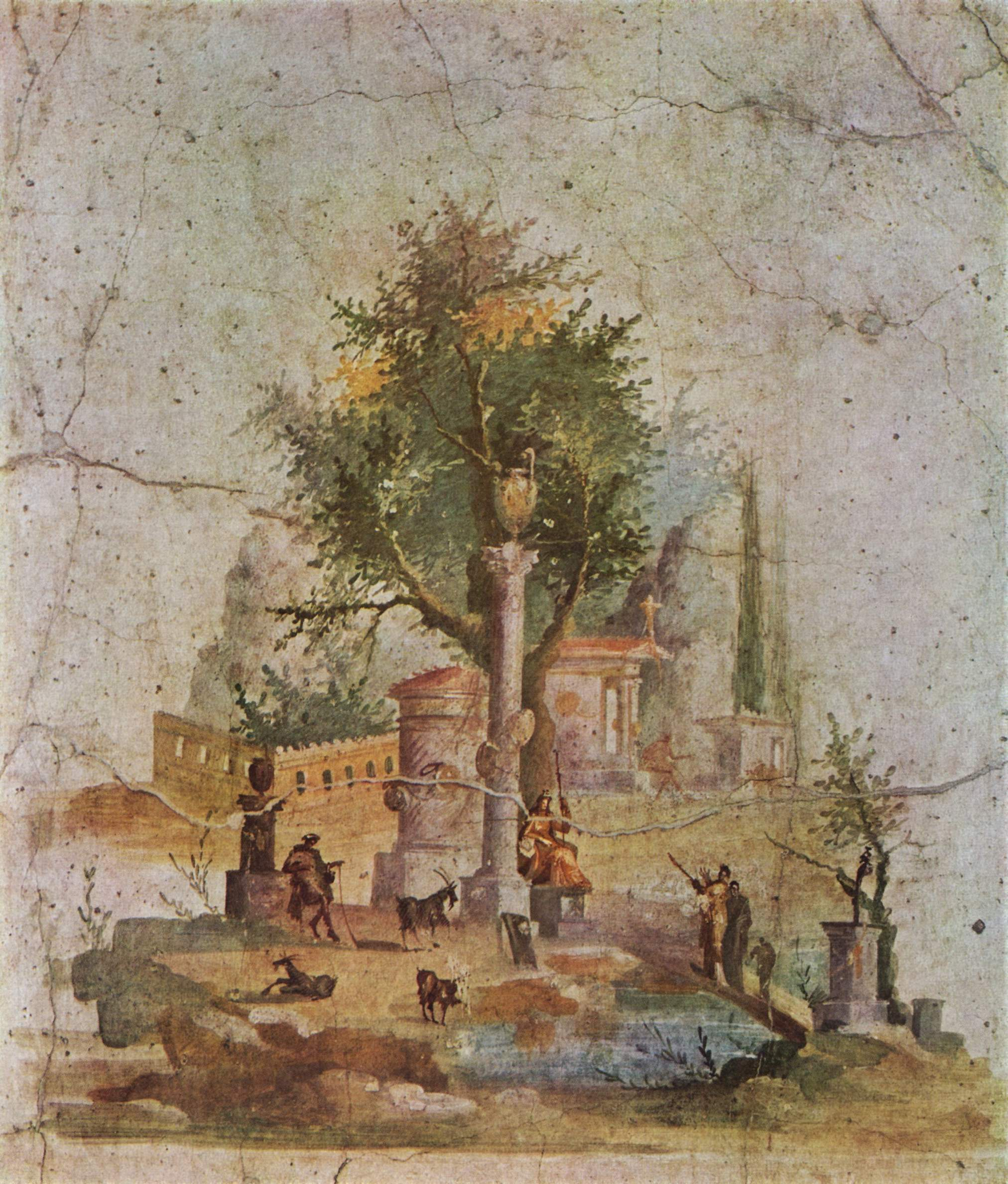
فن روماني من بومبي
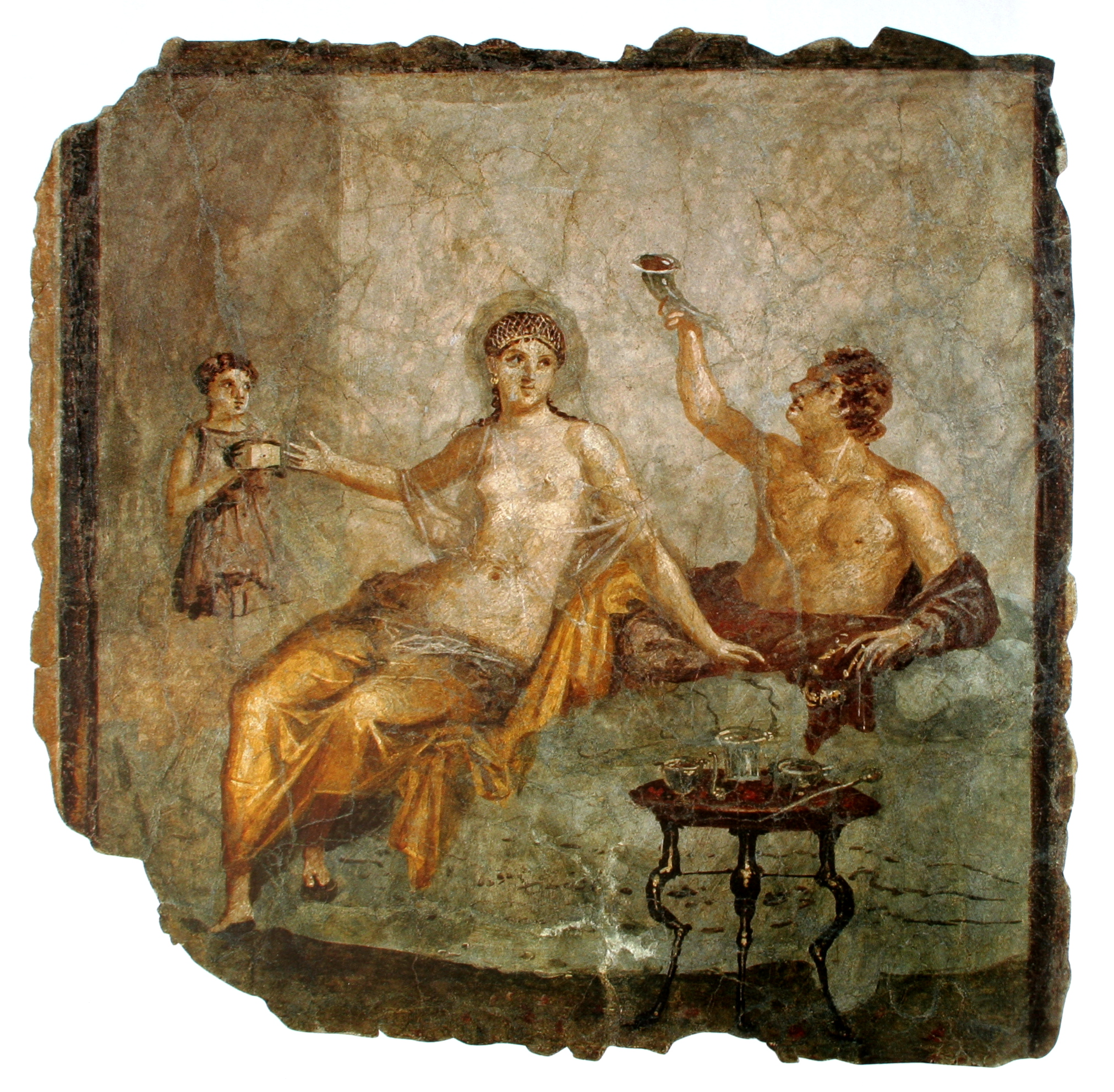
مشهد من مأدبة من على جدارية جصية (فريسكو) في هركولانيوم بإيطاليا تعود لنحو 50 ق.م.
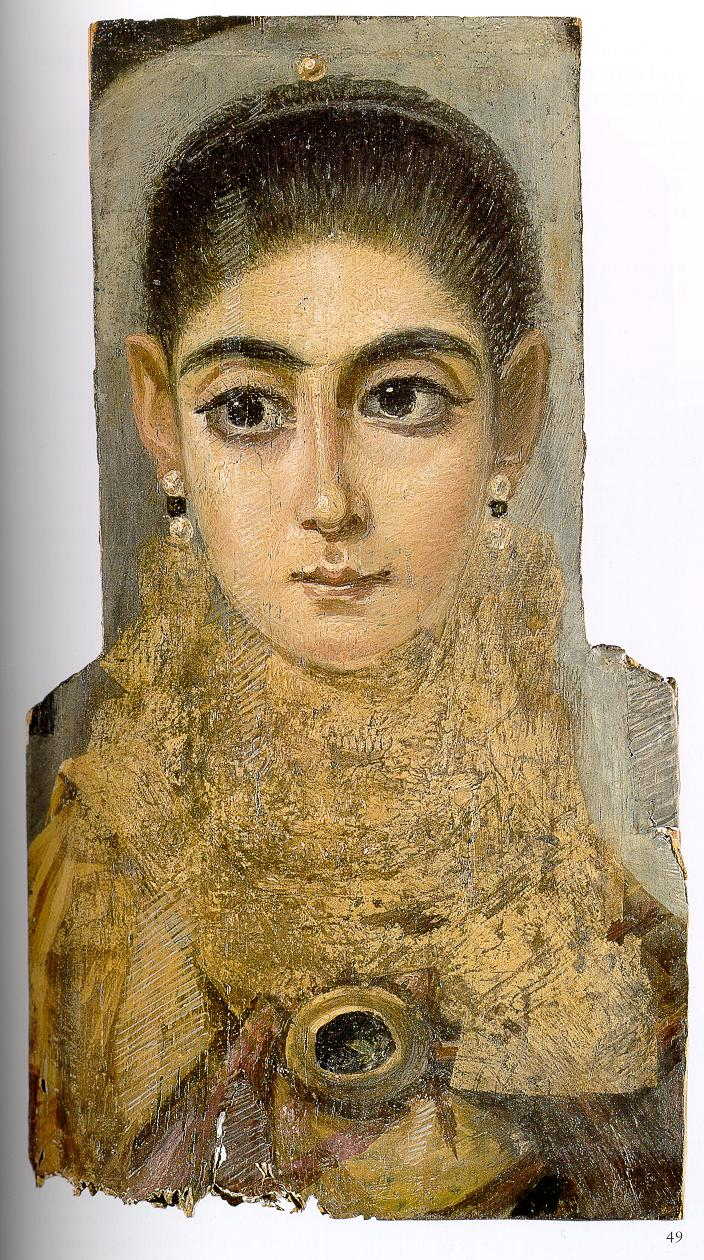
لوحات مومياوات الفيوم من حضارة مصر الرومانية مثالًا على الفن الروماني تعود لنحو 120-130م.
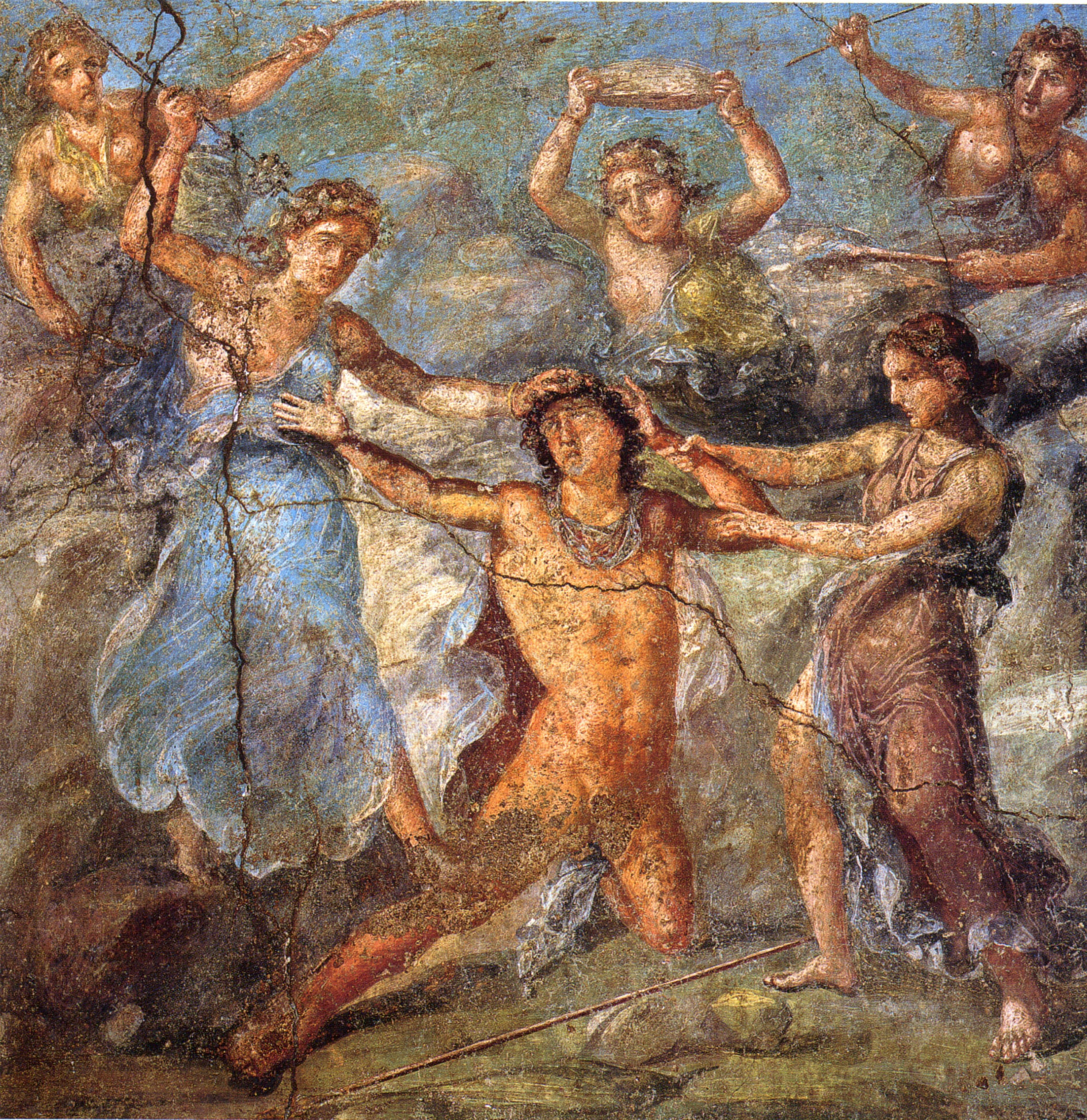
فن روماني من بناء بيت عائلة فيتي في بومبي تعود للقرن الأول الميلادي
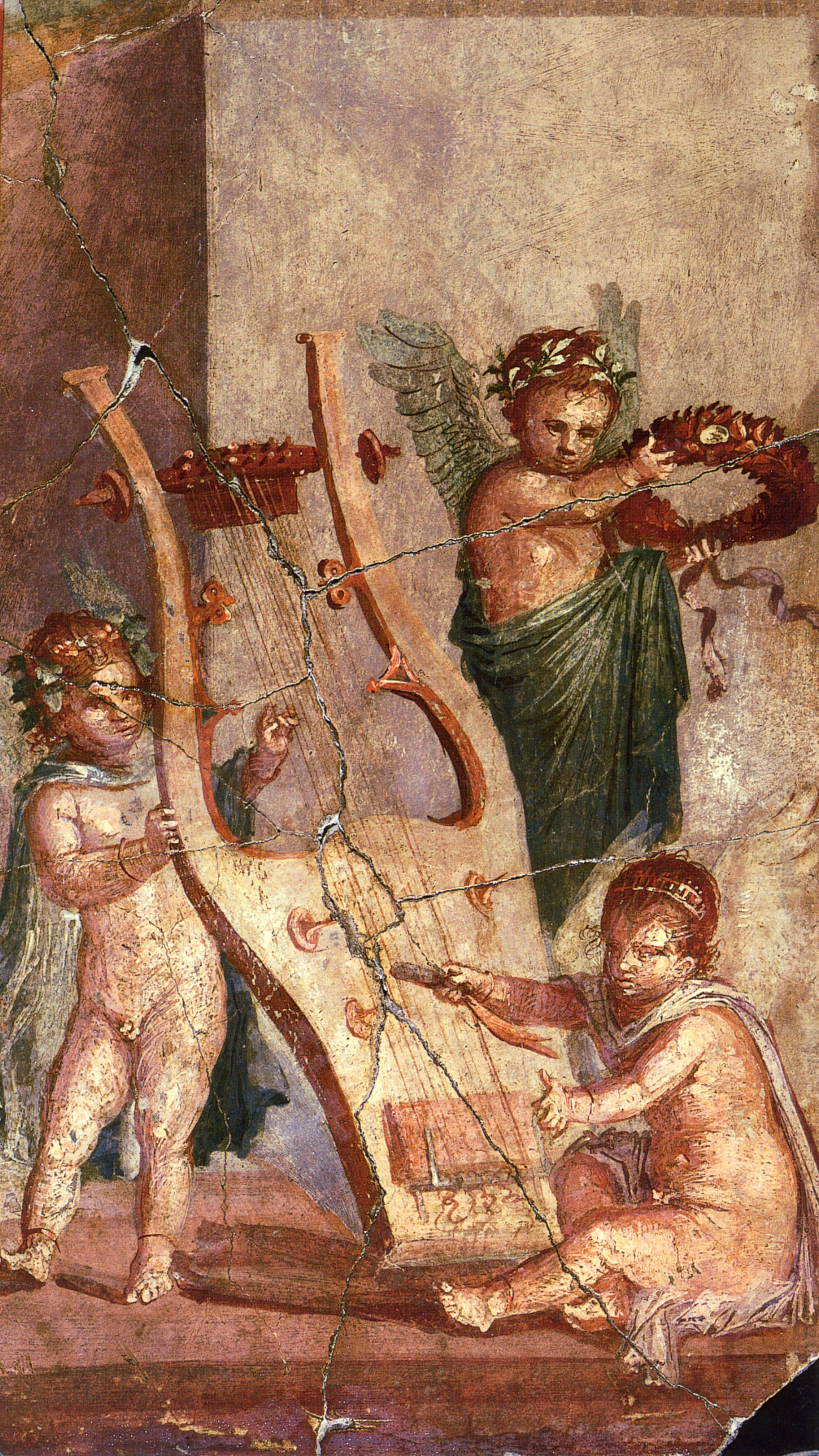
كيوبيدان يعزفان على السمسمية من جدارية رومانية جصية (فريسكو) في هركولانيوم
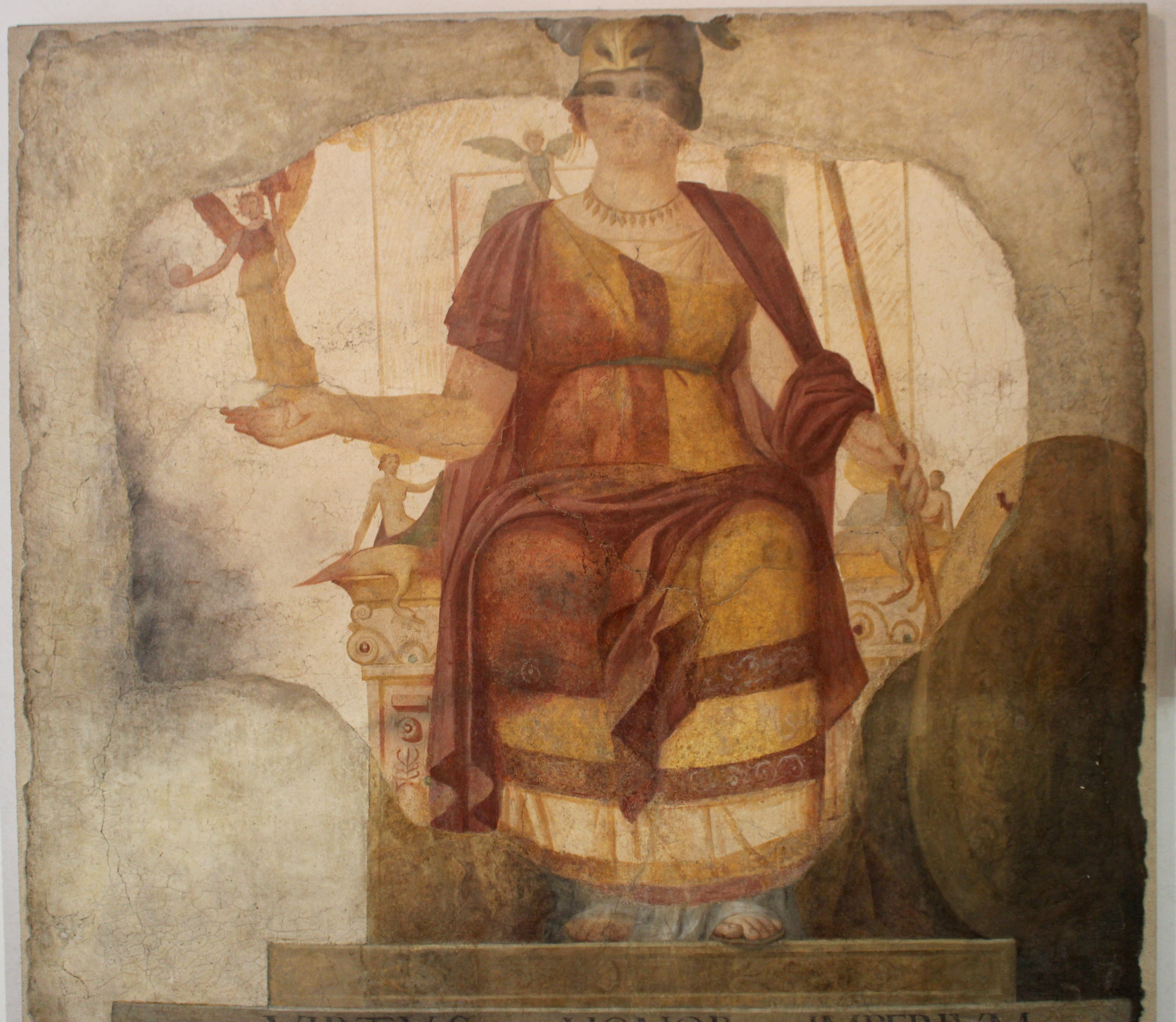
جدارية رومانية جصية (فريسكو) تصور فينوس جالسة فيما تسمى دي باربنيري تعود للقرن الرابع الميلادي
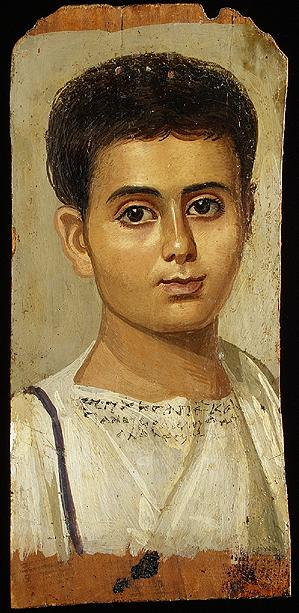
لوحات مومياوات الفيوم من حضارة مصر الرومانية مثالًا على الفن الروماني
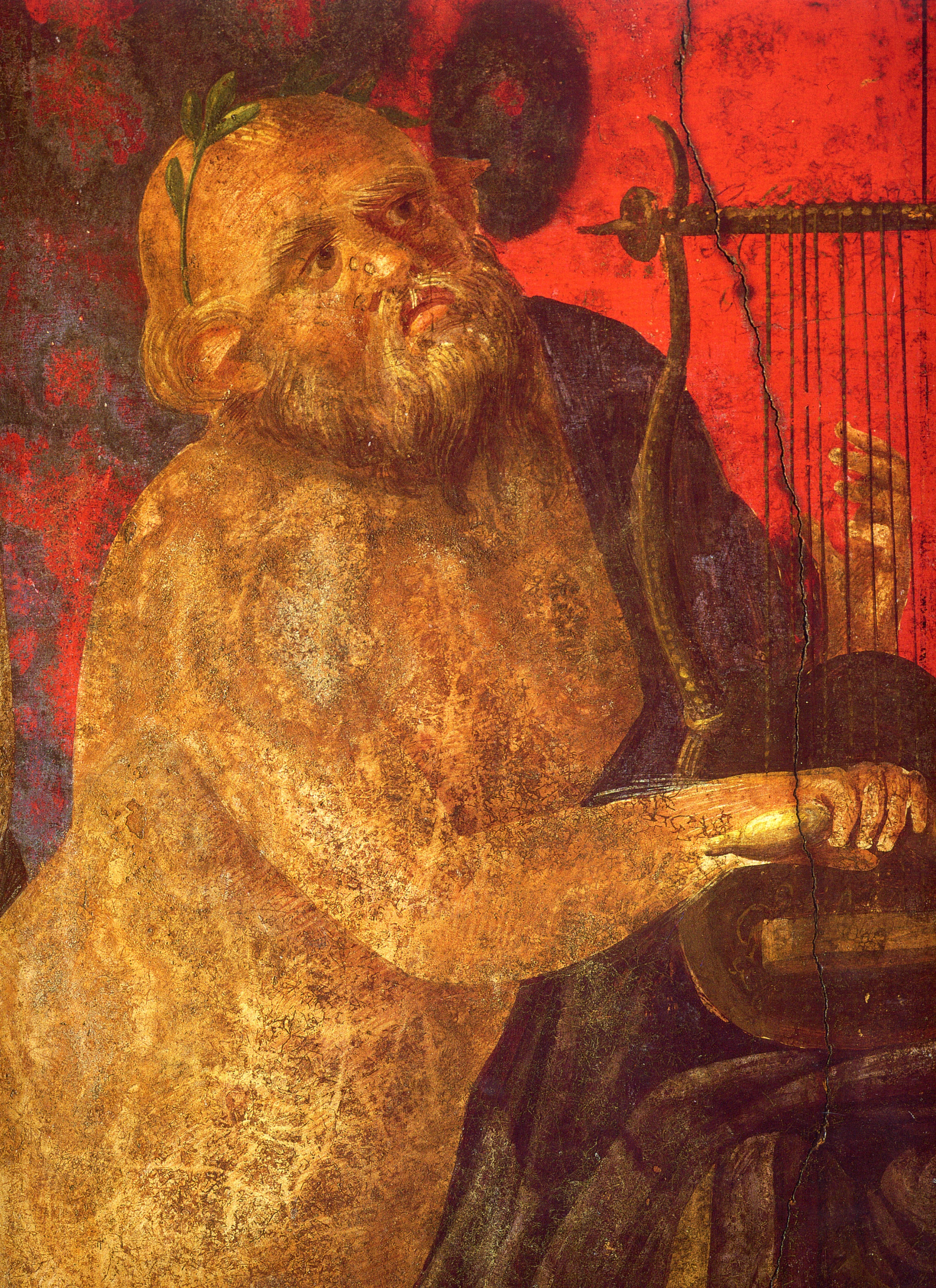
سلينيوس يعزف على السمسمية من فيلا الألغاز في بومبي تعود لنحو 50 م.
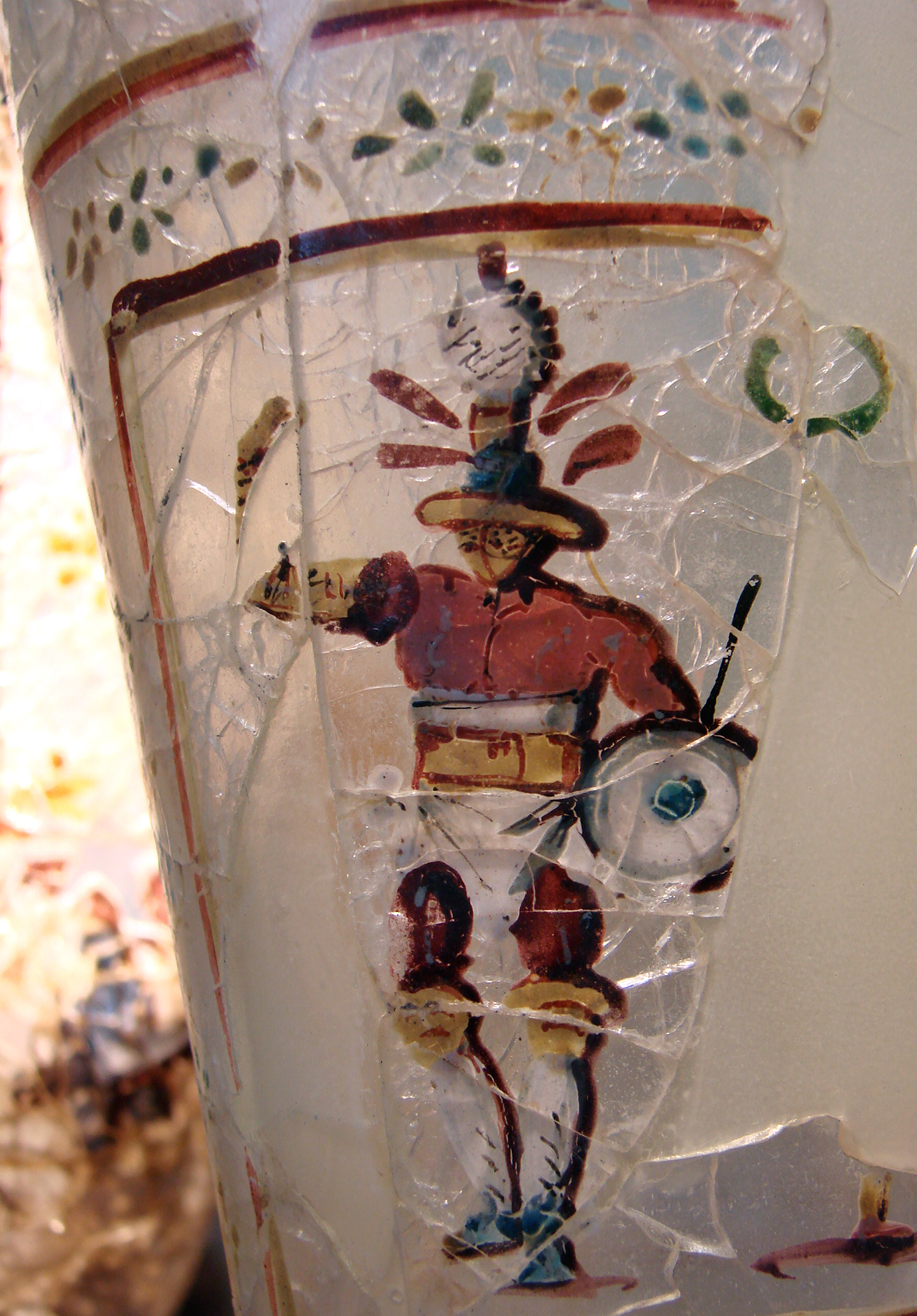
زجاج روماني عليه صورة لمحارب عثر علية في موقع بغرام بأفغانستان (كانت حينها البلاد جزءًا من المملكة الإغريقية البخترية ثم الإمبراطورية الكوشانية). تعود لنحو 52-125م.
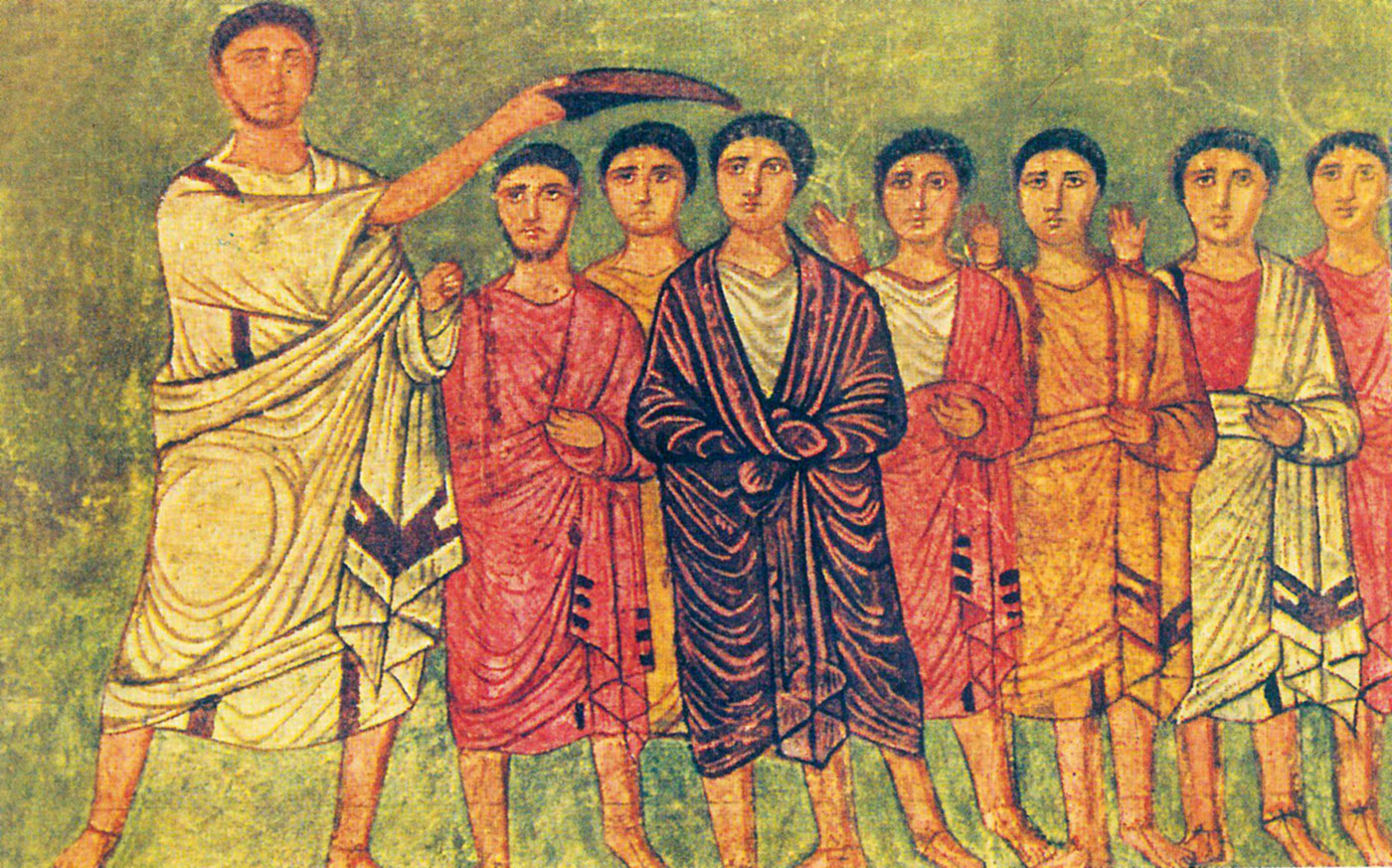
جدارية جصية (فريسكو) في كنيس دورا أوربوس في سوريا الرومانية تصوِّر صموئيل وهو يُزّكي داود تعود للقرن الثالث الميلادي

امتلكت مصر القديمة، وهي حضارة ذات تقاليد قوية في العمارة والنحت (صُوِّر كلاهما في الأصل بألوان زاهية)، العديد من النقوش (اللوحات) الجدارية في المعابد والمباني، ورسومًا توضيحية مصورةً على مخطوطات البردي. غالبًا ما تكون اللوحات الجدارية المصرية وتصويرها الزخرفي رسومية، ورمزية أحيانًا أكثر منها واقعية. تُصوَّر الشخصيات في التصوير المصري بخطوط قوية وخيالات مُسطَّحة، والتماثل فيها سمة ثابتة. يرتبط الرسم المصري القديم ارتباطًا وثيقًا بلغتها المكتوبة –الهيروغليفية المصرية. إذ عُثِر على الرموز المصوَّرة بين الأشكال الأولى للغة المكتوبة. صوَّر المصريون أيضًا على الكتان، الذي لاتزال بقاياه موجودةً حتى اليوم. يُعزى بقاء التصاوير المصرية القديمة إلى المناخ شديد الجفاف. وضع المصريون القدماء النقوش في المقابر لجعل الحياة بعد الموت مكانًا سارًا للمتوفى. وشملت موضوعاتها الرحلة عبر العالم الآخر أو آلهتهم الحامية وهي تقدم الموتى لآلهة العالم السفلي. بعض الأمثلة على هذه النقوش هي نقوش الآلهة والإلاهات رع، وحورس، وأنوبيس، ونوت، وأوزيريس، وإيزيس. تظهر بعض نقوش المقابر الأنشطة التي شارك فيها المتوفون عندما كانوا على قيد الحياة وتمنوا القيام بها إلى الأبد. في المملكة المصرية الحديثة وما بعدها، دُفِن كتاب الموتى مع الشخص المدفون، فقد اعتُبِر مهمًا بصفته مقدمة عن الحياة الآخرة.
إلى الشمال من أرض مصر القديمة كانت الحضارة المينوسية في جزيرة كريت. تتشابه اللوحات الجدارية التي عُثر عليها في قصر كنوسوس مع تلك التي صورها المصريون ولكنها أكثر تحررًا في الأسلوب.

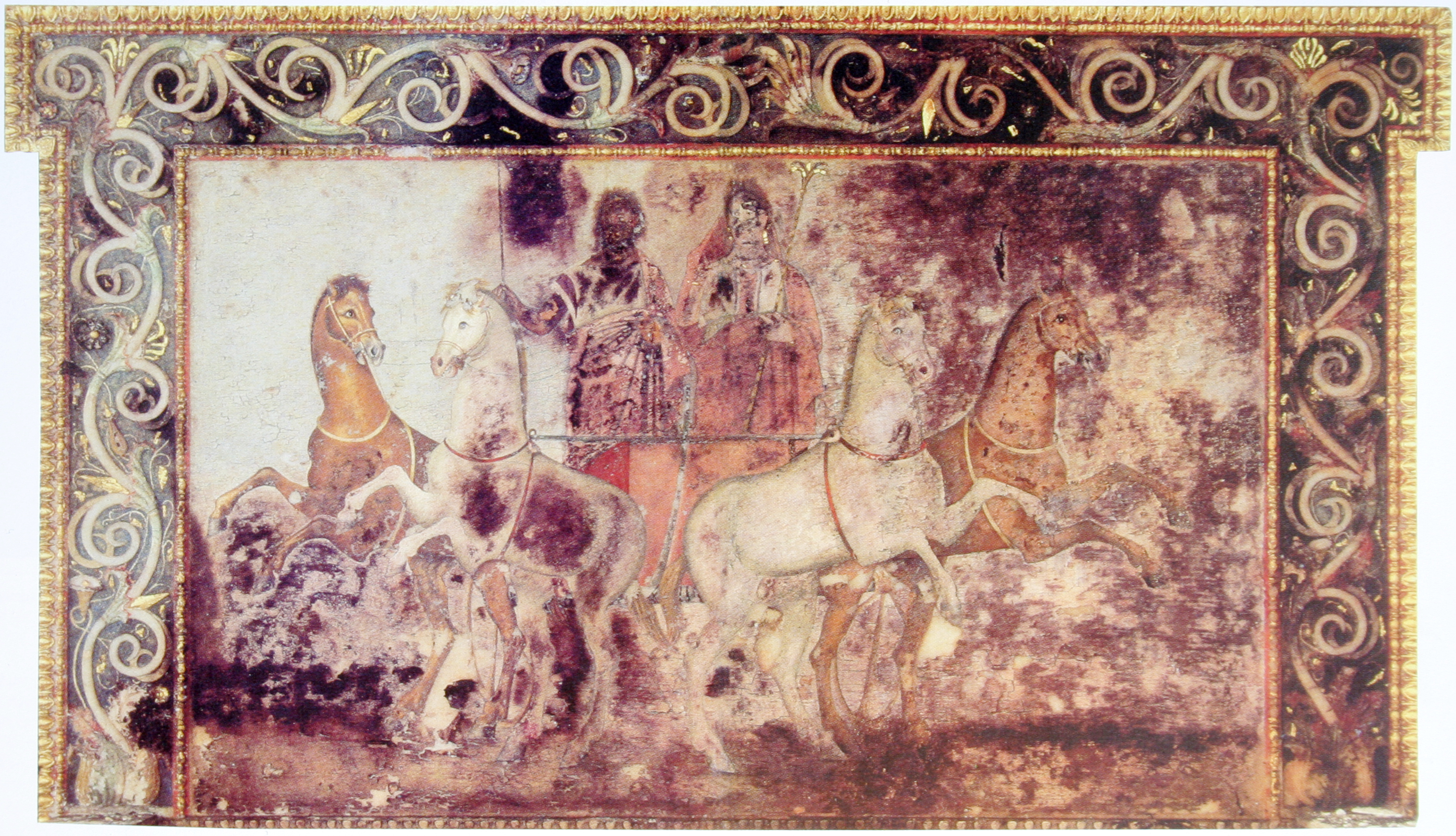
لوحة جدارية جصية (فربسكو) تعود للقرن الرابع قبل الميلاد تُظهر هاديس وبيرسيفون يستقلان عجلة حربية، من مقبرة يويديس الأولى ملكة مقدونيا، فيرغينا، اليونان.

نحو عام 1100 ق.م.، غزت القبائل من شمال اليونان واتخذ فنها اتجاهًا جديدًا. تجدر الإشارة إلى ثقافة اليونان القديمة لمساهماتها البارزة في الفنون المرئية. يعطي الرسم على الفخار والخزف في اليونان القديمة لمحة تعريفية بشكل خاص عن الطريقة التي عمل بها المجتمع في اليونان القديمة. لا تزال هناك العديد من الأمثلة الجميلة على تصوير الشخصيات بلون أسود على المزهريات ولتصوير الشخصيات بلون أحمر على المزهريات. بعض الرسامين اليونانيين المشهورين الذين عملوا على الألواح الخشبية وذُكِروا في النصوص هم أبيليس وزيوكس وبارازيوس؛ ومع ذلك، واستثناء وحيد للوحات البيستا، لم تبق أي أمثلة للتصوير اليوناني القديم على الألواح الخشبية، بقيت فقط أوصافه كتبها معاصروه أو الرومان في وقت لاحق. عاش زيوكس في القرن الخامس ق.م. وقيل إنه أول من استخدم السفوماتو. وفقًا لبلينيوس الأكبر، كانت لوحاته واقعية لدرجة أن الطيور حاولت أكل العنب المصوَّر. يوصف أبيليس بأنه أعظم مصور في العصور القديمة، والمشهور بتقنيته المثالية في الرسم وألوانه الرائعة واستخدامه للنماذج.
تأثر الفن الروماني باليونان ويمكن اعتباره جزئيًا خليفة التصوير اليوناني القديم. ومع ذلك، فللتصوير الروماني خصائص فريدة مهمة. تشمل التصاوير الرومانية الباقية التصاوير الجدارية واللوحات الجدارية الجصية (الفريسكو)، والتي توجَد العديد منها الفيلات في كامبانيا، في جنوب إيطاليا في مواقع مثل بومبي وهيركولانيوم. يمكن تجميع هذه اللوحات إلى 4 «طرز» أو فترات رئيسية وقد تحتوي على الأمثلة الأولى على الترمبلوي، والمنظور الزائف، والمنظر الطبيعي البحت. إن البورتريهات المصوَّرة الوحيدة الباقية من العالم القديم تقريبًا هي عدد كبير من بورتريهات التوابيت النصفية الموجودة في مقابر الفيوم من الفترة القديمة المتأخرة. رغم أن تلك لم تكن من أفضل الفترات ولا من أعلى مستويات الجودة، فهي مثيرة للإعجاب في حد ذاتها، وتعطي فكرة عن الجودة التي كانت لأفضل الأعمال القديمة. بقي أيضًا عدد قليل جدًا من منمنمات الكتب المصورة من الفترة القديمة المتأخرة، وعدد أكبر قليلاً من نسخها من فترة العصور الوسطى المبكرة.

### العصور الوسطى

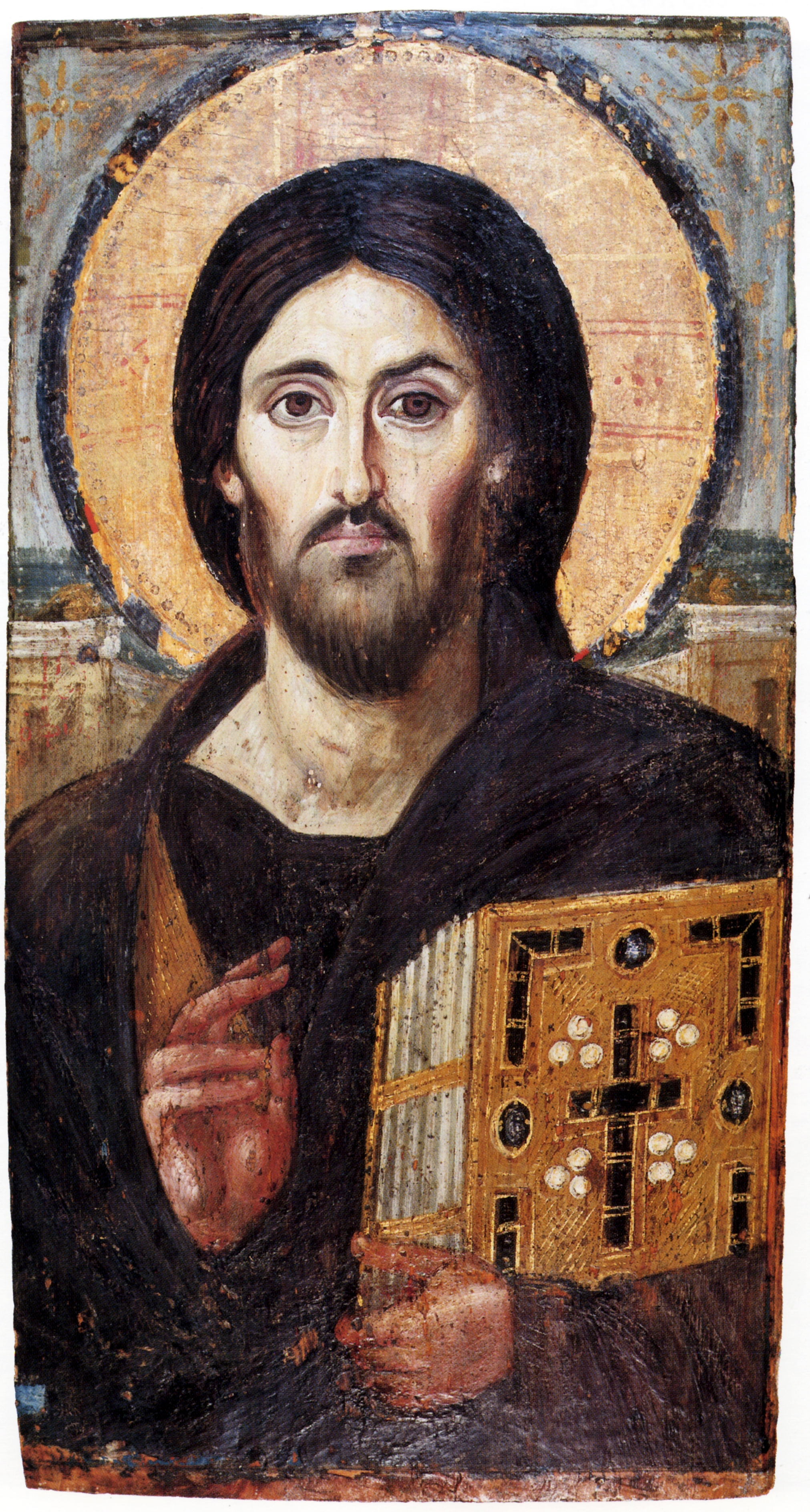
أيقونة بيزنطية تعود للقرن السادس الميلادي
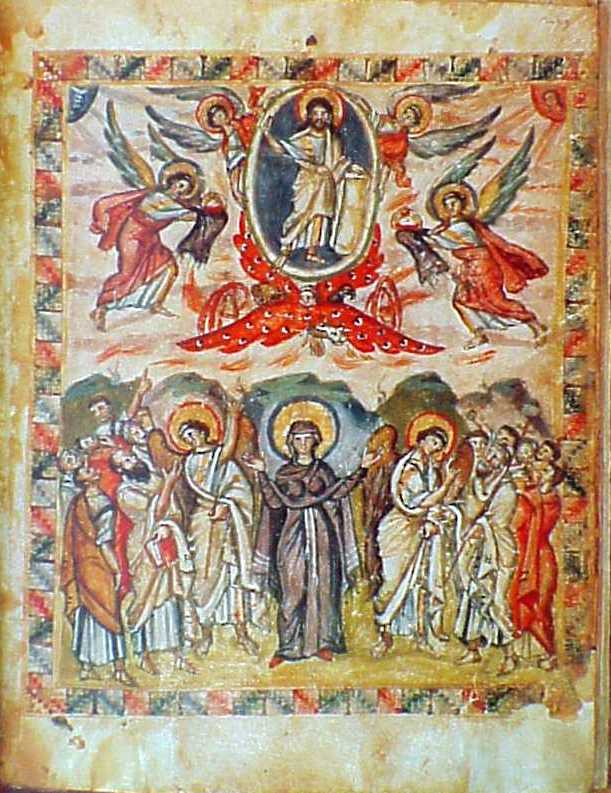
فن بيزنطي يعود للقرن السادس ميلادي
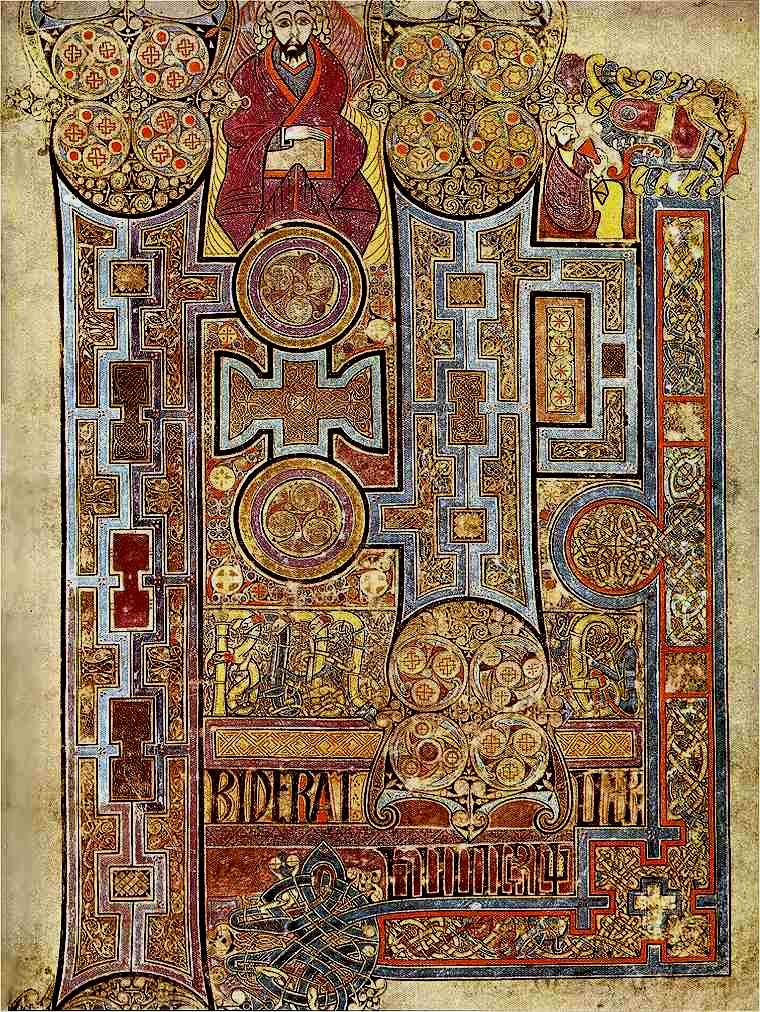
كتاب كيلز
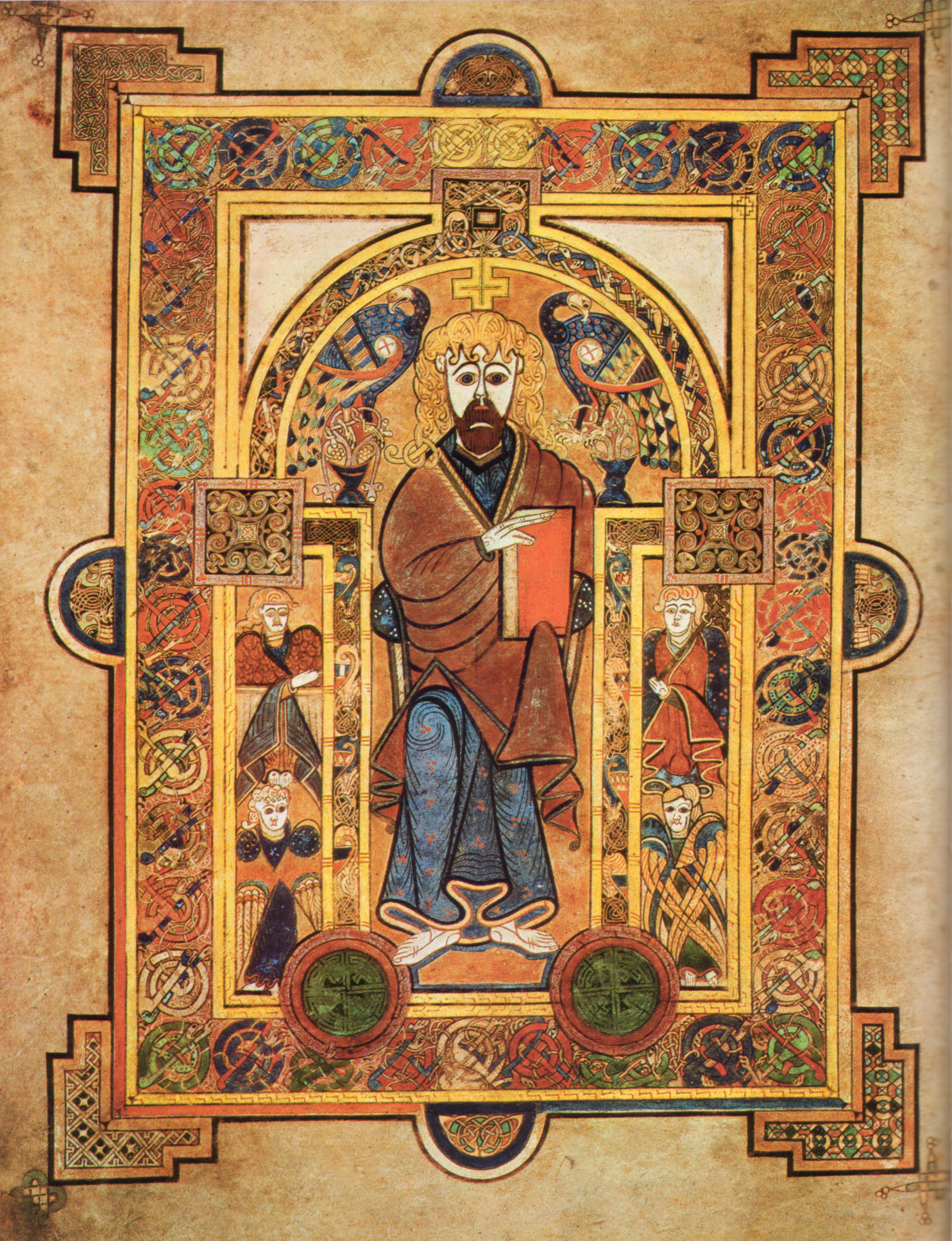
كتاب كيلز
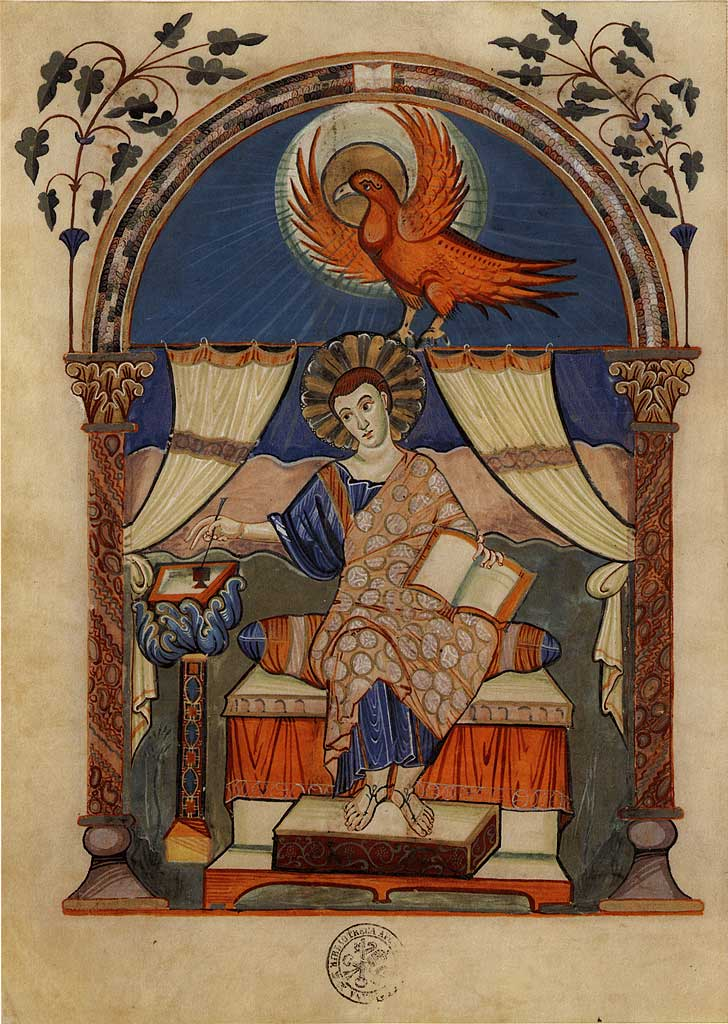
فن كارولنجي
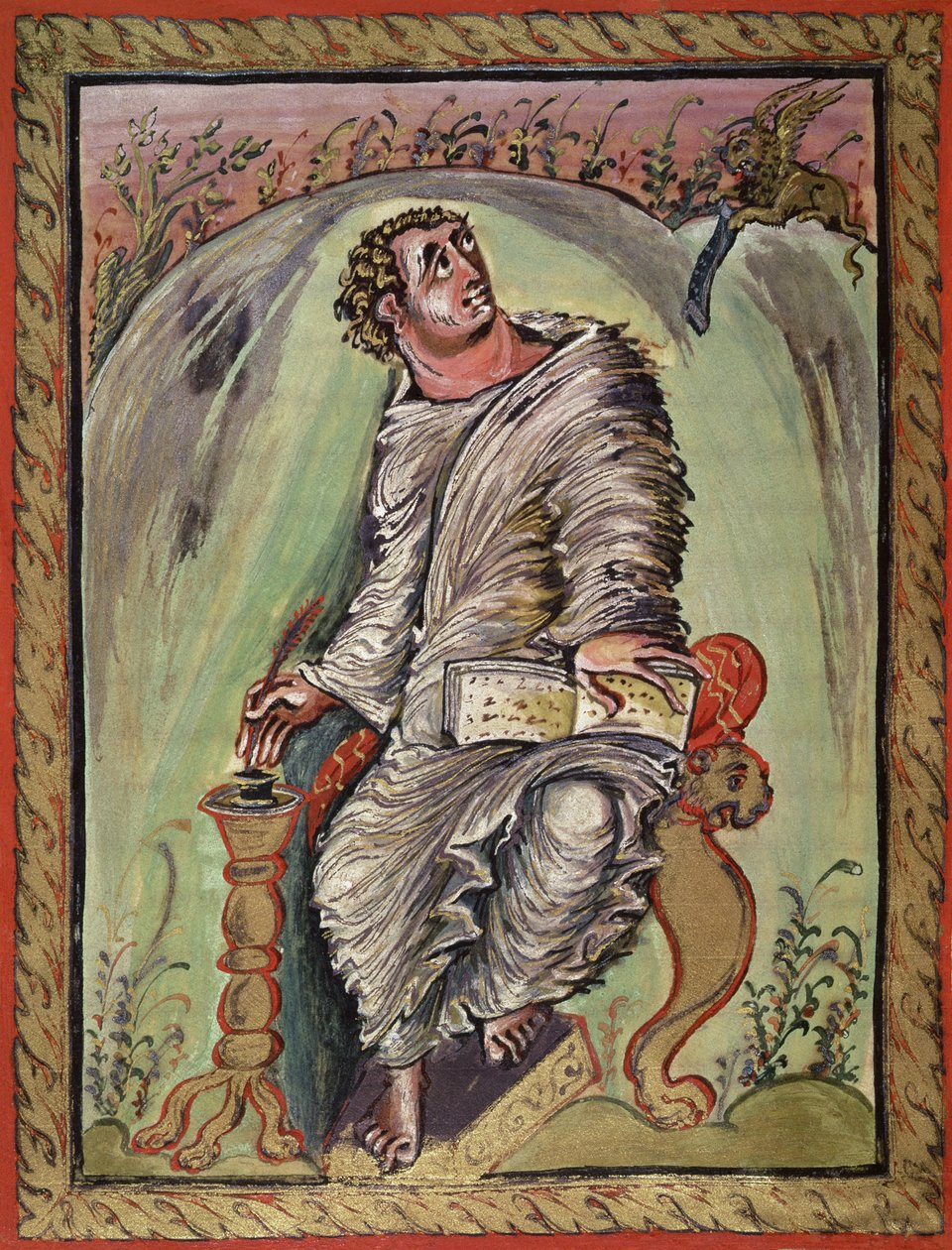
تصوير للقديس مرقس مثالًا على الفن الكارولنجي
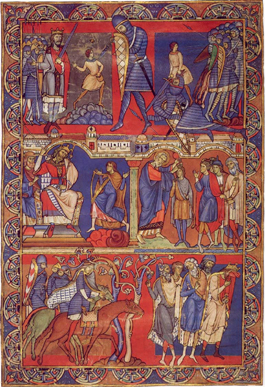
مشاهد من حياة داود من صحيفة مورغان في مخطوطة إنجيل وينشستر العائدة للفترة 1160-1175
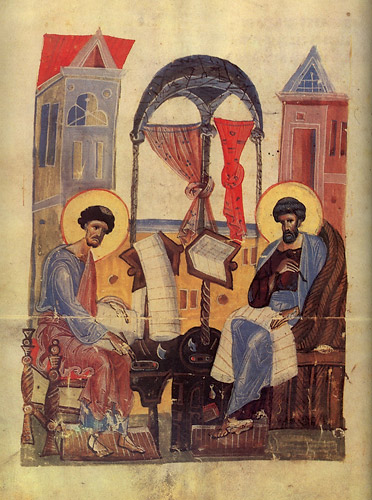
أناجيل ياروسلافل العائدة لنحو عشرينيات القرن الثالث عشر
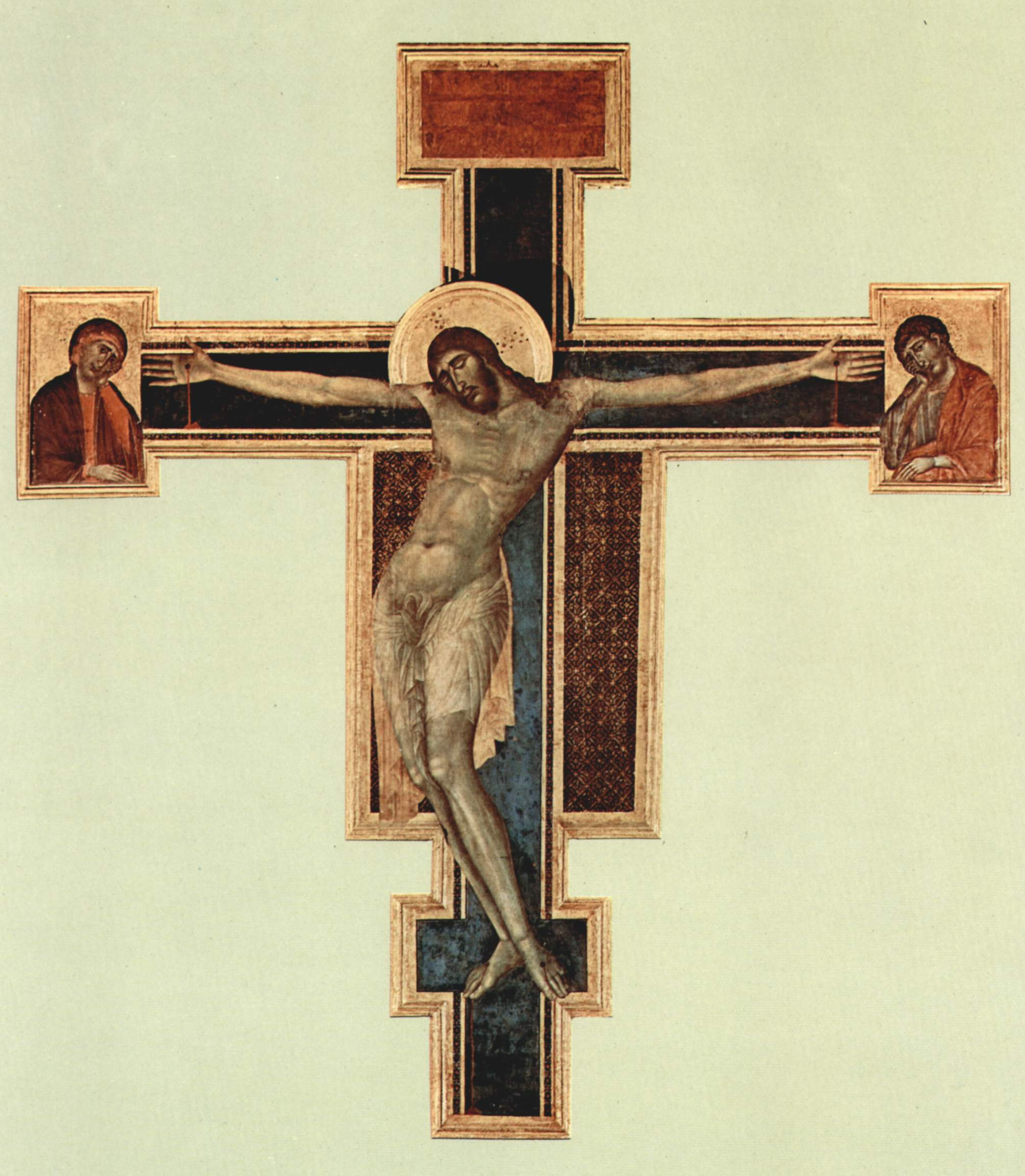
بريشة تشيمابو
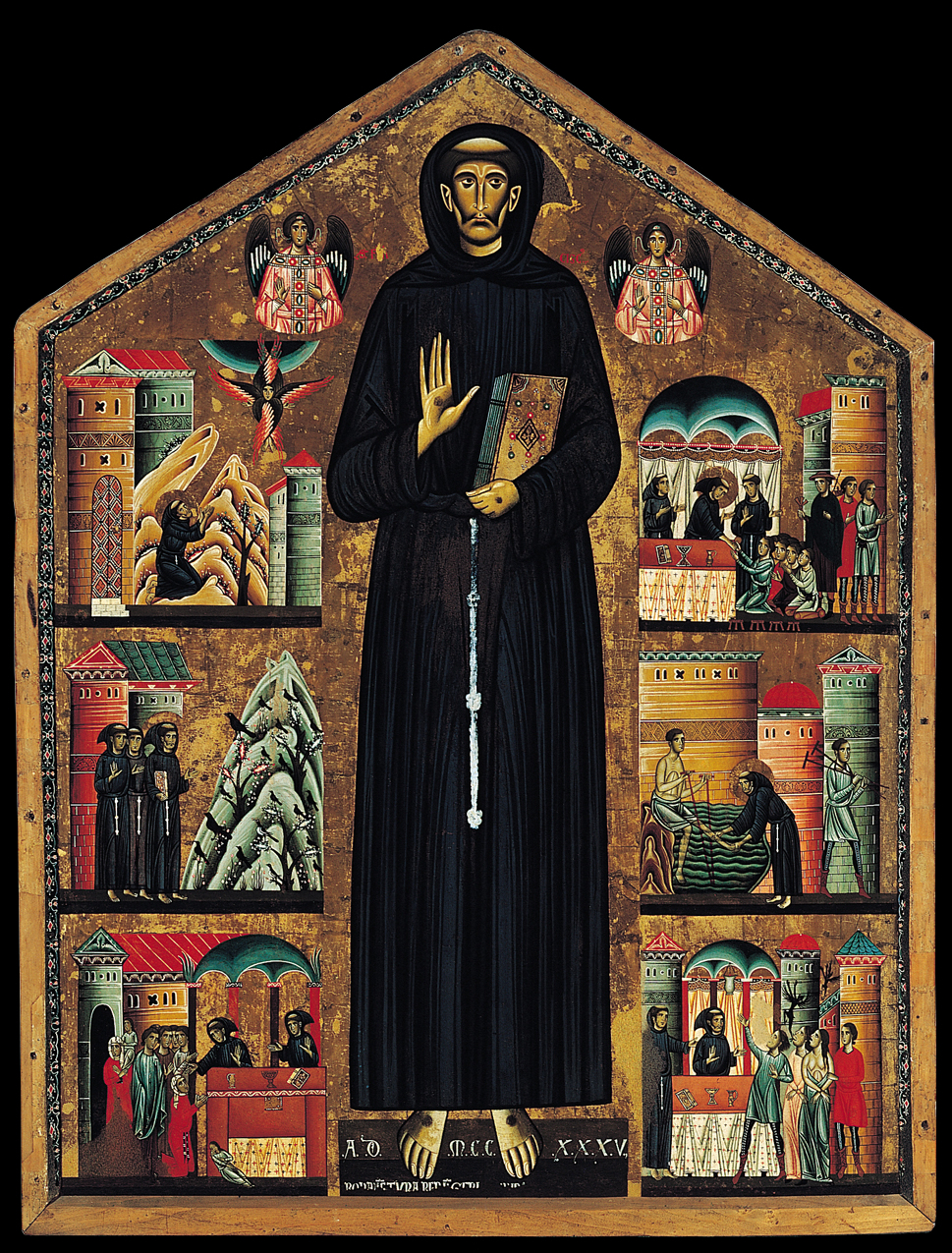
لوحة القديس فرانسيس الأسيزي بريشة بونافينتورا بيرلينغيري (1235)
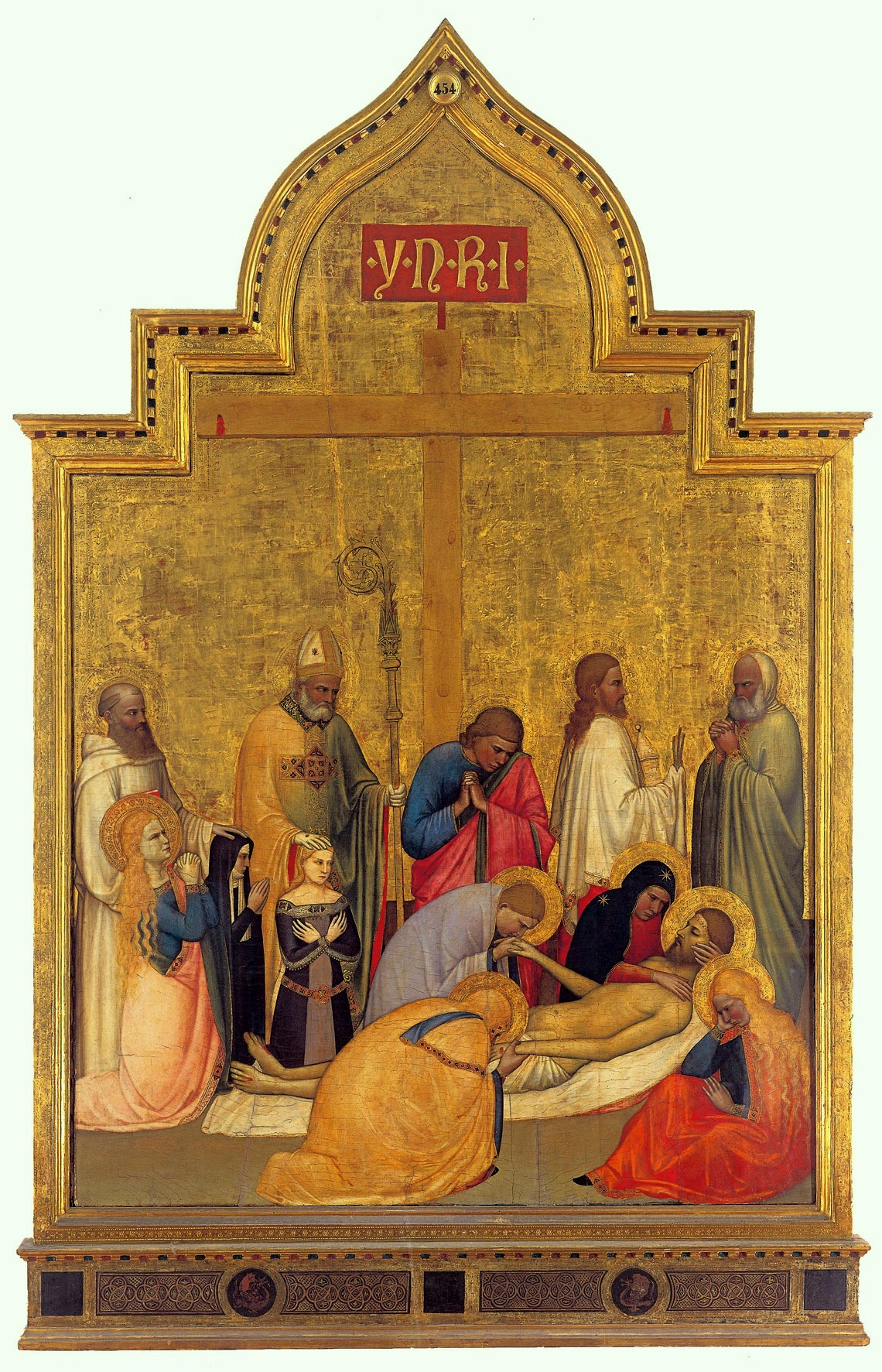
بريشة جيوتينو
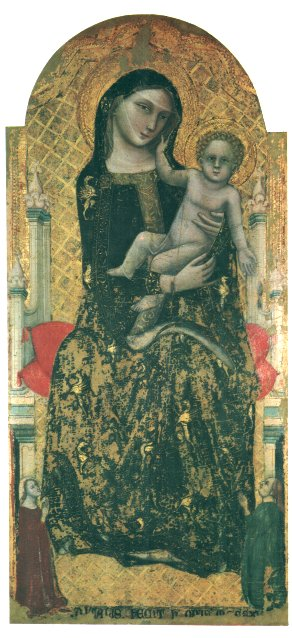
بريشة فيتالي البولوني
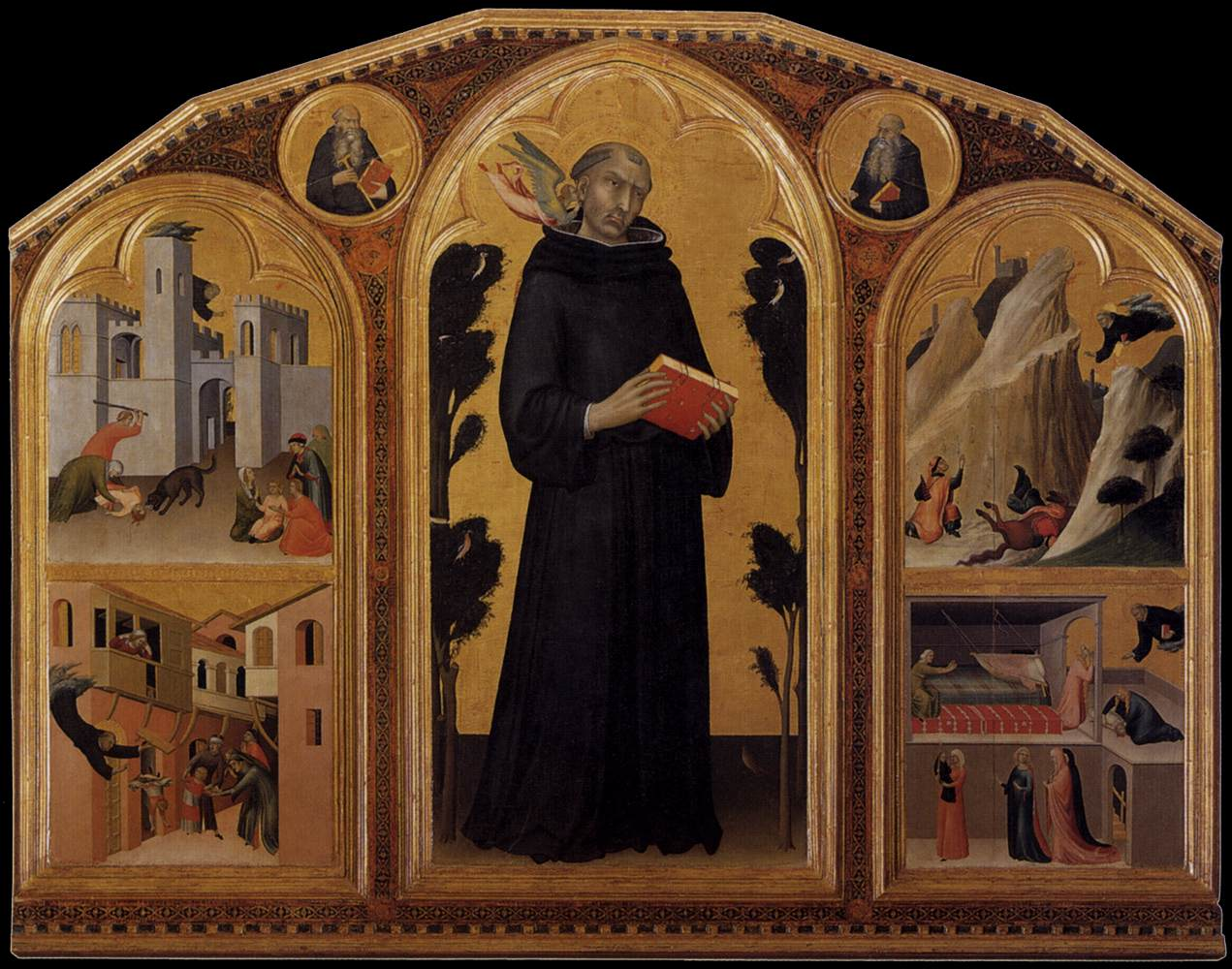
بريشة سيمون مارتيني
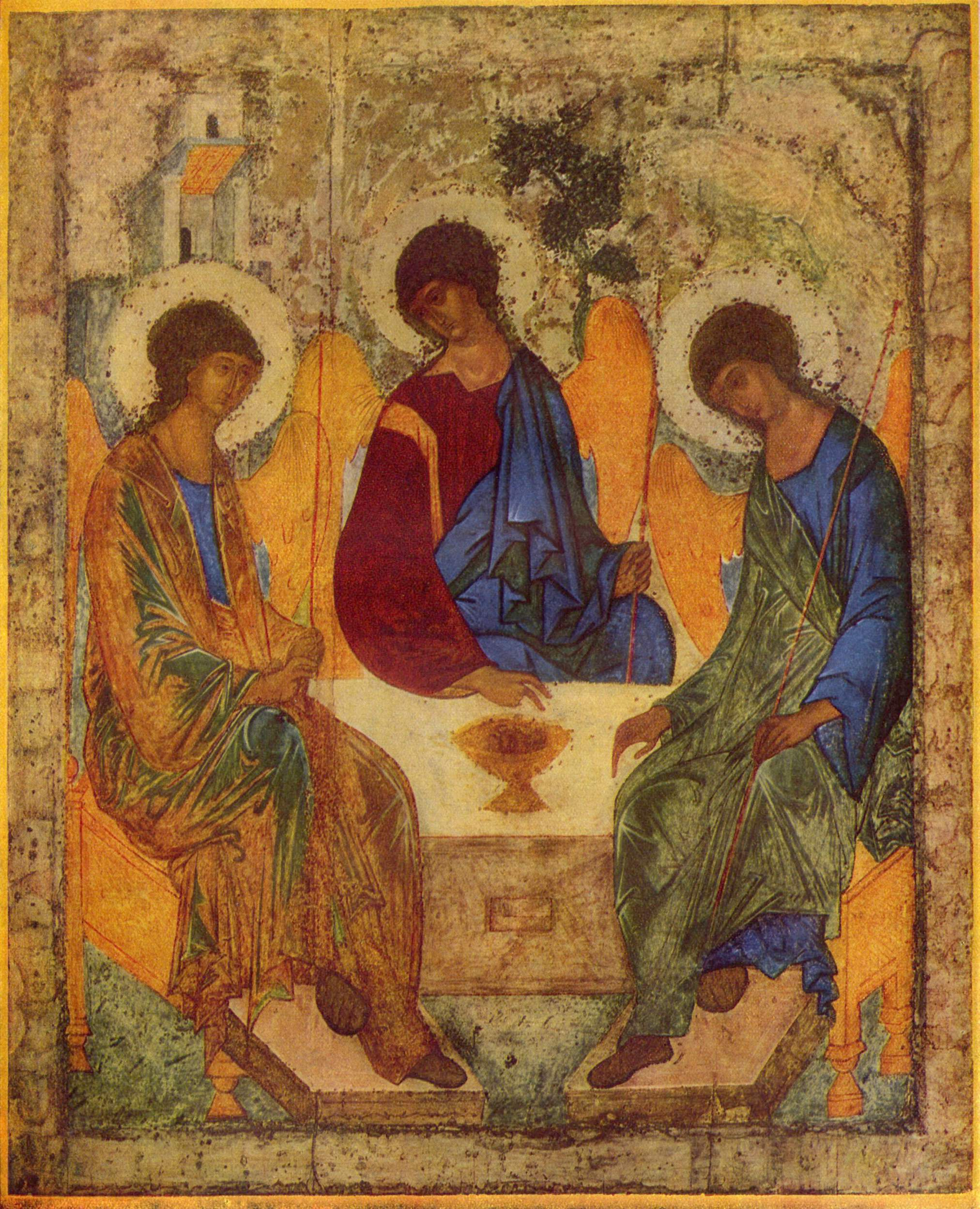
بريشة أندريه روبليوف
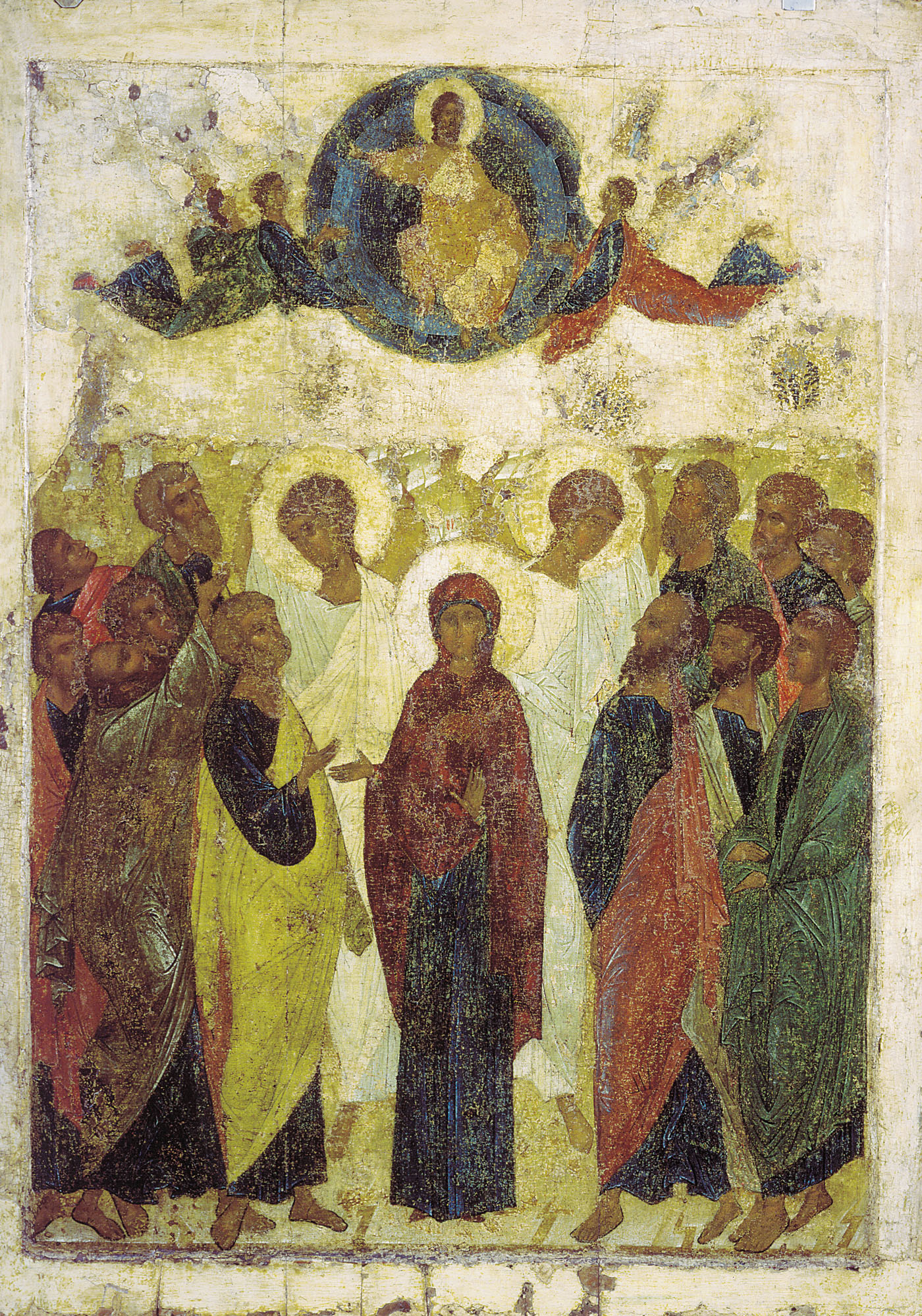
بريشة أندريه روبليوف
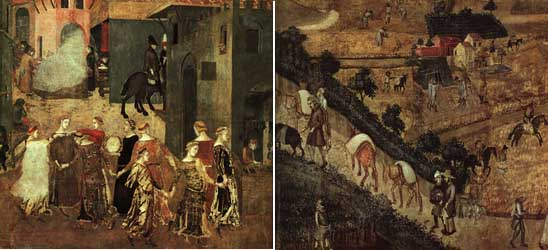
بريشة أمبروغيو لورينزيتي
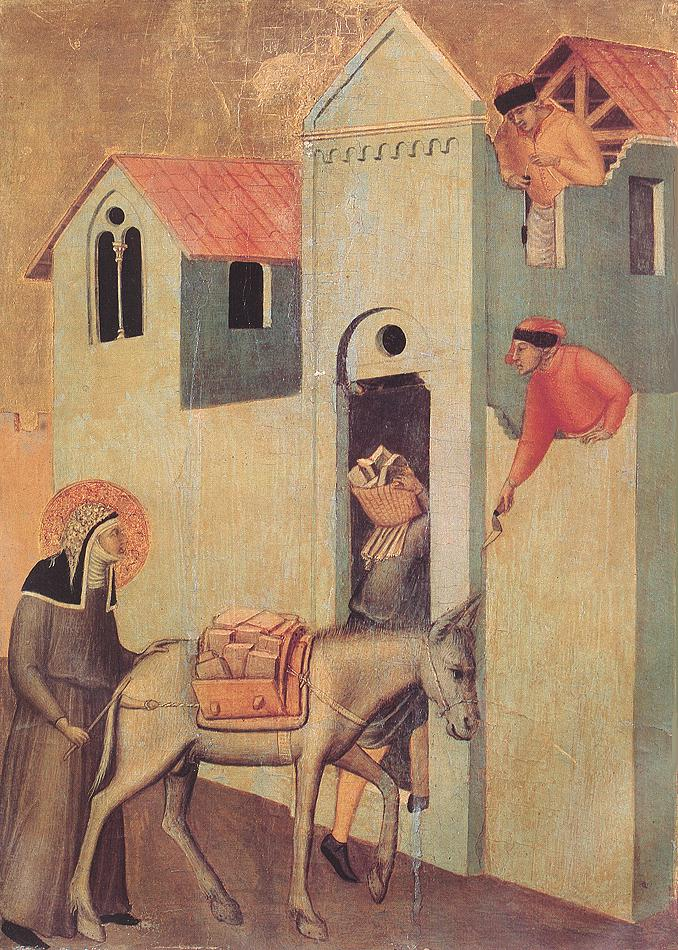
بريشة بيترو لورينزيتي
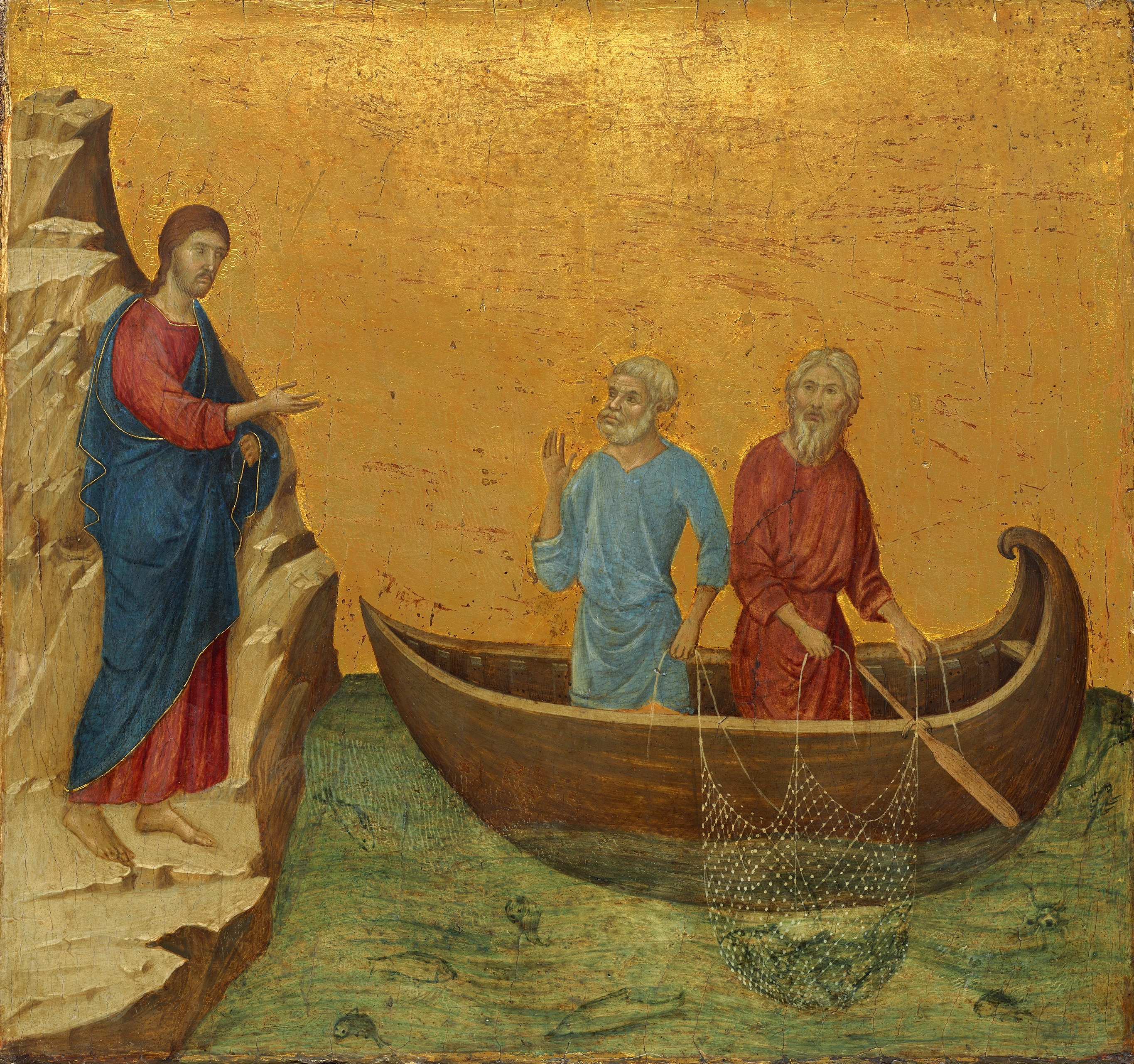
بريشة دوتشيو
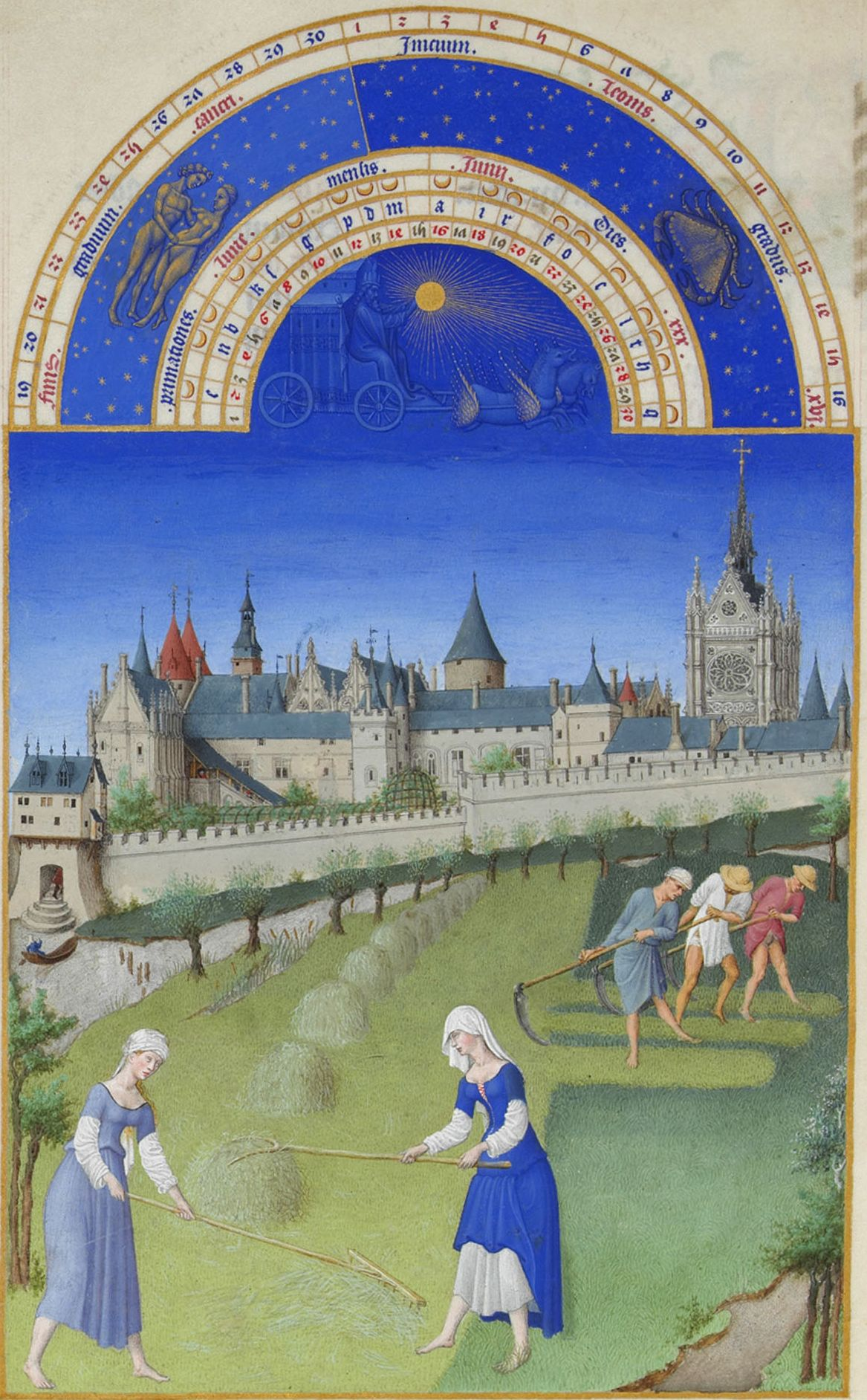
بريشة الإخوة ليمبورغ

أضفى صعود المسيحية روحًا وغاية مختلفيّن على أساليب التصوير. أعطى الفن البيزنطي، بمجرد تأسيس طرازه في القرن السادس عشر، أهمية كبيرة للحفاظ على الأيكونغرافيا والأسلوب التقليدييّن، وتطور تدريجيًا خلال ألف عام من الإمبراطورية البيزنطية والتقاليد الحية لتصوير الأيقونات الأرثوذكسية اليونانية والروسية. للتصوير البيزنطي حس هيراطيقيّ وكانت الأيقونات ولا تزال تعتبر تمثيلًا للوحي الإلهي. كان هناك العديد من اللوحات الجصية الجدارية (الفريسكو)، ولكن بقي منها عدد أقل من الفسيفساء. قورن الفن البيزنطي بالفن التجريدي المعاصر، في تسطيحه وتصويره التجريدي للغاية للشخصيات والمناظر الطبيعية. كانت بعض فترات الفن البيزنطي، وخاصة ما يسمى الفن المقدوني في نحو القرن 10، أكثر مرونة في النهج. بقيت لوحات جصية جدارية (فريسكو) من عصر النهضة الباليولوجية في أوائل القرن الرابع عشر في كنيسة خورا في القسطنطينية.

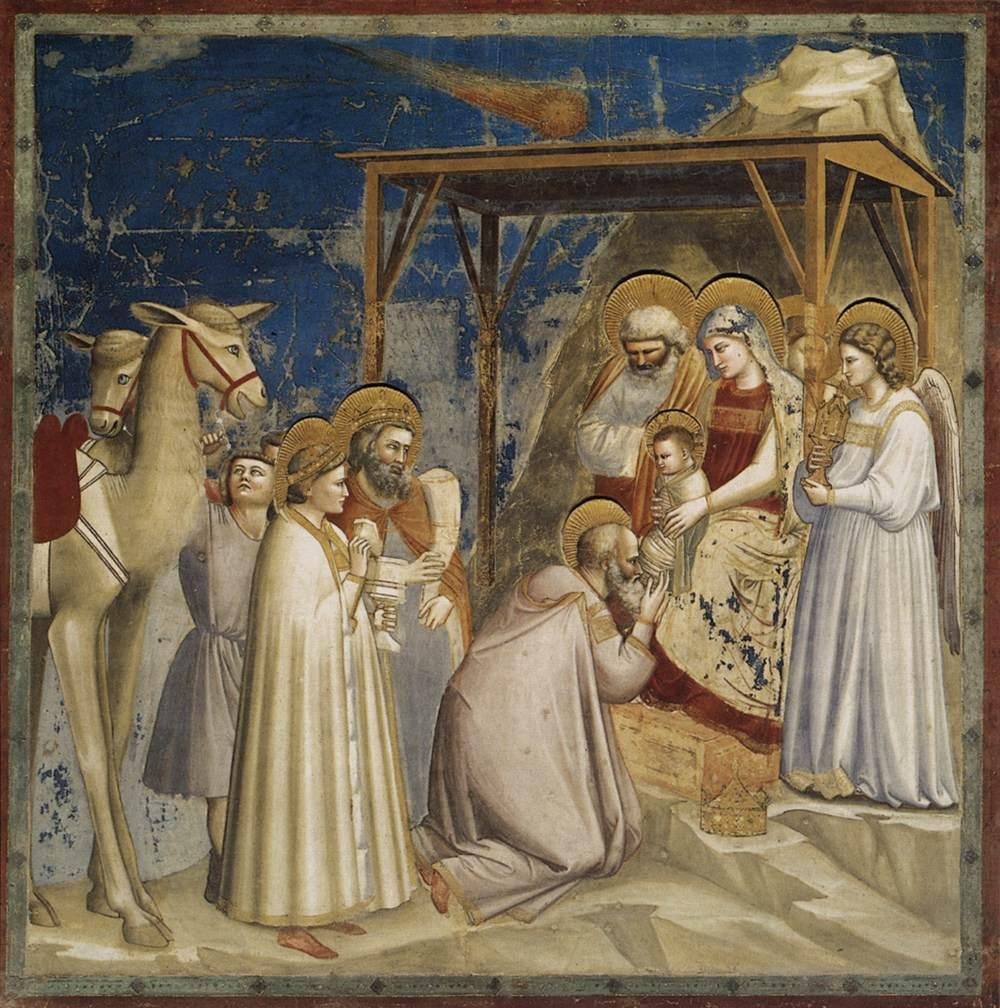
جوتو

كان أول أسلوب فني مميز يظهر متضمنًا التصوير في أوروبا الكاثوليكية في الفترة ما بعد العتيقة هو الفن الجزيري للجزر البريطانية، حيث الأمثلة الوحيدة الباقية منه هي المنمنمات في المخطوطات المزخرفة مثل كتاب كيلز. وتشتهر هذه المخطوطات على الأخص بزخارفها التجريدية، رغم تصويرها للشخصيات وأحيانًا المشاهد، خاصة في البورتريهات الإنجيلية. بقي أغلب الفن الكارولنجاني والأوتوني أيضًا في المخطوطات، رغم بقاء بعض التصاوير الجدارية، وتوثيق المزيد منها. يجمع فن هذه الفترة بين التأثيرات الجُزُيرية و«البربرية» مع تأثير بيزنطي قوي والطموح لاستعادة الفخامة الكلاسيكية والتوازن.
زُيِّنت جدران الكنائس الرومانسكية والقوطية بالتصاوير الجصية الجدارية (الفريسكو) وكذلك المنحوتات وللعديد من الجداريات القليلة الباقية كثافة كبيرة، وتجمع بين الحيوية الزخرفية للفن الجزيري والفخامة الجديدة في معالجة الشخصيات. بقي عدد أكبر بكثير من المنمنمات في المخطوطات المزخرفة من هذه الفترة، مظهِرةً نفس الخصائص، التي استمرت حتى الفترة القوطية.
أصبح التصوير على الألواح الخشبية أكثر شيوعًا خلال فترة الفن الرومانسكي، تحت التأثير القوي للأيقونات البيزنطية. قرب منتصف القرن الثالث عشر، أصبح الفن القروسطي والرسم القوطي أكثر واقعية، مع بدايات الاهتمام بتصوير الحجم والرسم المنظوري في إيطاليا مع تشيمابو ومن بعده تلميذه جوتو. ابتداءً من جوتو، أصبح أفضل المصورين أكثر حرية وابتكارًا في معالجة التكوينات. وهما يعتبران أستاذا التصوير القرون الوسطى العظيمين في الثقافة الغربية. إذ استخدم تشيمابو، ضمن التقاليد البيزنطية، مقاربة أكثر واقعية ودرامية لفنه. أخذ تلميذه، جيوتو، هذه الابتكارات إلى مستوى أعلى والذي بدوره وضع الأسس لتقليد التصوير الغربي. كان كلا الفنانين رائدين في التحرك نحو المذهب الطبيعي.
بُنيت الكنائس مع نوافذ أكثر وأكثر وأصبح استخدام الزجاج المعشَّق الملون أساسيًا في الديكور. واحدة من أشهر الأمثلة على ذلك هي كاتدرائية نوتردام دو باري. بحلول القرن الرابع عشر، كانت المجتمعات الغربية أكثر ثراءً وثقافة، ووجد المصورون رعاةً جددًا في طبقة النبلاء بل وبين أعضاء الطبقة البرجوازية. أخذت المخطوطات المذهبة طابعًا جديدًا، وعُرِضَت نساء البلاط الرشيقات المرتديات لملابس على أحدث صيحة في مشاهدها. سرعان ما أصبح هذا الطراز يُعرف باسم الطراز القوطي الدولي وهيمن في الفترة من 1375 حتى 1425 وفيه اكتسبت تصويرات ألواح التمبرا وألواح مذابح الكنائس أهمية.

### النهضة والتكلفية (مانيرييزمو)

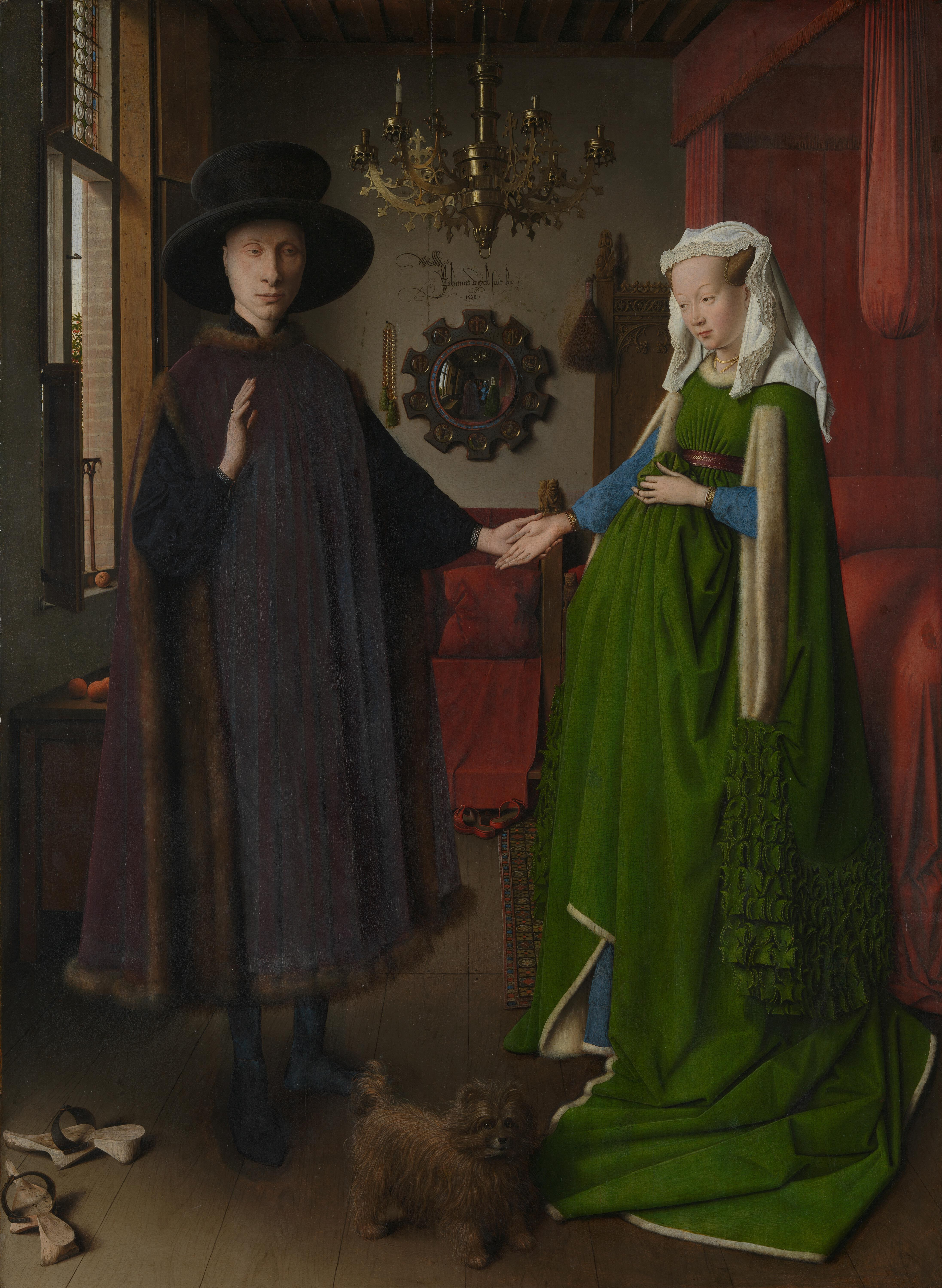
بريشة يان فان إيك (1434)
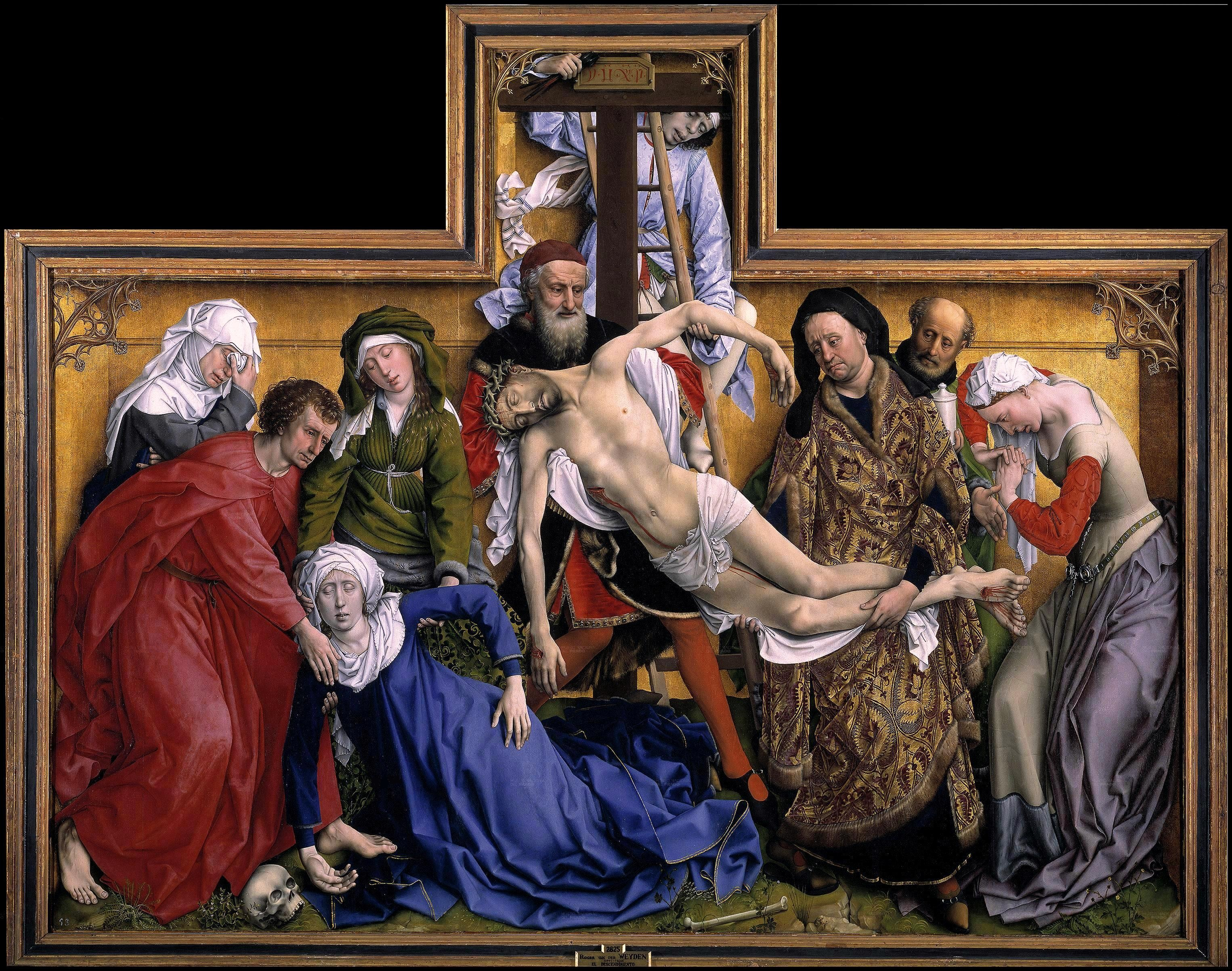
بريشة روجير فان در فايدن تعود لنحو عام 1435
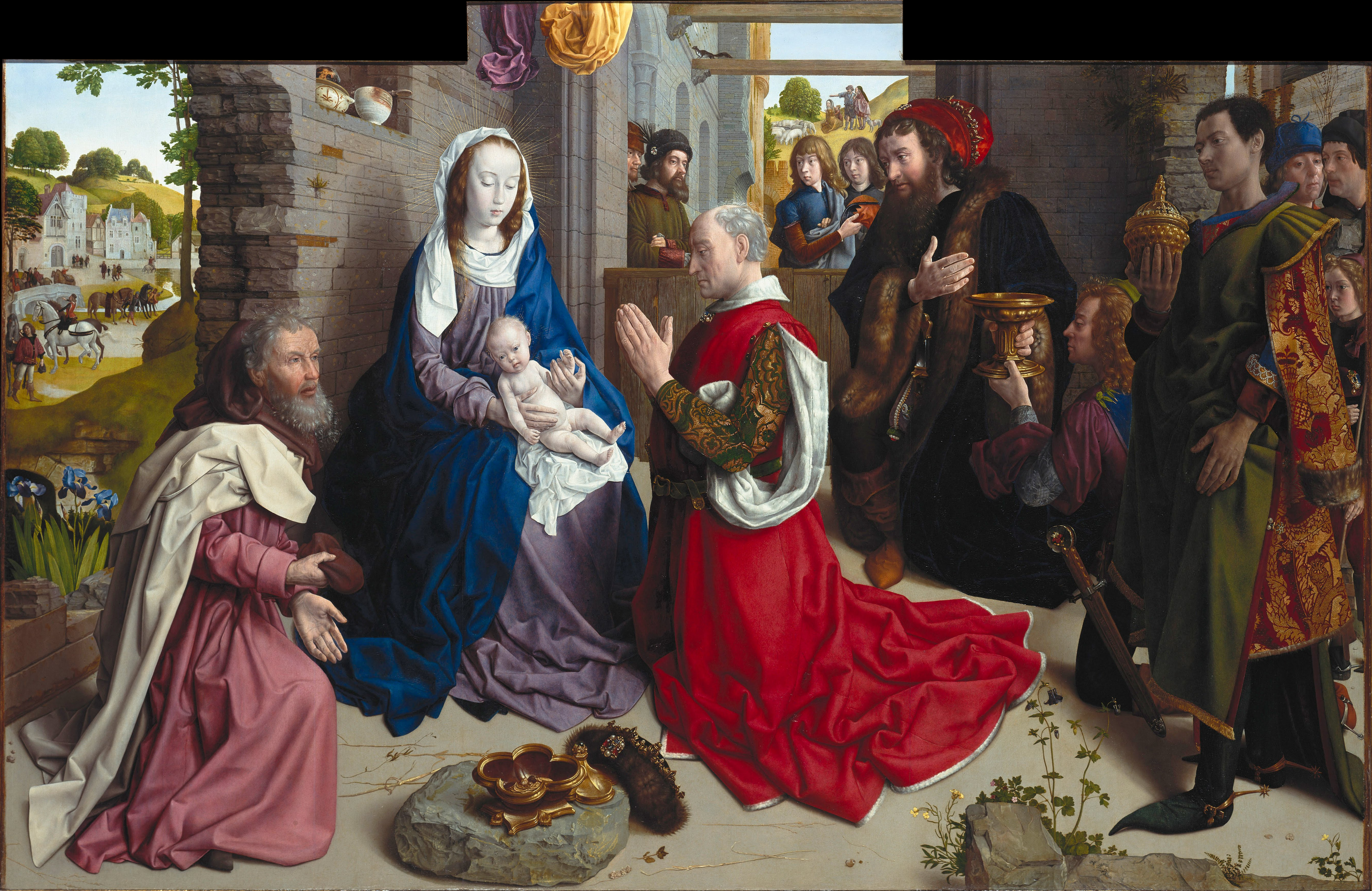
بريشة هوغو فان دير غوس نحو عام 1470
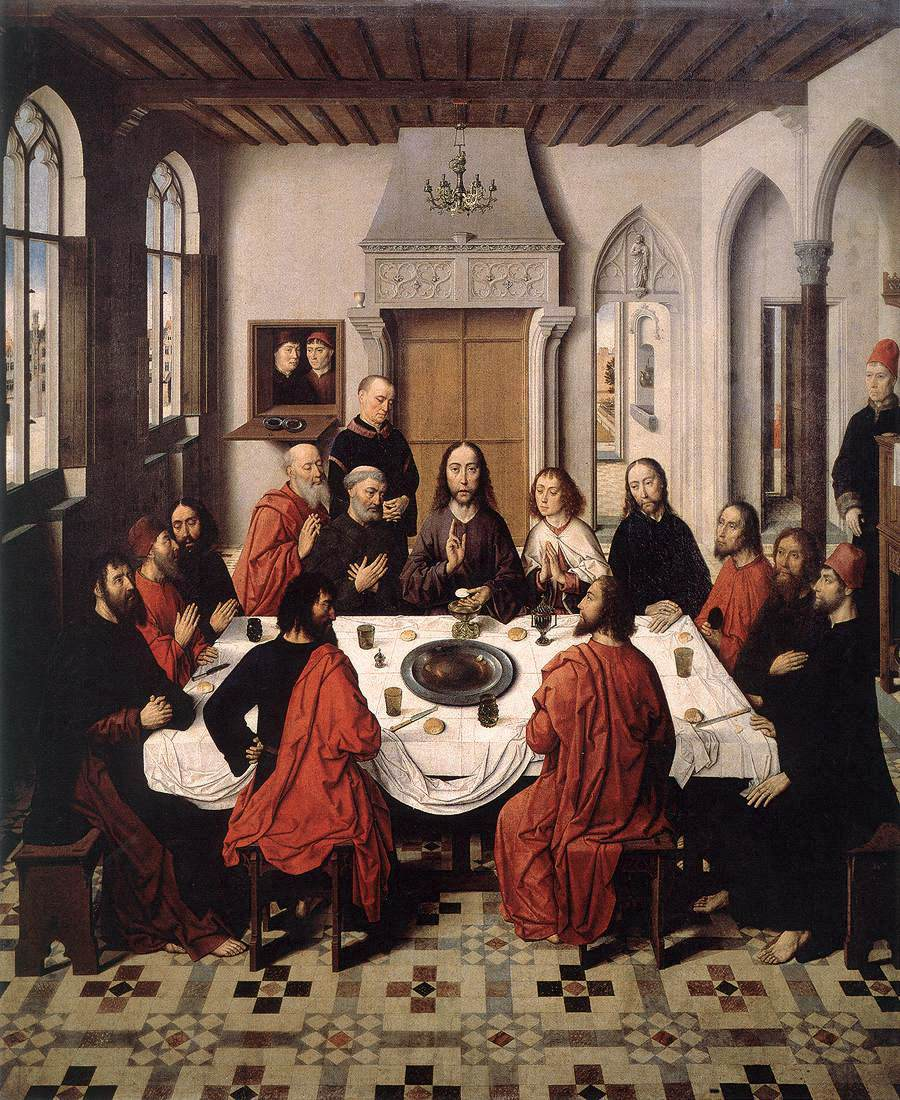
بريشة ديريك باوتس (1464-1467)
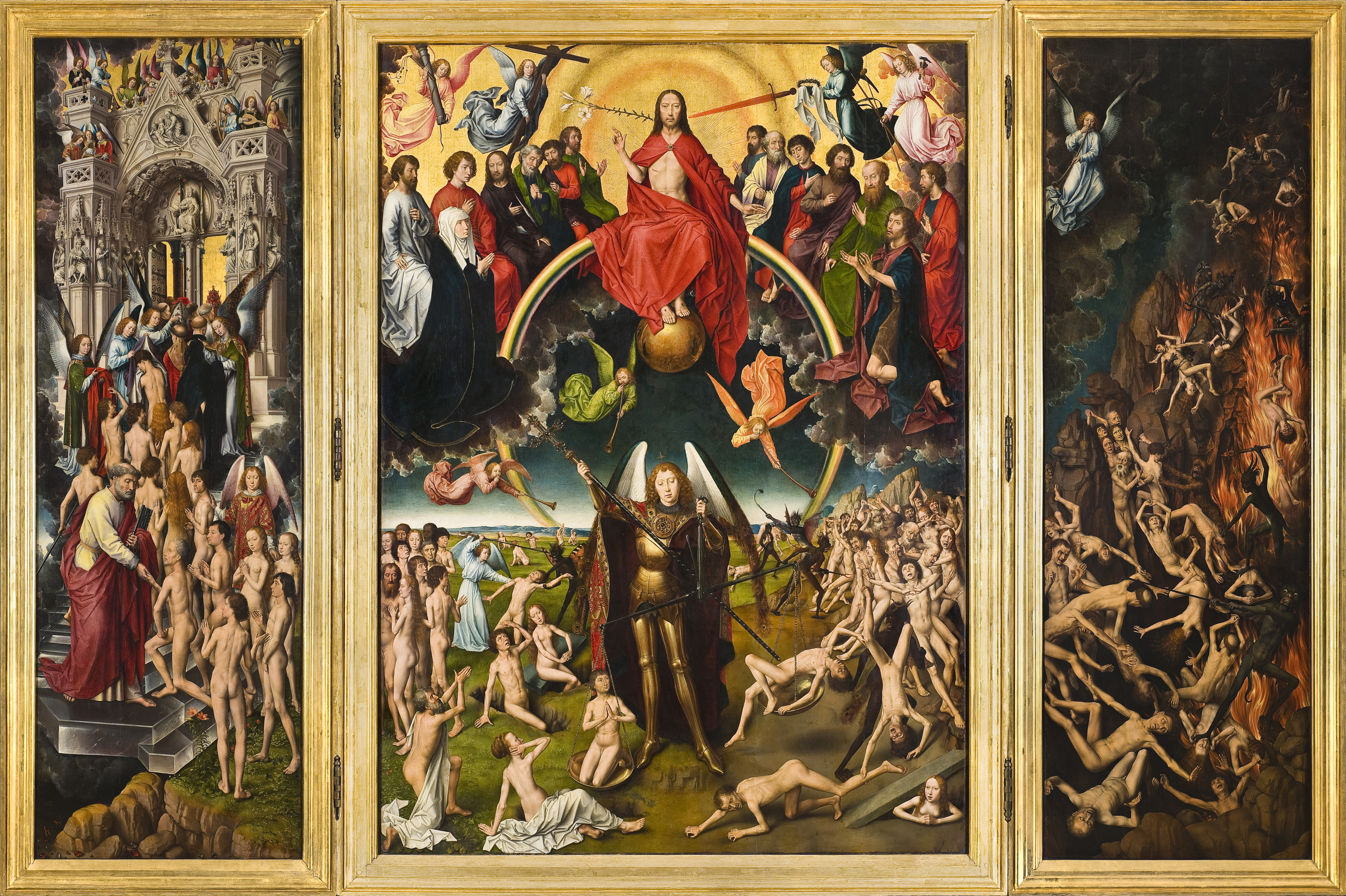
بريشة هانس ميملنغ تعود لنحو 1466-1473
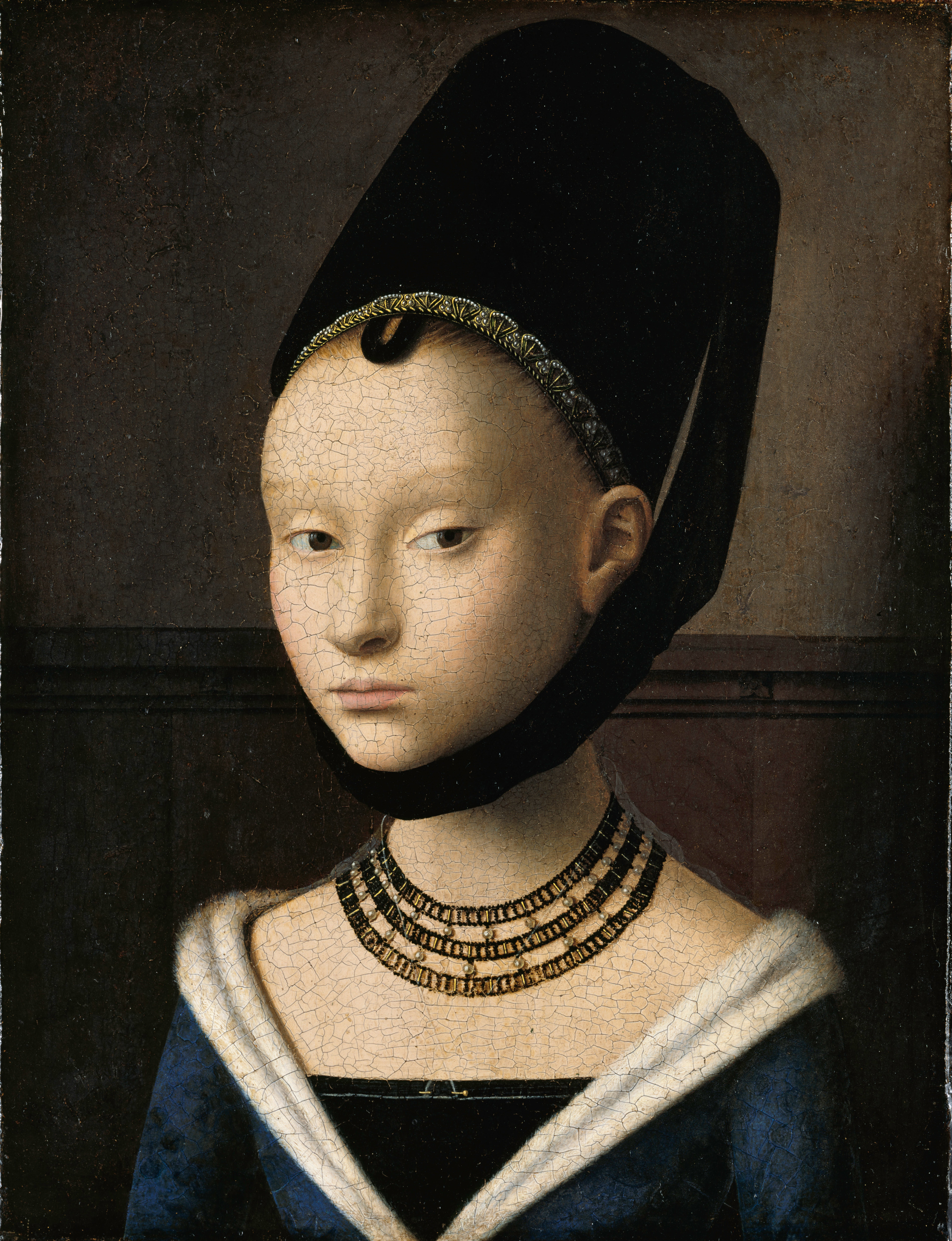
بريشة بيتروس كريستوس تعود لنحو عام 1470
بريشة هيرونيموس بوس تعود لنحو 1480-1505
بريشة باولو أوتشيلو تعود لنحو عام 1470
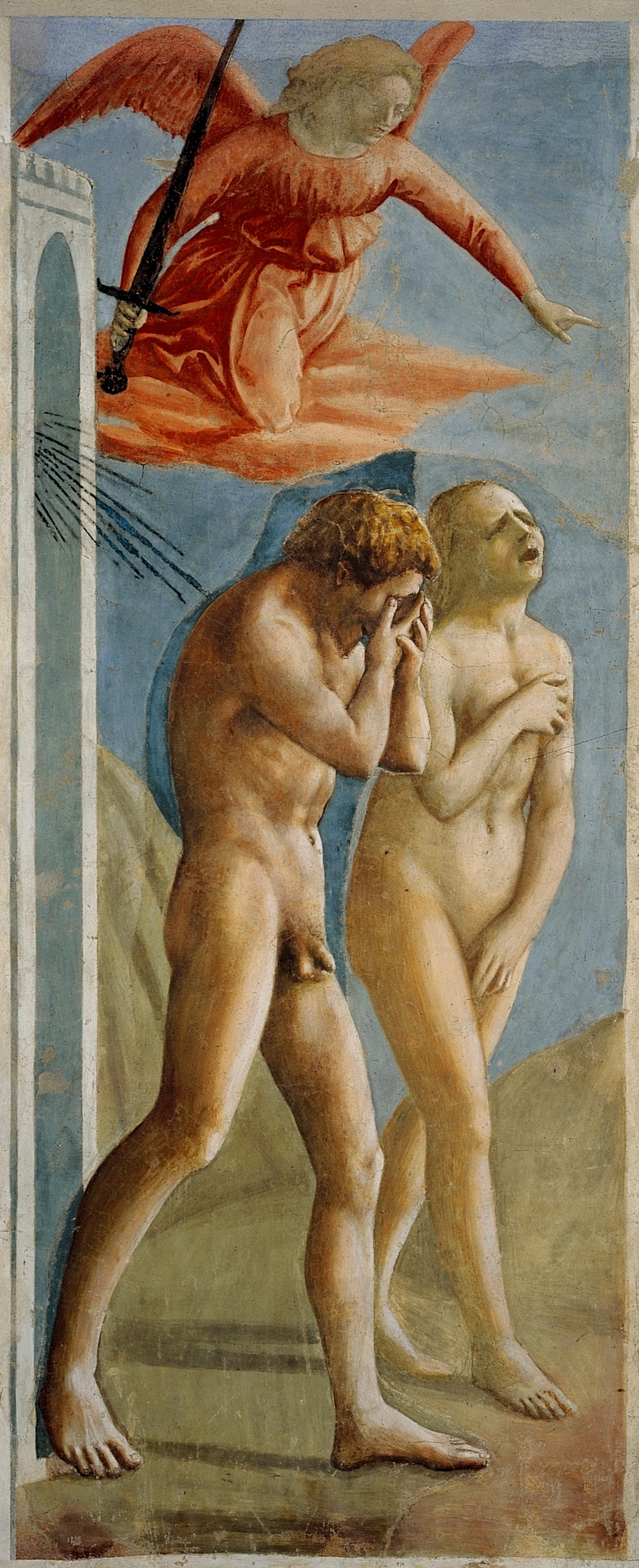
بريشة مازاتشو (1426-1427)
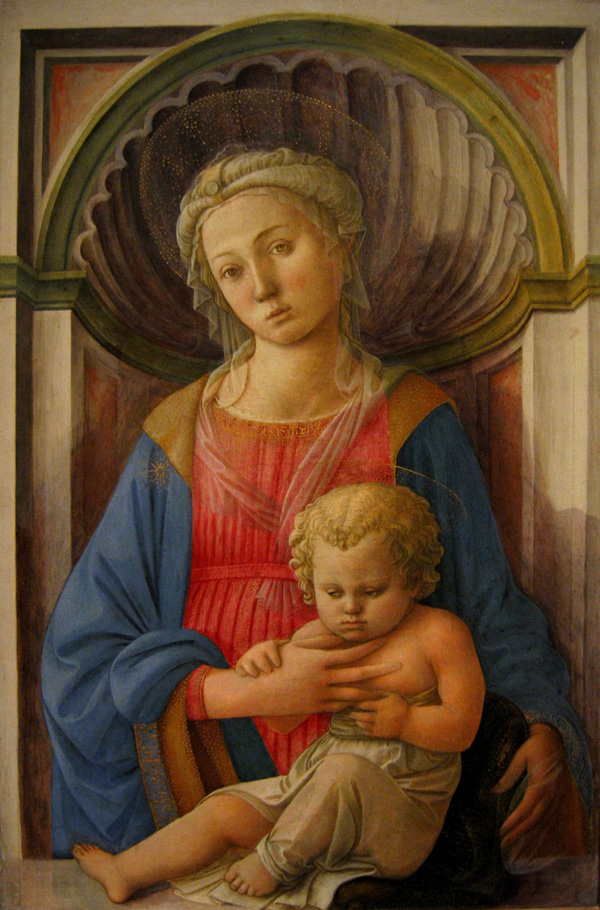
بريشة فيليبو ليبي (1440-1445)
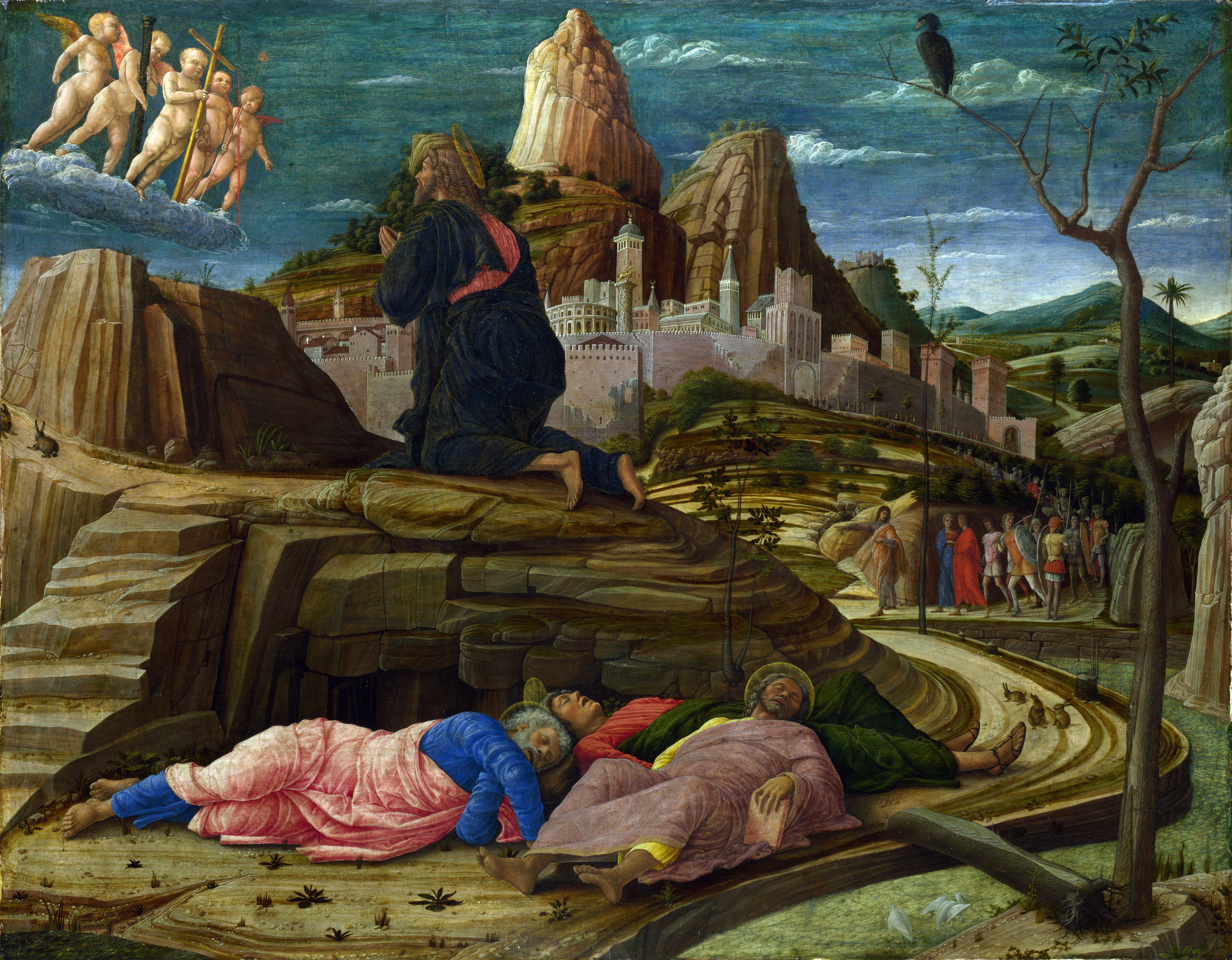
بريشة أندريا مانتينيا تعود لنحو 1458-1460
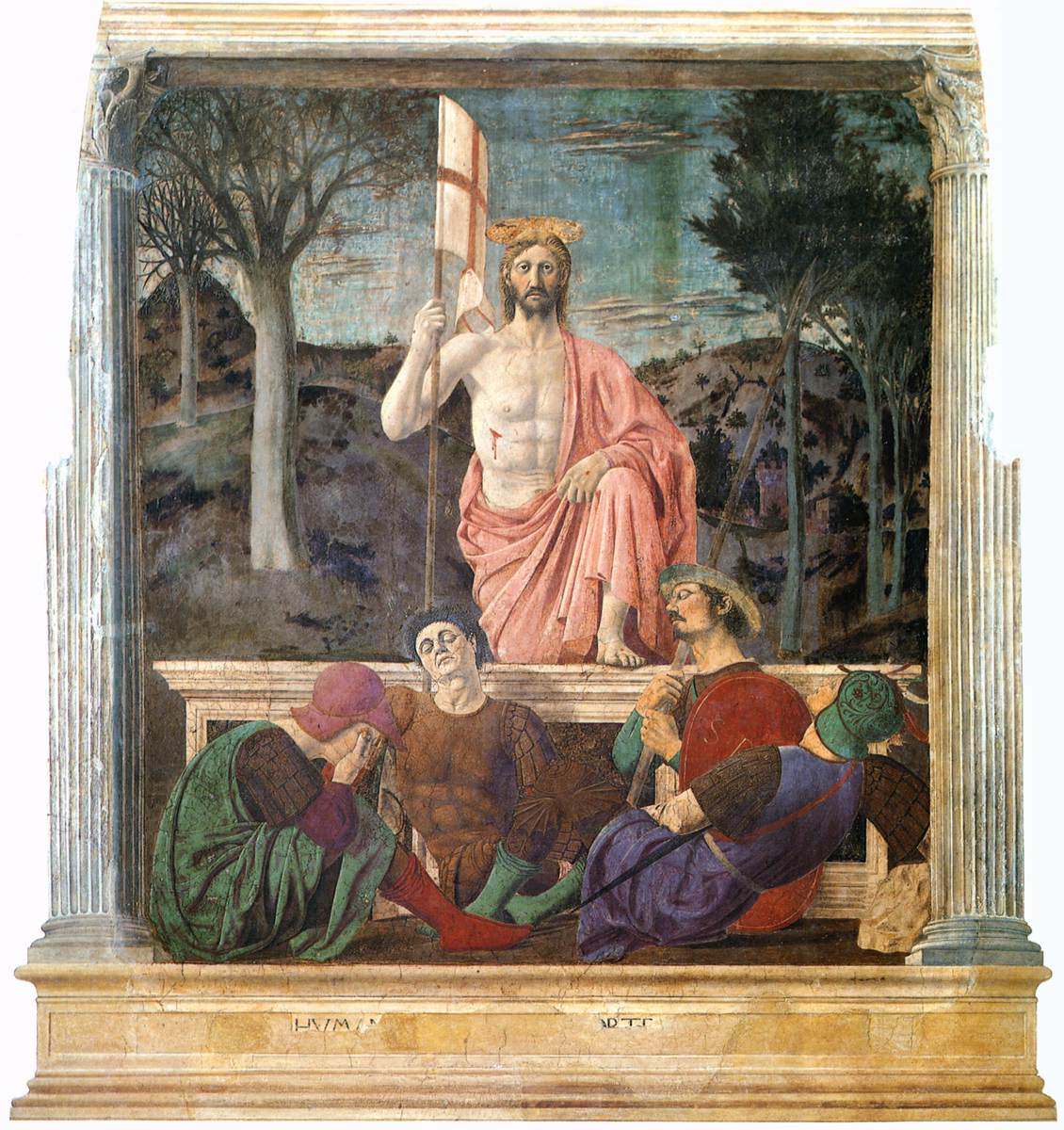
بريشة بييرو ديلا فرانشيسكا (1463-1465)
بريشة ساندرو بوتيتشيلي (1483-1485)
بريشة ليوناردو دافنشي (1503-1506)
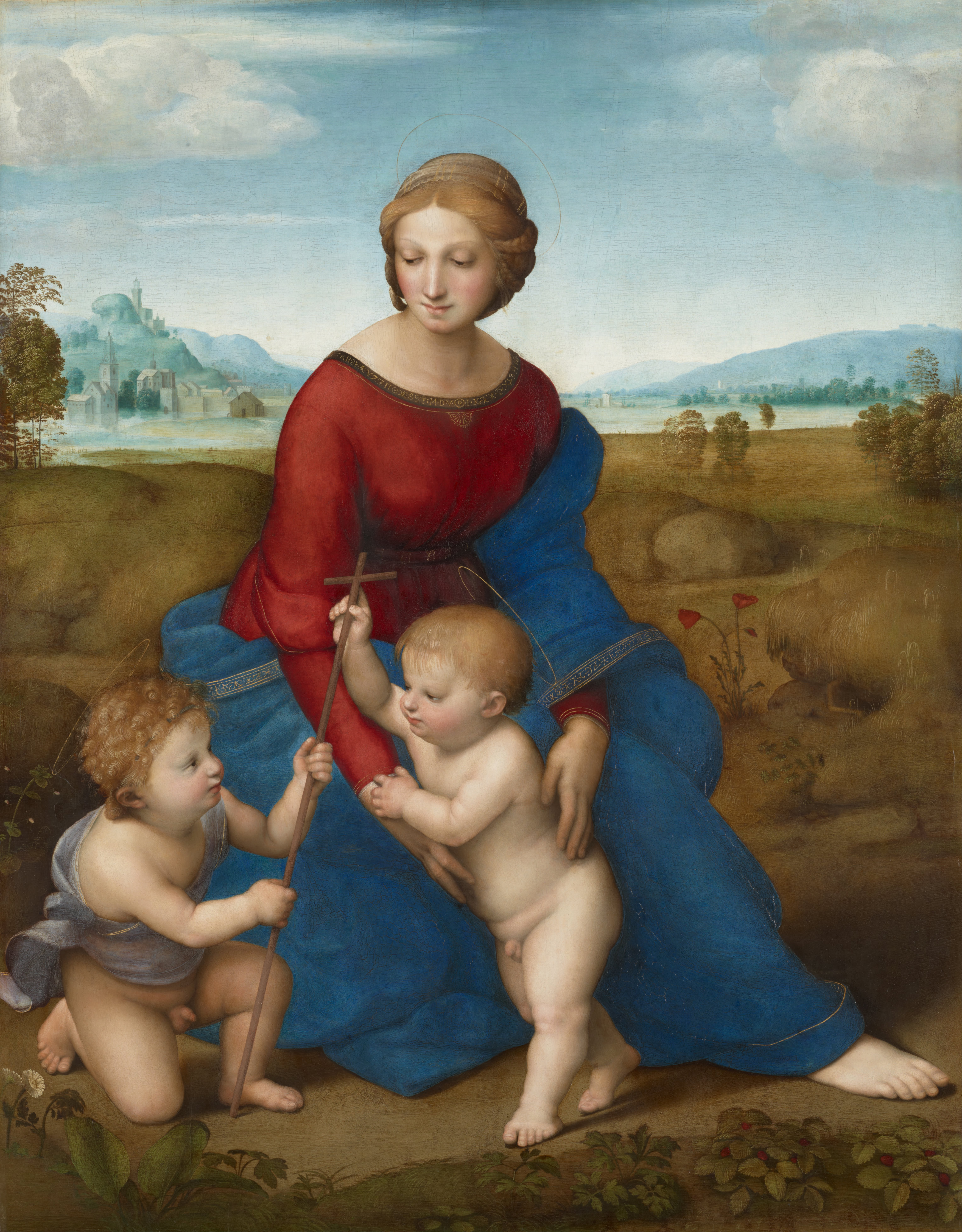
بريشة رفائيل (1505-1506)
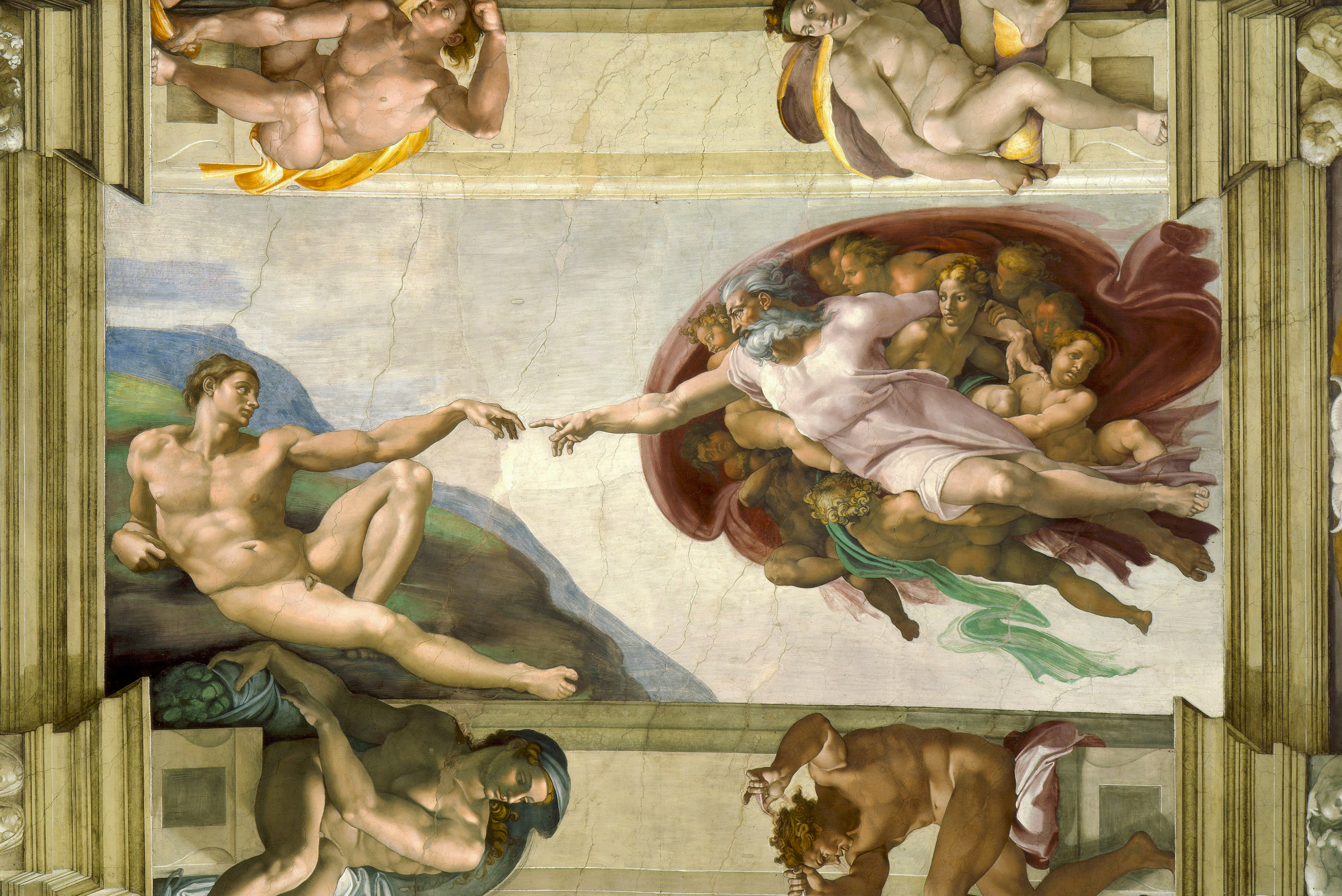
بريشة ميكلانجيلو نحو عام 1511
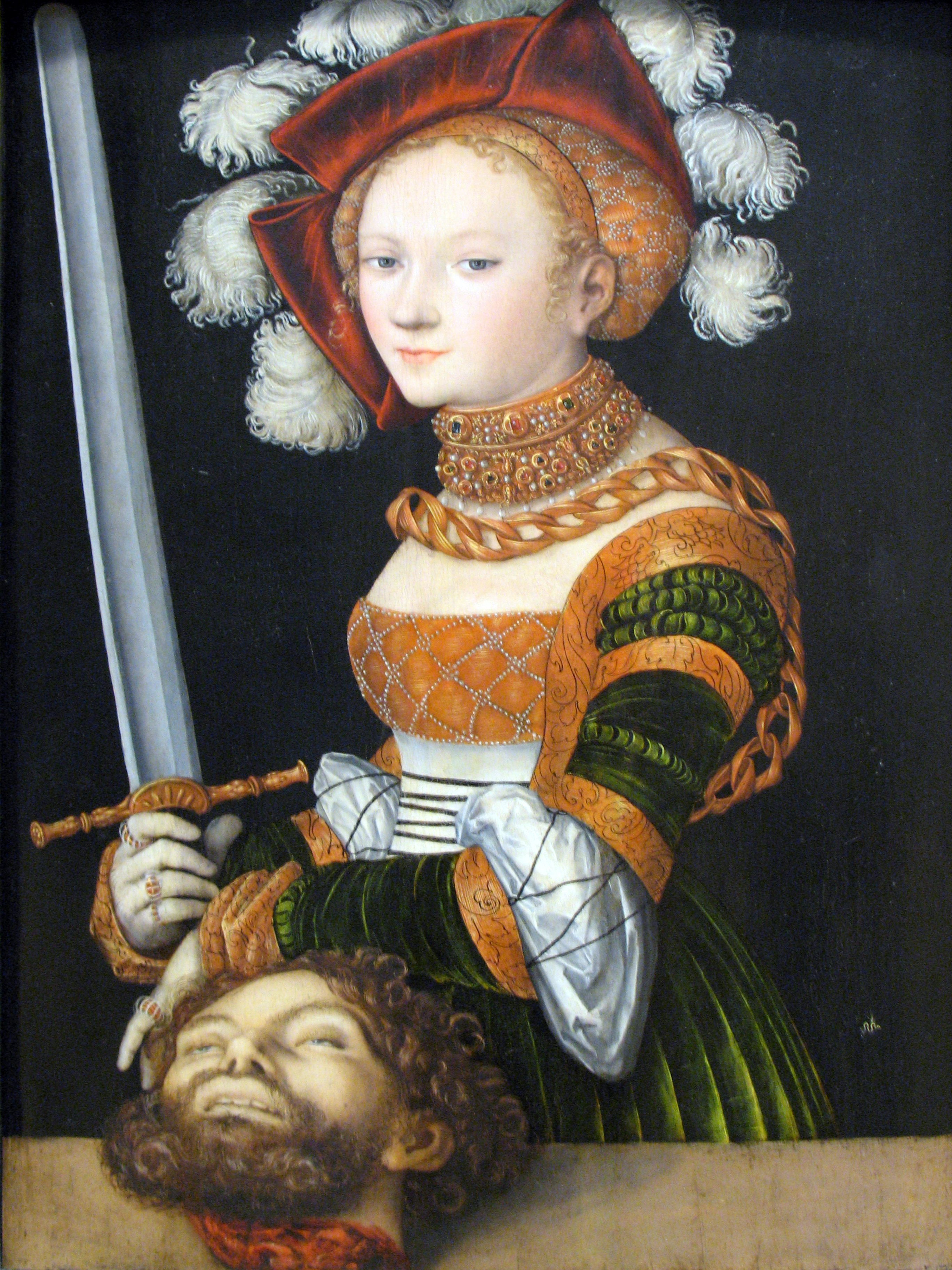
بريشة لوكاس كراناخ الأكبر نحو عام 1530
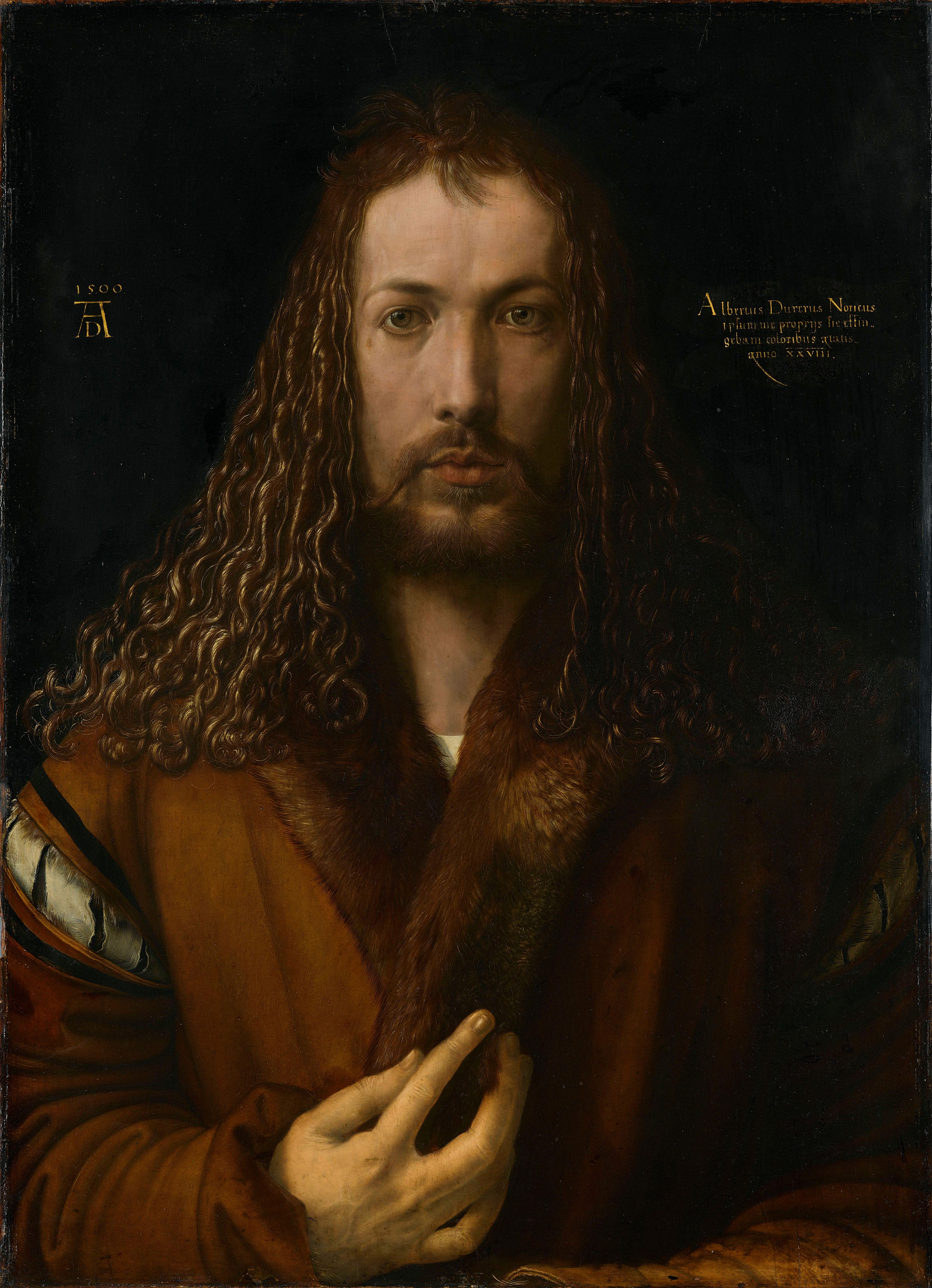
بريشة آلبرخت دورر (1500)
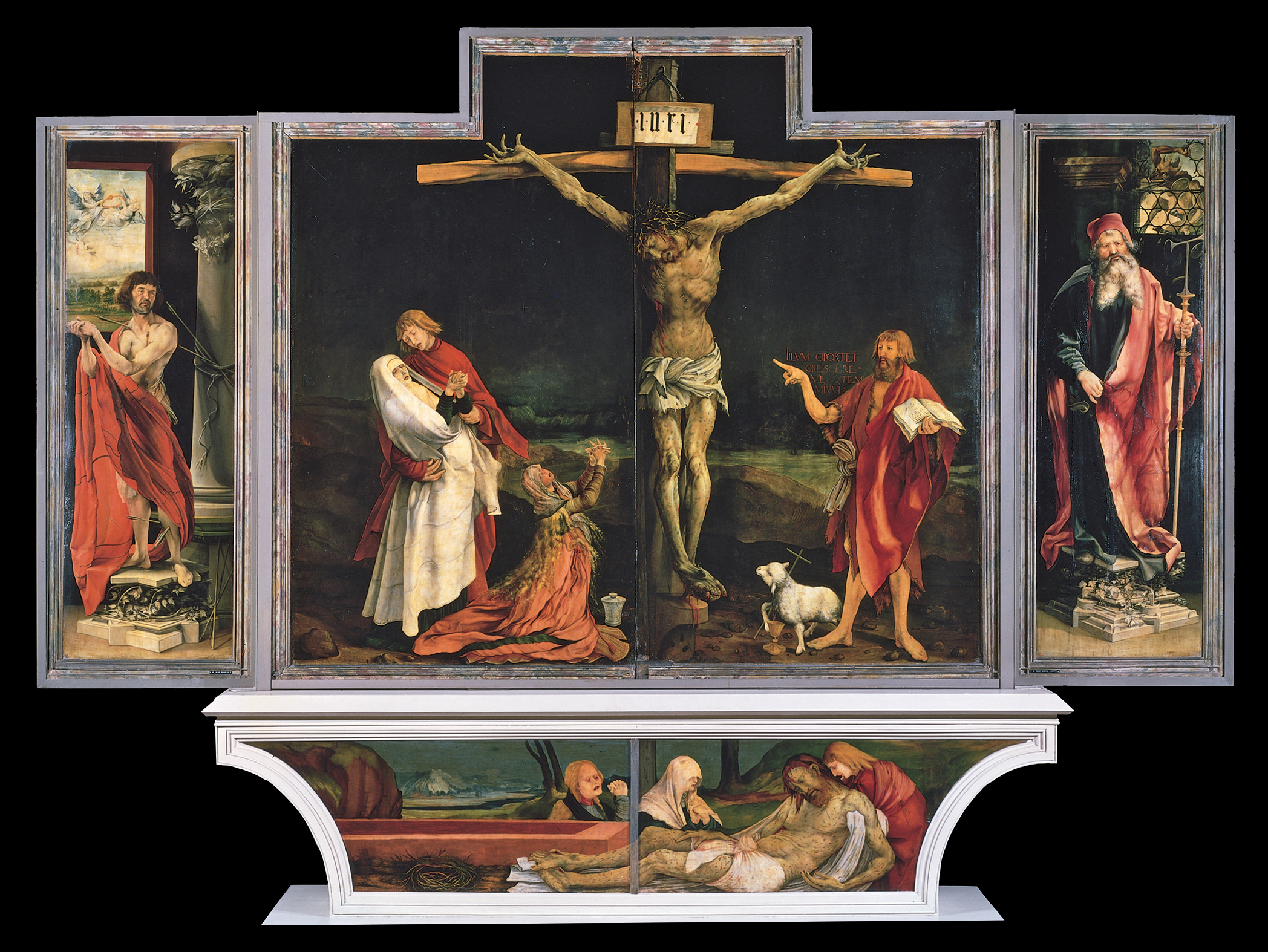
بريشة ماتياس غرونيفالت (1512-1516)
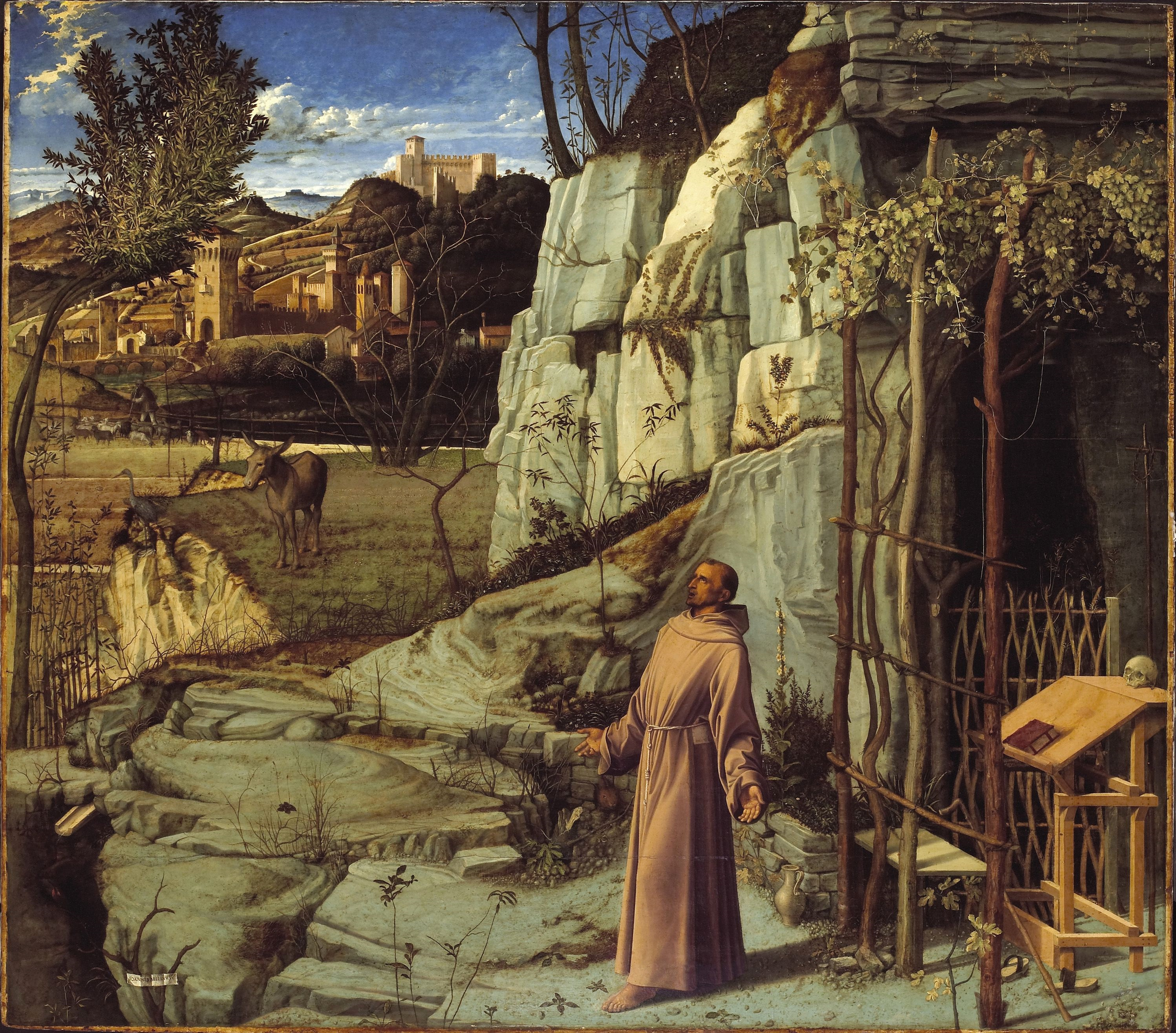
بريشة جوفاني بيليني نحو عام 1480
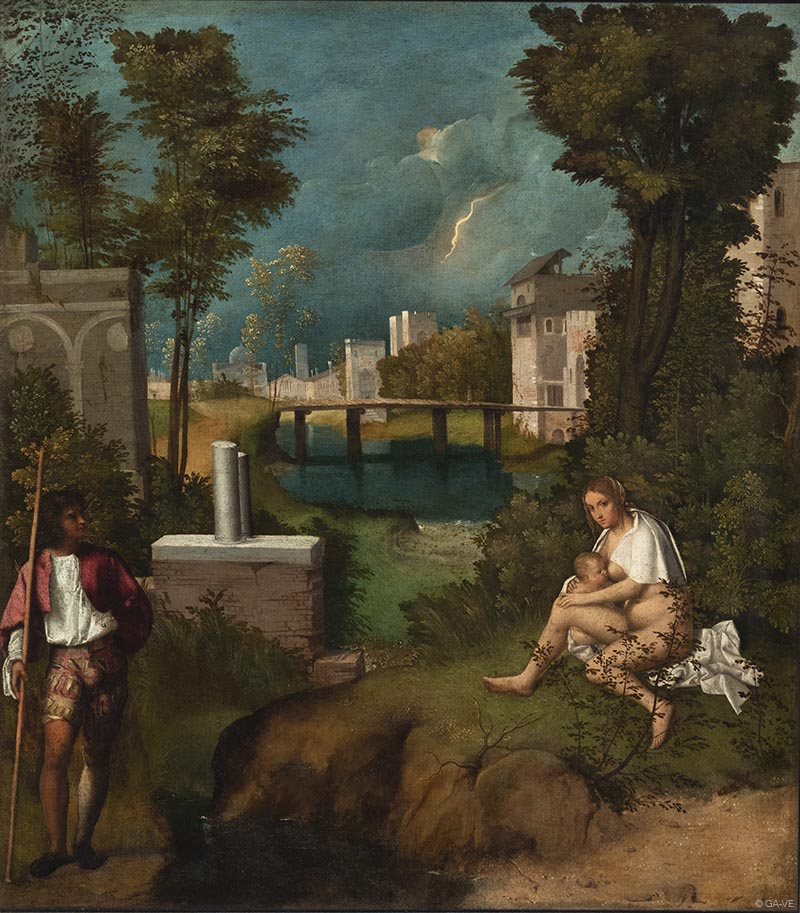
بريشة جورجوني نحو عام 1505
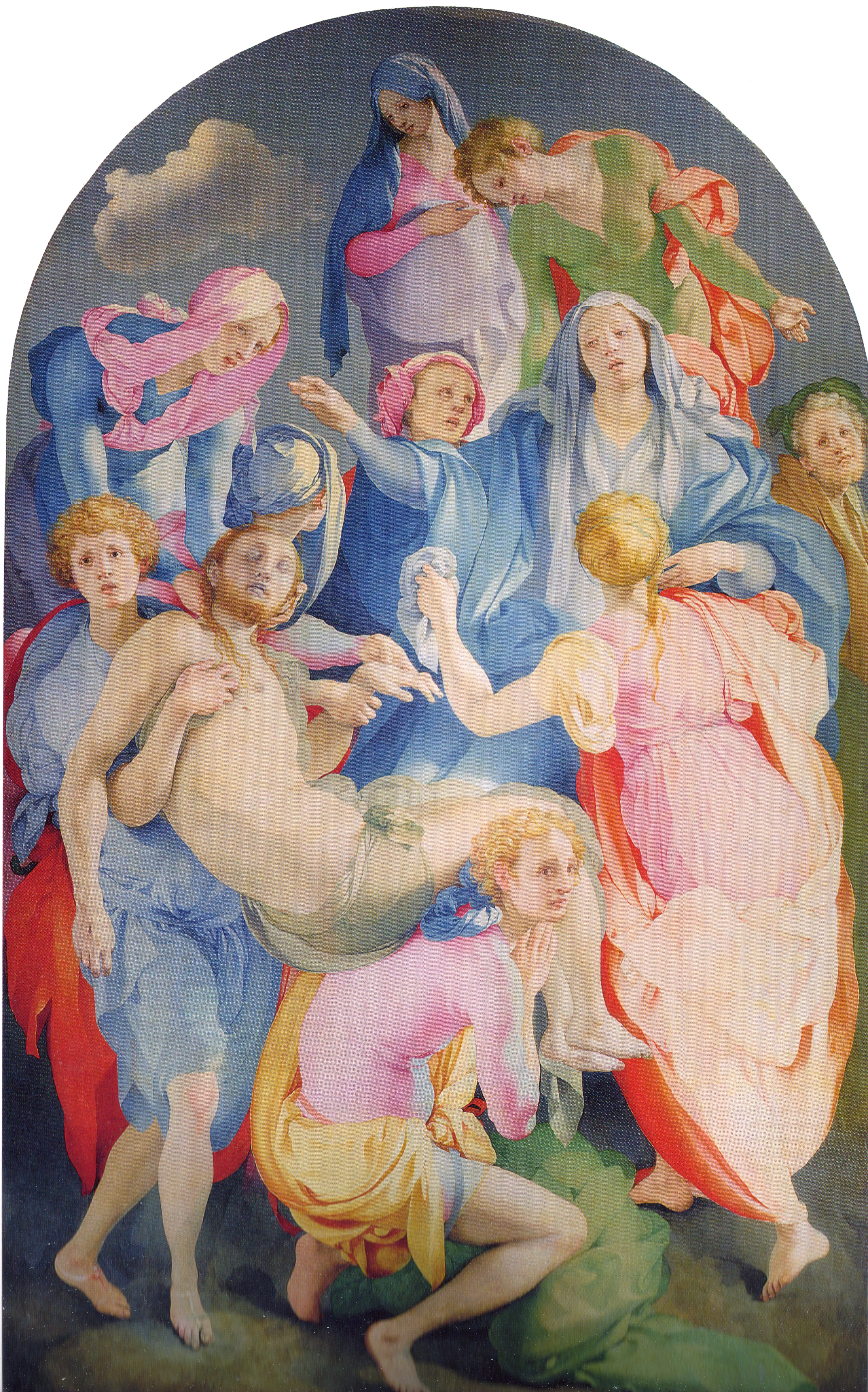
بريشة بونتورمو (1526-1528)
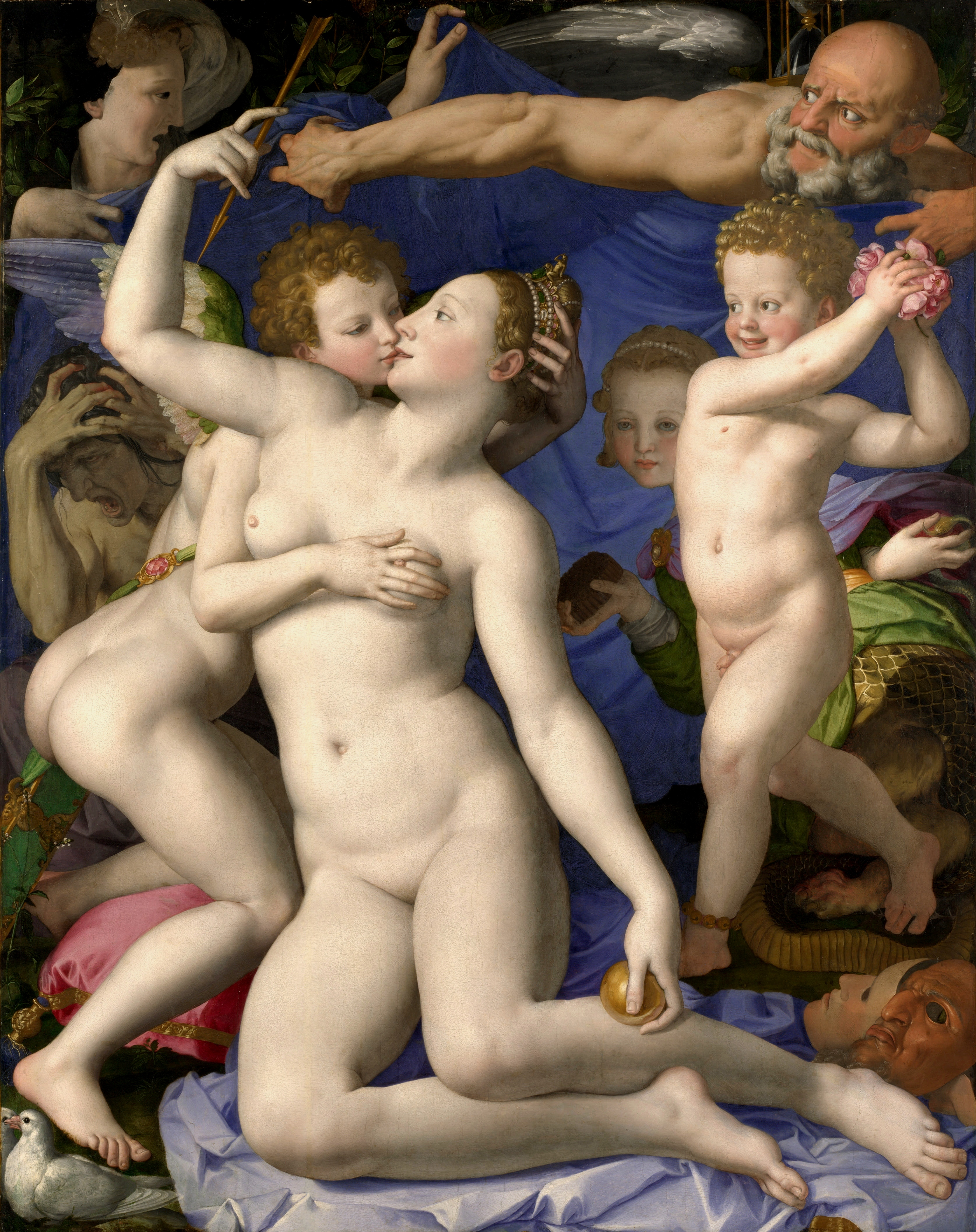
بريشة برونزينو (1540-1545)
بريشة بيتر بروغل (1565)
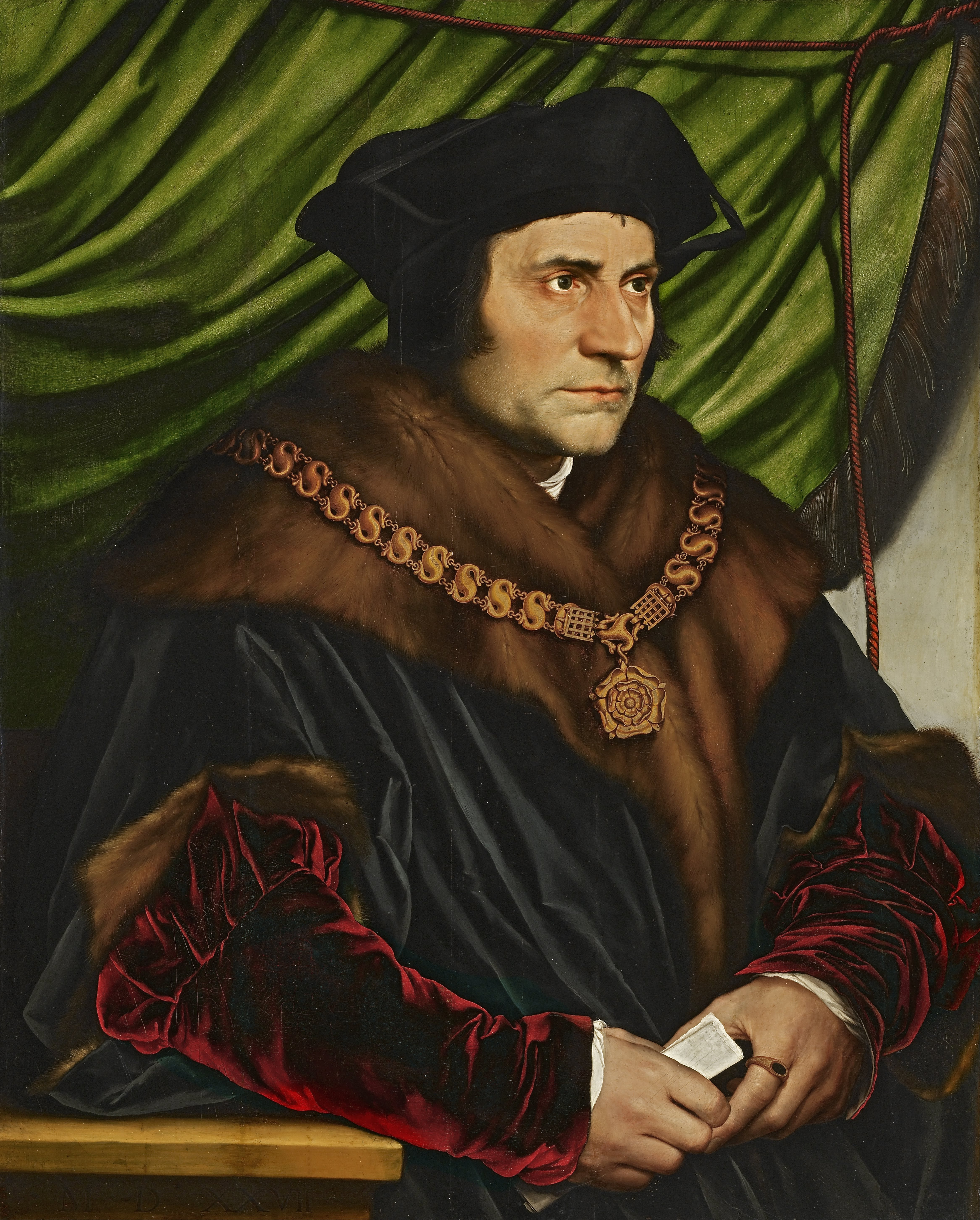
بريشة هانس هولباين الأصغر (1527)
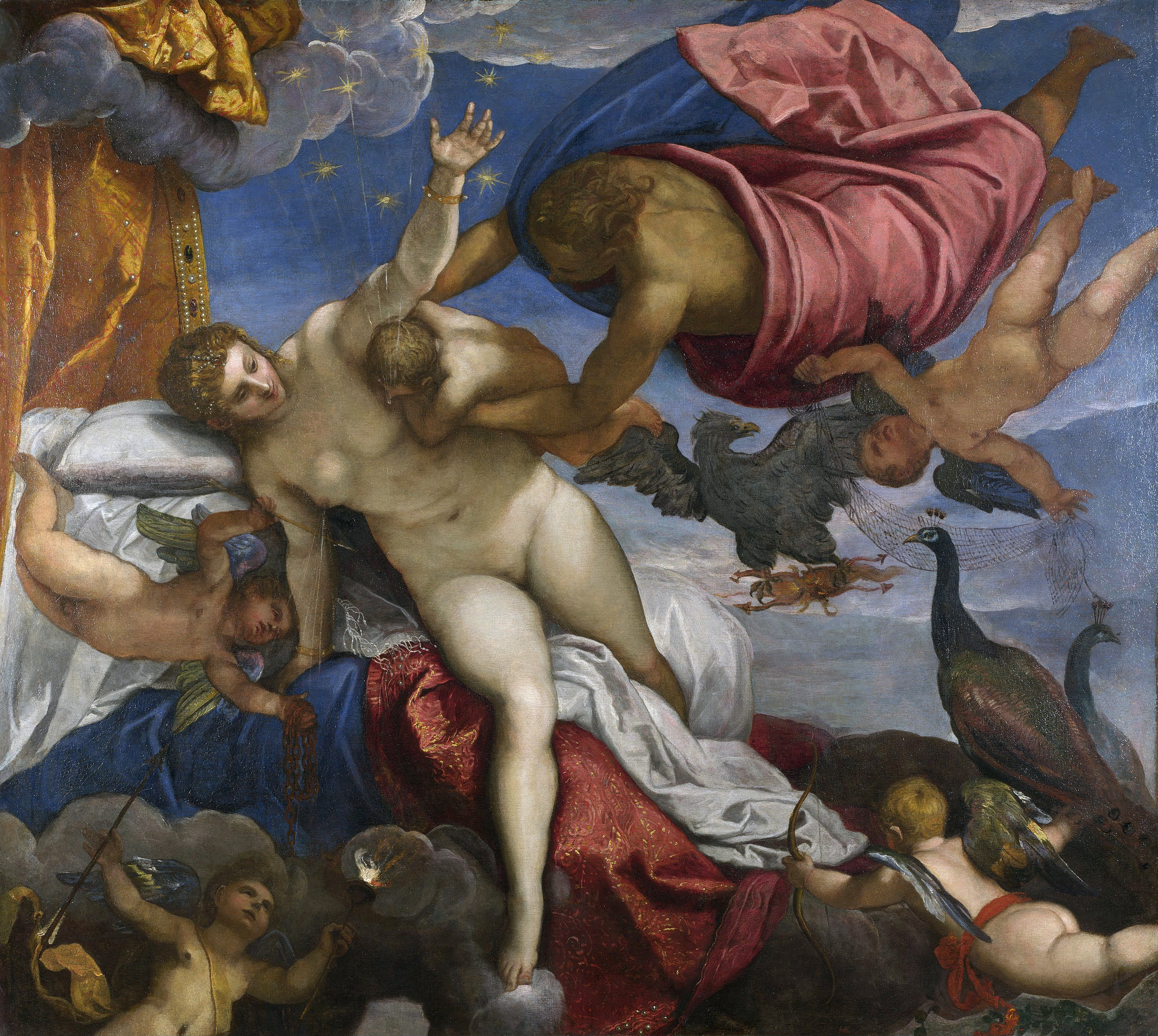
بريشة تينتوريتو (1582)
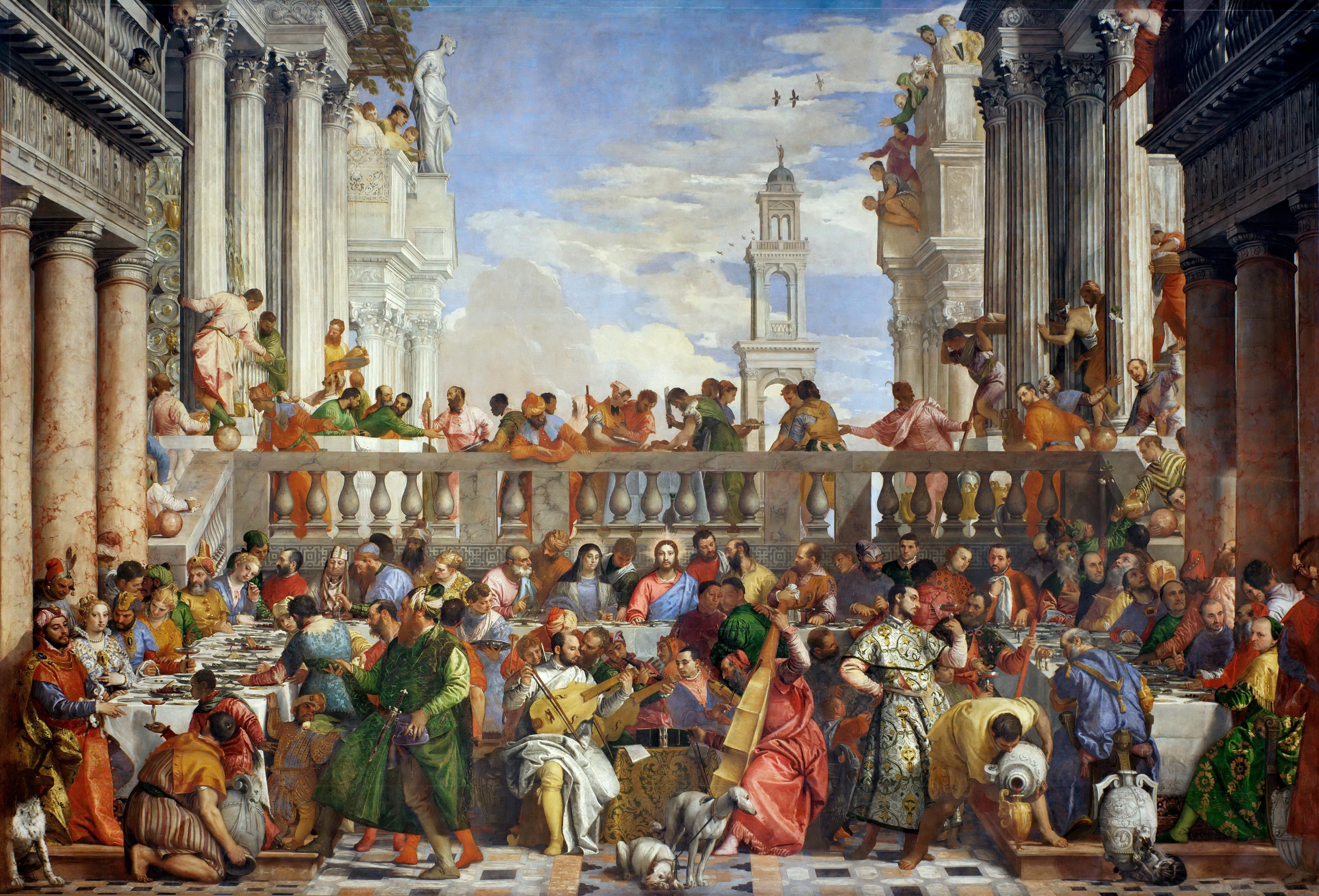
بريشة باولو فرونزه (1562-1563)
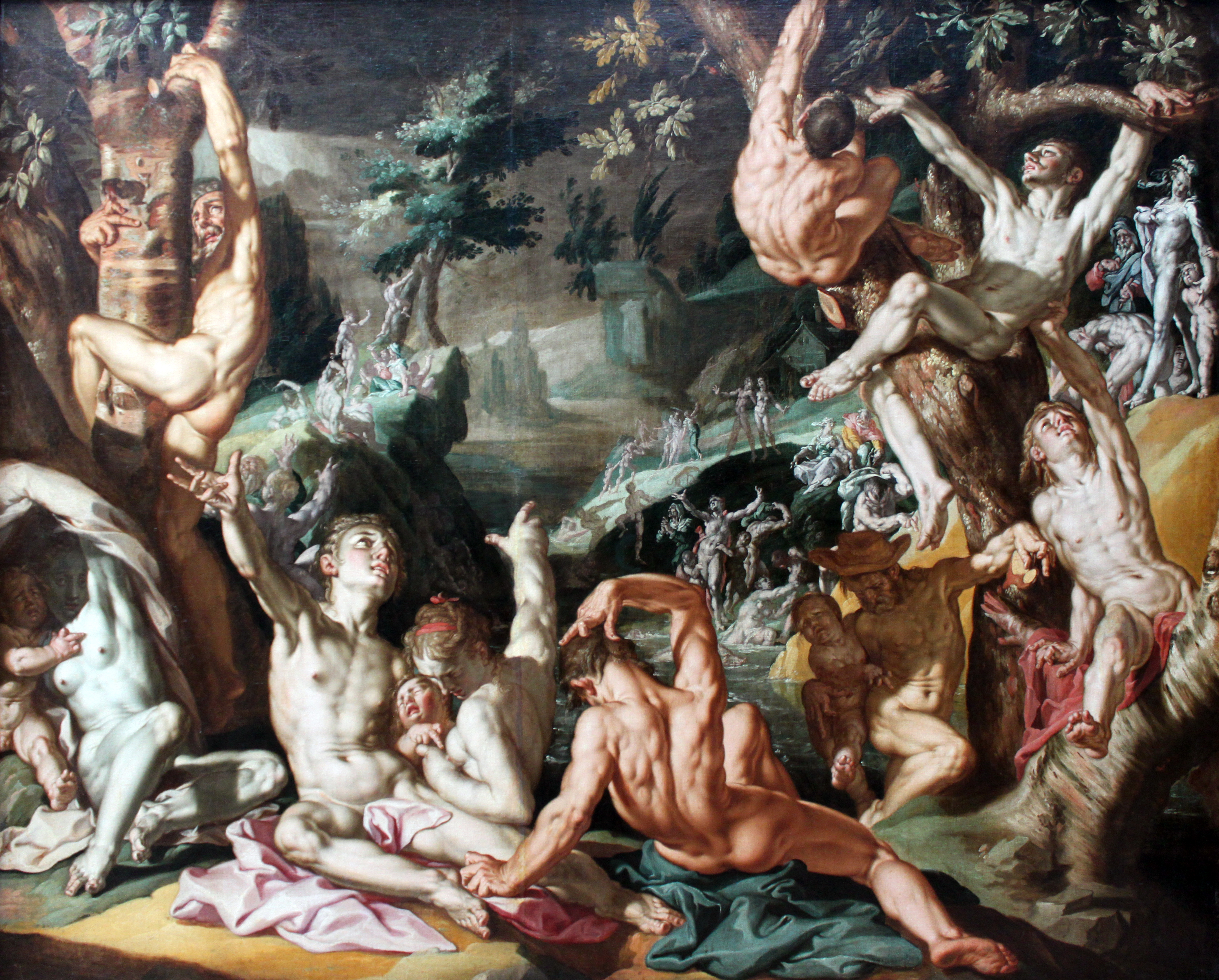
بريشة يواخيم فيتيإيفال (1595)
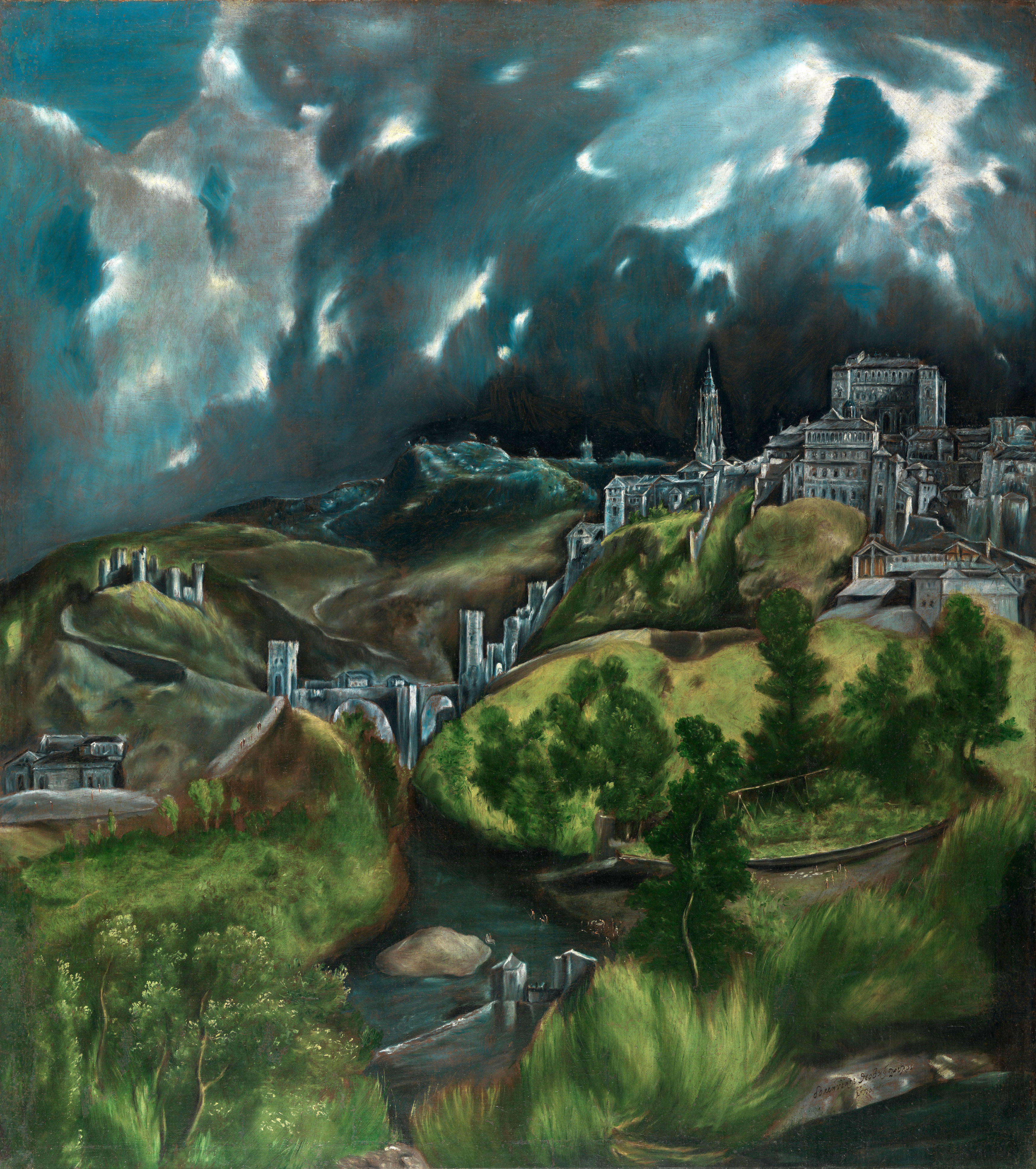
بريشة إل غريكو (1596-1600)

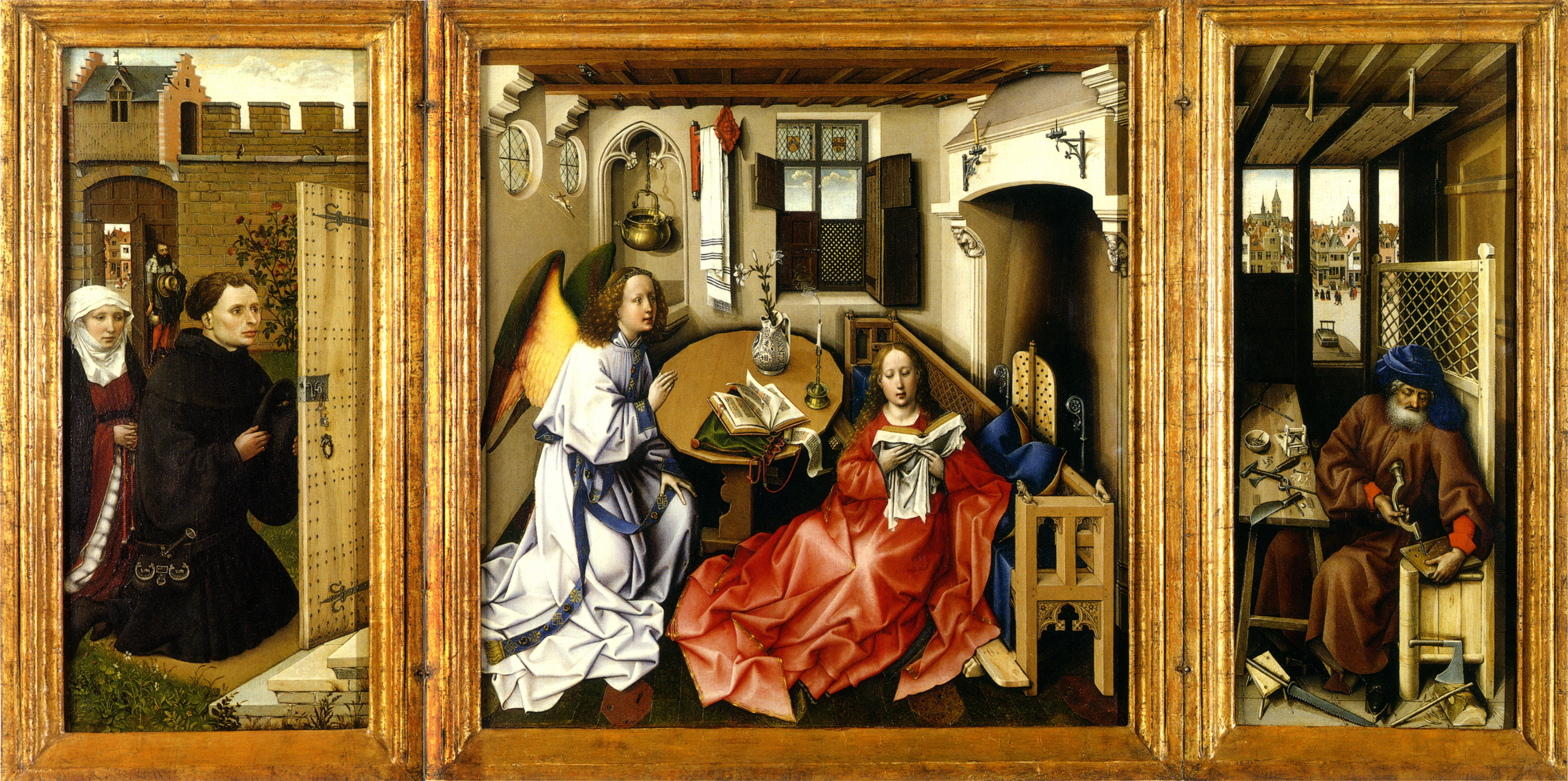
روبرت كامبين – لوحة مذبح كنيسة ميرودا نحو عام 1427 صوَّر كامبين اللوح الأوسط بينما صوَّر الألواح الجانبية مساعد له.

النهضة (أصلها كلمة فرنسية تعني «الولادة من جديد»)، هي حركة ثقافية امتدت تقريبًا من القرن الرابع عشر حتى منتصف القرن السابع عشر، كان محركها النهضة الإنسانية ودراسة المصادر الكلاسيكية. في مجال التصوير، طور كبار المصورين في إيطاليا والبلدان المنخفضة بشكل منفصل في عشرينيات وثلاثينيات القرن الخامس عشر طرقًا جديدة للتصوير أتاحت للوحات الظهور بشكل أكثر واقعية مما كانت عليه في أعمال المصورين المؤسسين، الذين يشار إلى أسلوبهم باسم القوطية الدولية أو في بعض الحالات بما قبل عصر النهضة (خاصة في إيطاليا). هذه الفترة التي استمرت حتى عام 1495، أصبحت معروفة باسم عصر النهضة المبكر.
في منطقة الفلانديرز الواقعة في البلدان المنخفضة، وعلى أعقاب التطورات التي أُجريت في تذهيب وزخرفة المخطوطات، وخاصةً من قِبل الإخوة ليمبورغ، المتوفين عام 1416، أصبح الفنانون مفتونين بالمحسوس في العالم المرئي وبدأوا في تمثيل الأشياء بطريقة واقعية (طبيعانية) للغاية. جعل تبني الرسم الزيتي الذي كان أول استخدام له على الألواح الخشبية قد نسب قديمًا، عن طريق الخطأ، إلى يان فان إيك، من الممكن تحقيق رؤية جديدة في تصوير هذا المذهب الطبيعي (الطبيعاني). كان وسيط الألوان الزيتية موجودًا بالفعل في أعمال ميلخيور برودرلام (المتوفي عام 1409)، لكن روبرت كامبين (المعروف سابقًا باسم مُعلم فيلاميل) وفان إيك أخذوها إلى آفاقٍ جديدة واستخدموها لتمثيل المذهب الطبيعي (الطبيعانية) الذي كانوا يهدفون إليه. بفضل هذا الوسيط الجديد، كان المصورون في هذه الفترة قادرين على تصوير ألوان أكثر ثراءً بتدرجات ذات حدة أعمق. ميز الرسم الهولندي المبكر الإيحاء بالضوء المتوهج مع مادة الصقل اللامعة التي تجعل السطح يشبه البورسلين وكان فارقًا أساسيًا بينه وبين السطح المطفأ للتصوير بالتمبرا المستخدم في إيطاليا.

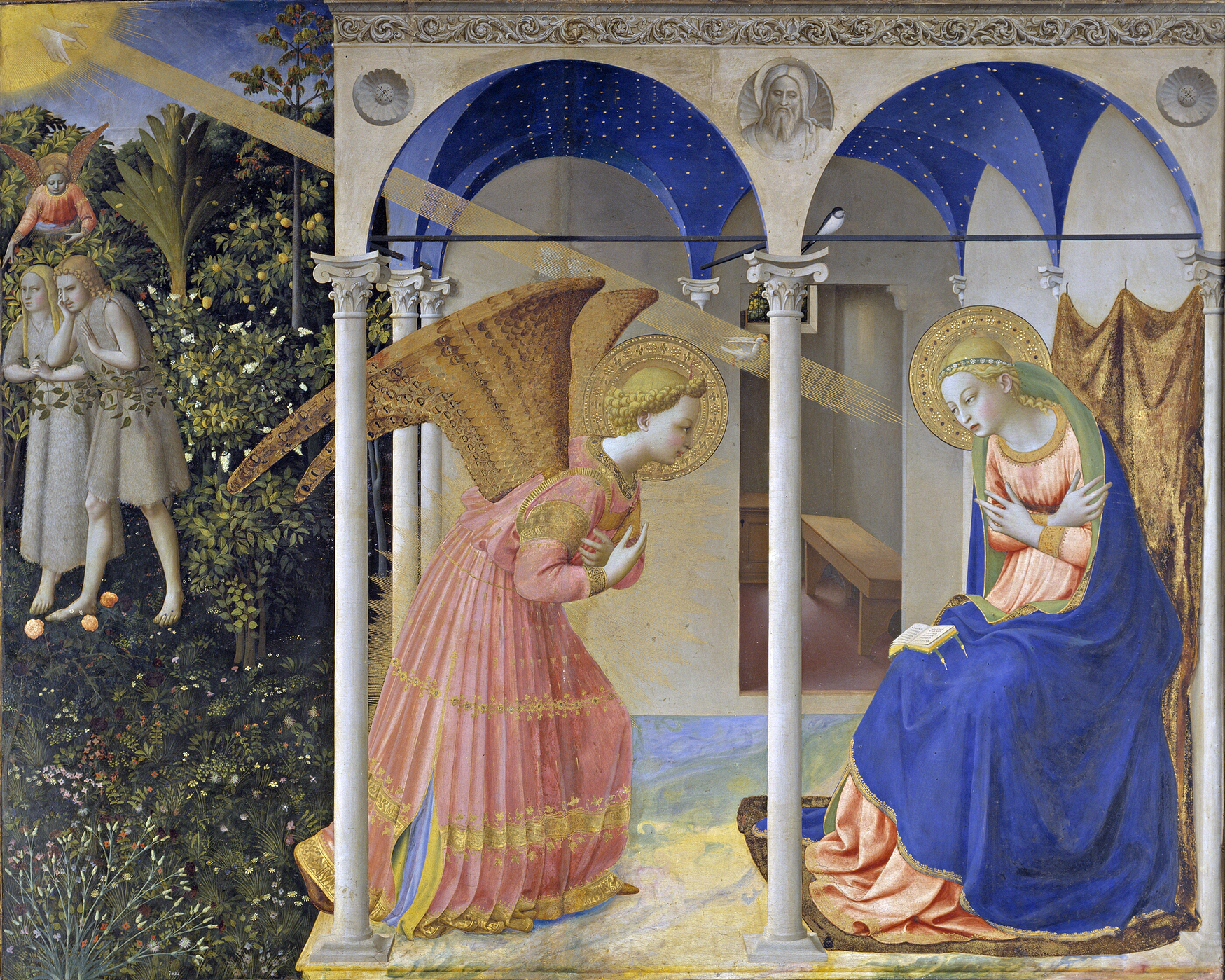
لوحة بريشة فرا أنجيليكو (رسمت خلال 1425-1428)

على عكس الإيطاليين، الذين استندت أعمالهم بشكل كبير على فن روما القديمة، احتفظ الشماليون بالبقايا الأسلوبية للنحت والمخطوطات المذهبة في العصور الوسطى (خاصة طبيعانيتها). المصور الهولندي الآخر المهم في هذه الفترة هو روجير فان در فايدن، تلميذ كامبين، الذي أبرزت تكويناته المشاعر الإنسانية والدراما، ظهر ذلك على سبيل المثال في لوحته «النزول عن الصليب»، التي تُصنَّف بين أكثر الأعمال شهرة في القرن الخامس عشر وبكونها اللوحة الهولندية الأكثر تأثيرًا عن صلب المسيح. الفنانون المهمون الآخرون هم هوغو فان دير غوس (الذي كان لعمله تأثيرًا كبيرًا في إيطاليا)، وديريك باوتس، (الذي كان من أوائل المصورين الشماليين في إظهار استخدام نقطة تلاشٍ واحدة)، وبيتروس كريستوس، وهانس ميملنغ، وخيرارد دافيد. تُعرف التطورات في التصوير في أوروبا شمال جبال الألب مجتمعة، باسم النهضة الشمالية.
في لوحات عصر النهضة الإيطالية، ألهم فن العصور الكلاسيكية القديمة أسلوب التصوير الذي ركَّز على المثالية. فيُنسب إلى مازاتشو إجراء تحسينات على المنظور الخطي، وتمثيل حجم الشخصيات، وتصوير العواطف على وجوهها في عشرينيات القرن الخامس عشر. بعد ذلك، نقل الفنانون مثل باولو أوتشيلو، وفرا أنجيليكو، وبييرو ديلا فرانشيسكا، وأندريا مانتينيا، وفيليبو ليبي، وساندرو بوتيتشيلي، في عصر النهضة المبكر الذي استمر حتى عام 1495 تقريبًا، ثم ليوناردو دا فينشي وميكيلانجيلو بوناروتي ورافائيل خلال النهضة العليا من عام 1495 حتى عام 1520، التصوير إلى مستوى أعلى عبر استخدام الرسم المنظوري، ودراسة تشريح جسم الإنسان والنِسب، ومن خلال وضعهم لتحسينات غير مسبوقة في تقنيات الرسم والتصوير. ظهر أسلوب عصر النهضة العليا الأكثر واقعية إلى حد ما في البندقية. إذ كان مصورو مدرسة الرسم البندقيّ، مثل جوفاني بيليني، وجورجوني، وتيتيان، وفرونزه، أقل اهتمامًا بالدقة في رسمهم من اهتمامهم بثراء الألوان ووحدة التأثير التي أمكن تحقيقها عبر نهج أكثر عفوية في التصوير.